# Lijst van vlinders in Frankrijk
Deze lijst van vlinders in Frankrijk bevat alle in Frankrijk voorkomende dag- en nachtvlinders.

## Dagvlinders

### Hesperiidae
- Carcharodus alceae (Esper, 1780)
- Carcharodus baeticus (Rambur, 1839)
- Carcharodus floccifera (Zeller, 1847)
- Carcharodus lavatherae (Esper, 1783)
- Carterocephalus palaemon (Pallas, 1771)
- Erynnis tages (Linnaeus, 1758)
- Gegenes pumilio (Hoffmannsegg, 1804)
- Hesperia comma (Linnaeus, 1758)
- Heteropterus morpheus (Pallas, 1771)
- Muschampia proto (Ochsenheimer, 1808)
- Ochlodes sylvanus (Esper, 1777)
- Pyrgus alveus (Hubner, 1803)
- Pyrgus andromedae (Wallengren, 1853)
- Pyrgus armoricanus (Oberthur, 1910)
- Pyrgus bellieri (Oberthur, 1910)
- Pyrgus cacaliae (Rambur, 1839)
- Pyrgus carlinae (Rambur, 1839)
- Pyrgus carthami (Hubner, 1813)
- Pyrgus cirsii (Rambur, 1839)
- Pyrgus malvae (Linnaeus, 1758)
- Pyrgus malvoides (Elwes & Edwards, 1897)
- Pyrgus onopordi (Rambur, 1839)
- Pyrgus serratulae (Rambur, 1839)
- Pyrgus sidae (Esper, 1784)
- Pyrgus warrenensis (Verity, 1928)
- Spialia sertorius (Hoffmannsegg, 1804)
- Spialia therapne (Rambur, 1832)
- Thymelicus acteon (Rottemburg, 1775)
- Thymelicus lineola (Ochsenheimer, 1808)
- Thymelicus sylvestris (Poda, 1761)

### Lycaenidae
- Aricia agestis (Denis & Schiffermuller, 1775)
- Aricia artaxerxes (Fabricius, 1793)
- Aricia eumedon (Esper, 1780)
- Aricia nicias (Meigen, 1830)
- Cacyreus marshalli Butler, 1898
- Callophrys avis Chapman, 1909
- Callophrys rubi (Linnaeus, 1758)
- Celastrina argiolus (Linnaeus, 1758)
- Cupido minimus (Fuessly, 1775)
- Cupido osiris (Meigen, 1829)
- Cupido alcetas (Hoffmannsegg, 1804)
- Cupido argiades (Pallas, 1771)
- Cyaniris semiargus (Rottemburg, 1775)
- Favonius quercus (Linnaeus, 1758)
- Glaucopsyche alexis (Poda, 1761)
- Glaucopsyche melanops (Boisduval, 1828)
- Iolana iolas (Ochsenheimer, 1816)
- Laeosopis roboris (Esper, 1789)
- Lampides boeticus (Linnaeus, 1767)
- Leptotes pirithous (Linnaeus, 1767)
- Lycaena alciphron (Rottemburg, 1775)
- Lycaena dispar (Haworth, 1802)
- Lycaena helle (Denis & Schiffermuller, 1775)
- Lycaena hippothoe (Linnaeus, 1761)
- Lycaena phlaeas (Linnaeus, 1761)
- Lycaena tityrus (Poda, 1761)
- Lycaena virgaureae (Linnaeus, 1758)
- Phengaris alcon (Denis & Schiffermuller, 1775)
- Phengaris arion (Linnaeus, 1758)
- Phengaris nausithous (Bergstrasser, 1779)
- Phengaris teleius (Bergstrasser, 1779)
- Plebejus glandon (de Prunner, 1798)
- Plebejus pyrenaica (Boisduval, 1840)
- Plebejus orbitulus (de Prunner, 1798)
- Plebejus argus (Linnaeus, 1758)
- Plebejus argyrognomon (Bergstrasser, 1779)
- Plebejus bellieri (Oberthur, 1910)
- Plebejus idas (Linnaeus, 1761)
- Plebejus trappi Verity, 1927
- Plebejus optilete (Knoch, 1781)
- Polyommatus damon (Denis & Schiffermuller, 1775)
- Polyommatus dolus (Hubner, 1823)
- Polyommatus ripartii (Freyer, 1830)
- Polyommatus bellargus (Rottemburg, 1775)
- Polyommatus coridon (Poda, 1761)
- Polyommatus hispana (Herrich-Schaffer, 1852)
- Polyommatus daphnis (Denis & Schiffermuller, 1775)
- Polyommatus amandus (Schneider, 1792)
- Polyommatus dorylas (Denis & Schiffermuller, 1775)
- Polyommatus eros (Ochsenheimer, 1808)
- Polyommatus escheri (Hubner, 1823)
- Polyommatus icarus (Rottemburg, 1775)
- Polyommatus thersites (Cantener, 1835)
- Pseudophilotes baton (Bergstrasser, 1779)
- Satyrium acaciae (Fabricius, 1787)
- Satyrium esculi (Hubner, 1804)
- Satyrium ilicis (Esper, 1779)
- Satyrium pruni (Linnaeus, 1758)
- Satyrium spini (Denis & Schiffermuller, 1775)
- Satyrium w-album (Knoch, 1782)
- Scolitantides orion (Pallas, 1771)
- Thecla betulae (Linnaeus, 1758)
- Tomares ballus (Fabricius, 1787)

### Nymphalidae
- Aglais ichnusa (Bonelli, 1826)
- Aglais io (Linnaeus, 1758)
- Aglais urticae (Linnaeus, 1758)
- Apatura ilia (Denis & Schiffermuller, 1775)
- Apatura iris (Linnaeus, 1758)
- Aphantopus hyperantus (Linnaeus, 1758)
- Araschnia levana (Linnaeus, 1758)
- Arethusana arethusa (Denis & Schiffermuller, 1775)
- Argynnis paphia (Linnaeus, 1758)
- Argynnis adippe (Denis & Schiffermuller, 1775)
- Argynnis elisa Godart, 1823
- Argynnis niobe (Linnaeus, 1758)
- Argynnis aglaja (Linnaeus, 1758)
- Argynnis pandora (Denis & Schiffermuller, 1775)
- Boloria aquilonaris (Stichel, 1908)
- Boloria graeca (Staudinger, 1870)
- Boloria napaea (Hoffmannsegg, 1804)
- Boloria pales (Denis & Schiffermuller, 1775)
- Boloria dia (Linnaeus, 1767)
- Boloria euphrosyne (Linnaeus, 1758)
- Boloria selene (Denis & Schiffermuller, 1775)
- Boloria titania (Esper, 1793)
- Boloria eunomia (Esper, 1799)
- Brenthis daphne (Bergstrasser, 1780)
- Brenthis hecate (Denis & Schiffermuller, 1775)
- Brenthis ino (Rottemburg, 1775)
- Brintesia circe (Fabricius, 1775)
- Charaxes jasius (Linnaeus, 1767)
- Chazara briseis (Linnaeus, 1764)
- Coenonympha arcania (Linnaeus, 1761)
- Coenonympha corinna (Hubner, 1804)
- Coenonympha dorus (Esper, 1782)
- Coenonympha gardetta (de Prunner, 1798)
- Coenonympha glycerion (Borkhausen, 1788)
- Coenonympha hero (Linnaeus, 1761)
- Coenonympha oedippus (Fabricius, 1787)
- Coenonympha pamphilus (Linnaeus, 1758)
- Coenonympha tullia (Muller, 1764)
- Danaus chrysippus (Linnaeus, 1758)
- Danaus plexippus (Linnaeus, 1758)
- Erebia aethiopellus (Hoffmannsegg, 1806)
- Erebia aethiops (Esper, 1777)
- Erebia alberganus (de Prunner, 1798)
- Erebia calcaria Lorkovic, 1953
- Erebia cassioides (Reiner & Hochenwarth, 1792)
- Erebia epiphron (Knoch, 1783)
- Erebia epistygne (Hubner, 1819)
- Erebia euryale (Esper, 1805)
- Erebia gorge (Hubner, 1804)
- Erebia gorgone Boisduval, 1833
- Erebia hispania Butler, 1868
- Erebia lefebvrei (Boisduval, 1828)
- Erebia ligea (Linnaeus, 1758)
- Erebia manto (Denis & Schiffermuller, 1775)
- Erebia medusa (Denis & Schiffermuller, 1775)
- Erebia melampus (Fuessly, 1775)
- Erebia meolans (Prunner, 1798)
- Erebia mnestra (Hubner, 1804)
- Erebia montanus (de Prunner, 1798)
- Erebia neoridas (Boisduval, 1828)
- Erebia oeme (Hubner, 1804)
- Erebia ottomana Herrich-Schaffer, 1847
- Erebia pandrose (Borkhausen, 1788)
- Erebia pharte (Hubner, 1804)
- Erebia pluto (de Prunner, 1798)
- Erebia pronoe (Esper, 1780)
- Erebia rondoui Oberthur, 1908
- Erebia scipio Boisduval, 1832
- Erebia sthennyo Graslin, 1850
- Erebia styx (Freyer, 1834)
- Erebia sudetica Staudinger, 1861
- Erebia triarius (de Prunner, 1798)
- Erebia tyndarus (Esper, 1781)
- Euphydryas aurinia (Rottemburg, 1775)
- Euphydryas cynthia (Denis & Schiffermuller, 1775)
- Euphydryas desfontainii (Godart, 1819)
- Euphydryas intermedia (Menetries, 1859)
- Euphydryas maturna (Linnaeus, 1758)
- Hipparchia fagi (Scopoli, 1763)
- Hipparchia hermione (Linnaeus, 1764)
- Hipparchia neomiris (Godart, 1822)
- Hipparchia statilinus (Hufnagel, 1766)
- Hipparchia aristaeus (Bonelli, 1826)
- Hipparchia semele (Linnaeus, 1758)
- Hipparchia fidia (Linnaeus, 1767)
- Hyponephele lupinus (O. Costa, 1836)
- Hyponephele lycaon (Rottemburg, 1775)
- Issoria lathonia (Linnaeus, 1758)
- Lasiommata maera (Linnaeus, 1758)
- Lasiommata megera (Linnaeus, 1767)
- Lasiommata paramegaera (Hubner, 1824)
- Lasiommata petropolitana (Fabricius, 1787)
- Libythea celtis (Laicharting, 1782)
- Limenitis camilla (Linnaeus, 1764)
- Limenitis populi (Linnaeus, 1758)
- Limenitis reducta Staudinger, 1901
- Lopinga achine (Scopoli, 1763)
- Maniola jurtina (Linnaeus, 1758)
- Melanargia galathea (Linnaeus, 1758)
- Melanargia lachesis (Hubner, 1790)
- Melanargia occitanica (Esper, 1793)
- Melanargia russiae (Esper, 1783)
- Melitaea athalia (Rottemburg, 1775)
- Melitaea aurelia Nickerl, 1850
- Melitaea cinxia (Linnaeus, 1758)
- Melitaea deione (Geyer, 1832)
- Melitaea diamina (Lang, 1789)
- Melitaea didyma (Esper, 1778)
- Melitaea parthenoides Keferstein, 1851
- Melitaea phoebe (Denis & Schiffermuller, 1775)
- Melitaea varia Meyer-Dur, 1851
- Minois dryas (Scopoli, 1763)
- Neptis rivularis (Scopoli, 1763)
- Nymphalis antiopa (Linnaeus, 1758)
- Nymphalis polychloros (Linnaeus, 1758)
- Nymphalis xanthomelas (Esper, 1781)
- Oeneis glacialis (Moll, 1783)
- Pararge aegeria (Linnaeus, 1758)
- Polygonia c-album (Linnaeus, 1758)
- Polygonia egea (Cramer, 1775)
- Pyronia bathseba (Fabricius, 1793)
- Pyronia cecilia (Vallantin, 1894)
- Pyronia tithonus (Linnaeus, 1767)
- Satyrus actaea (Esper, 1781)
- Satyrus ferula (Fabricius, 1793)
- Vanessa atalanta (Linnaeus, 1758)
- Vanessa cardui (Linnaeus, 1758)
- Vanessa virginiensis (Drury, 1773)

### Papilionidae
- Iphiclides podalirius (Linnaeus, 1758)
- Papilio alexanor (Esper, 1800)
- Papilio hospiton (Guenee, 1839)
- Papilio machaon (Linnaeus, 1758)
- Parnassius apollo (Linnaeus, 1758)
- Parnassius mnemosyne (Linnaeus, 1758)
- Parnassius phoebus (Fabricius, 1793)
- Zerynthia polyxena (Denis & Schiffermuller, 1775)
- Zerynthia rumina (Linnaeus, 1758)

### Pieridae
- Anthocharis cardamines (Linnaeus, 1758)
- Anthocharis euphenoides (Staudinger, 1869)
- Aporia crataegi (Linnaeus, 1758)
- Colias alfacariensis Ribbe, 1905
- Colias croceus (Fourcroy, 1785)
- Colias hyale (Linnaeus, 1758)
- Colias palaeno (Linnaeus, 1761)
- Colias phicomone (Esper, 1780)
- Euchloe ausonia (Hubner, 1804)
- Euchloe insularis (Staudinger, 1861)
- Euchloe simplonia (Freyer, 1829)
- Euchloe tagis (Hubner, 1804)
- Gonepteryx cleopatra (Linnaeus, 1767)
- Gonepteryx rhamni (Linnaeus, 1758)
- Leptidea duponcheli (Staudinger, 1871)
- Leptidea reali Reissinger, 1990
- Leptidea sinapis (Linnaeus, 1758)
- Pieris brassicae (Linnaeus, 1758)
- Pieris bryoniae (Hubner, 1806)
- Pieris ergane (Geyer, 1828)
- Pieris mannii (Mayer, 1851)
- Pieris napi (Linnaeus, 1758)
- Pieris rapae (Linnaeus, 1758)
- Pontia callidice (Hubner, 1800)
- Pontia daplidice (Linnaeus, 1758)

## Nachtvlinders

### Adelidae
- Adela albicinctella Mann, 1852
- Adela australis (Heydenreich, 1851)
- Adela croesella (Scopoli, 1763)
- Adela cuprella (Denis & Schiffermuller, 1775)
- Adela mazzolella (Hubner, 1801)
- Adela paludicolella Zeller, 1850
- Adela reaumurella (Linnaeus, 1758)
- Adela violella (Denis & Schiffermuller, 1775)
- Cauchas albiantennella (Burmann, 1943)
- Cauchas fibulella (Denis & Schiffermuller, 1775)
- Cauchas leucocerella (Scopoli, 1763)
- Cauchas rufifrontella (Treitschke, 1833)
- Cauchas rufimitrella (Scopoli, 1763)
- Nematopogon adansoniella (Villers, 1789)
- Nematopogon metaxella (Hubner, 1813)
- Nematopogon pilella (Denis & Schiffermuller, 1775)
- Nematopogon robertella (Clerck, 1759)
- Nematopogon schwarziellus Zeller, 1839
- Nematopogon swammerdamella (Linnaeus, 1758)
- Nemophora associatella (Zeller, 1839)
- Nemophora barbatellus (Zeller, 1847)
- Nemophora congruella (Zeller, 1839)
- Nemophora cupriacella (Hubner, 1819)
- Nemophora degeerella (Linnaeus, 1758)
- Nemophora dumerilella (Duponchel, 1839)
- Nemophora fasciella (Fabricius, 1775)
- Nemophora metallica (Poda, 1761)
- Nemophora minimella (Denis & Schiffermuller, 1775)
- Nemophora mollella (Hubner, 1813)
- Nemophora ochsenheimerella (Hubner, 1813)
- Nemophora pfeifferella (Hubner, 1813)
- Nemophora prodigellus (Zeller, 1853)
- Nemophora raddaella (Hubner, 1793)
- Nemophora violellus (Herrich-Schaffer in Stainton, 1851)

### Alucitidae
- Alucita bidentata Scholz & Jackh, 1994
- Alucita cancellata (Meyrick, 1908)
- Alucita cymatodactyla Zeller, 1852
- Alucita desmodactyla Zeller, 1847
- Alucita grammodactyla Zeller, 1841
- Alucita hexadactyla Linnaeus, 1758
- Alucita huebneri Wallengren, 1859
- Alucita palodactyla Zeller, 1847
- Alucita tridentata Scholz & Jackh, 1994
- Alucita zonodactyla Zeller, 1847
- Pterotopteryx dodecadactyla Hubner, 1813

### Argyresthiidae
- Argyresthia abdominalis Zeller, 1839
- Argyresthia albistria (Haworth, 1828)
- Argyresthia aurulentella Stainton, 1849
- Argyresthia bonnetella (Linnaeus, 1758)
- Argyresthia brockeella (Hubner, 1813)
- Argyresthia conjugella Zeller, 1839
- Argyresthia curvella (Linnaeus, 1761)
- Argyresthia fundella (Fischer von Roslerstamm, 1835)
- Argyresthia glaucinella Zeller, 1839
- Argyresthia goedartella (Linnaeus, 1758)
- Argyresthia ivella (Haworth, 1828)
- Argyresthia pruniella (Clerck, 1759)
- Argyresthia pulchella Lienig & Zeller, 1846
- Argyresthia pygmaeella (Denis & Schiffermuller, 1775)
- Argyresthia retinella Zeller, 1839
- Argyresthia semifusca (Haworth, 1828)
- Argyresthia semitestacella (Curtis, 1833)
- Argyresthia sorbiella (Treitschke, 1833)
- Argyresthia spinosella Stainton, 1849
- Argyresthia submontana Frey, 1871
- Argyresthia amiantella (Zeller, 1847)
- Argyresthia arceuthina Zeller, 1839
- Argyresthia bergiella (Ratzeburg, 1840)
- Argyresthia buvati Gibeaux, 1992
- Argyresthia chrysidella Peyerimhoff, 1877
- Argyresthia dilectella Zeller, 1847
- Argyresthia glabratella (Zeller, 1847)
- Argyresthia illuminatella Zeller, 1839
- Argyresthia laevigatella Herrich-Schaffer, 1855
- Argyresthia praecocella Zeller, 1839
- Argyresthia reticulata Staudinger, 1877
- Argyresthia thuriferana Gibeaux, 1992
- Argyresthia trifasciata Staudinger, 1871

### Autostichidae
- Apatema impunctella Amsel, 1940
- Apatema mediopallidum Walsingham, 1900
- Aprominta cryptogamarum (Milliere, 1872)
- Deroxena venosulella (Moschler, 1862)
- Donaspastus delicatella (Walsingham, 1901)
- Dysspastus fallax (Gozmany, 1961)
- Dysspastus perpygmaeella (Walsingham, 1901)
- Holcopogon bubulcellus (Staudinger, 1859)
- Oegoconia caradjai Popescu-Gorj & Capuse, 1965
- Oegoconia deauratella (Herrich-Schaffer, 1854)
- Oegoconia huemeri Sutter, 2007
- Oegoconia novimundi (Busck, 1915)
- Oegoconia quadripuncta (Haworth, 1828)
- Oegoconia uralskella Popescu-Gorj & Capuse, 1965
- Stibaromacha ratella (Herrich-Schaffer, 1854)
- Symmoca caliginella Mann, 1867
- Symmoca cinerariella (Mann, 1859)
- Symmoca oenophila Staudinger, 1871
- Symmoca orphnella Rebel, 1893
- Symmoca signatella Herrich-Schaffer, 1854
- Symmoca signella (Hubner, 1796)
- Symmocoides oxybiella (Milliere, 1872)
- Telephirca quadrifariella (Mann, 1855)

### Batrachedridae
- Batrachedra parvulipunctella Chretien, 1915
- Batrachedra pinicolella (Zeller, 1839)
- Batrachedra praeangusta (Haworth, 1828)

### Bedelliidae
- Bedellia ehikella Szocs, 1967
- Bedellia somnulentella (Zeller, 1847)

### Blastobasidae
- Blastobasis phycidella (Zeller, 1839)
- Hypatopa binotella (Thunberg, 1794)
- Hypatopa inunctella Zeller, 1839
- Hypatopa segnella (Zeller, 1873)
- Neoblastobasis ligurica Nel & Varenne, 2004
- Tecmerium anthophaga (Staudinger, 1870)
- Tecmerium mnemosynella (Milliere, 1876)
- Tecmerium rosmarinella (Walsingham, 1901)

### Brachodidae
- Brachodes funebris (Feisthamel, 1833)
- Brachodes laeta (Staudinger, 1863)

### Brahmaeidae
- Lemonia dumi (Linnaeus, 1761)
- Lemonia taraxaci (Denis & Schiffermuller, 1775)

### Bucculatricidae
- Bucculatrix absinthii Gartner, 1865
- Bucculatrix alaternella Constant, 1890
- Bucculatrix albedinella (Zeller, 1839)
- Bucculatrix albella Stainton, 1867
- Bucculatrix albiguttella Milliere, 1886
- Bucculatrix alpina Frey, 1870
- Bucculatrix argentisignella Herrich-Schaffer, 1855
- Bucculatrix artemisiella Herrich-Schaffer, 1855
- Bucculatrix bechsteinella (Bechstein & Scharfenberg, 1805)
- Bucculatrix cantabricella Chretien, 1898
- Bucculatrix cidarella (Zeller, 1839)
- Bucculatrix clavenae Klimesch, 1950
- Bucculatrix cristatella (Zeller, 1839)
- Bucculatrix demaryella (Duponchel, 1840)
- Bucculatrix diffusella Menhofer, 1943
- Bucculatrix fatigatella Heyden, 1863
- Bucculatrix frangutella (Goeze, 1783)
- Bucculatrix gnaphaliella (Treitschke, 1833)
- Bucculatrix helichrysella Constant, 1889
- Bucculatrix humiliella Herrich-Schaffer, 1855
- Bucculatrix lavaterella Milliere, 1865
- Bucculatrix maritima Stainton, 1851
- Bucculatrix myricae Ragonot, 1879
- Bucculatrix nigricomella (Zeller, 1839)
- Bucculatrix orophilella Nel, 1999
- Bucculatrix pyrenaica Nel & Varenne, 2004
- Bucculatrix ratisbonensis Stainton, 1861
- Bucculatrix santolinella Walsingham, 1898
- Bucculatrix thoracella (Thunberg, 1794)
- Bucculatrix ulmella Zeller, 1848

### Castniidae
- Paysandisia archon (Burmeister, 1880)

### Chimabachidae
- Dasystoma salicella (Hubner, 1796)
- Diurnea fagella (Denis & Schiffermuller, 1775)
- Diurnea lipsiella (Denis & Schiffermuller, 1775)

### Choreutidae
- Anthophila fabriciana (Linnaeus, 1767)
- Choreutis diana (Hubner, 1822)
- Choreutis nemorana (Hubner, 1799)
- Choreutis pariana (Clerck, 1759)
- Prochoreutis holotoxa (Meyrick, 1903)
- Prochoreutis myllerana (Fabricius, 1794)
- Prochoreutis sehestediana (Fabricius, 1776)
- Prochoreutis stellaris (Zeller, 1847)
- Tebenna bjerkandrella (Thunberg, 1784)
- Tebenna micalis (Mann, 1857)
- Tebenna pretiosana (Duponchel, 1842)

### Cimeliidae
- Axia margarita (Hubner, 1813)
- Axia napoleona Schawerda, 1926

### Coleophoridae
- Augasma aeratella (Zeller, 1839)
- Coleophora absinthii Wocke, 1877
- Coleophora absinthivora Baldizzone, 1990
- Coleophora achaenivora Hofmann, 1877
- Coleophora acrisella Milliere, 1872
- Coleophora acutiphaga Baldizzone, 1982
- Coleophora adelogrammella Zeller, 1849
- Coleophora adjectella Hering, 1937
- Coleophora adjunctella Hodgkinson, 1882
- Coleophora adspersella Benander, 1939
- Coleophora aestuariella Bradley, 1984
- Coleophora afrosarda Baldizzone & Kaltenbach, 1983
- Coleophora ahenella Heinemann, 1877
- Coleophora albella (Thunberg, 1788)
- Coleophora albicans Zeller, 1849
- Coleophora albicella Constant, 1885
- Coleophora albicosta (Haworth, 1828)
- Coleophora albicostella (Duponchel, 1842)
- Coleophora albidella (Denis & Schiffermuller, 1775)
- Coleophora albilineella Toll, 1960
- Coleophora albitarsella Zeller, 1849
- Coleophora albulae Frey, 1880
- Coleophora alcyonipennella (Kollar, 1832)
- Coleophora algidella Staudinger, 1857
- Coleophora alnifoliae Barasch, 1934
- Coleophora alticolella Zeller, 1849
- Coleophora altivagella Toll, 1952
- Coleophora amellivora Baldizzone, 1979
- Coleophora amethystinella Ragonot, 1855
- Coleophora anatipenella (Hubner, 1796)
- Coleophora anitella Baldizzone, 1985
- Coleophora antennariella Herrich-Schaffer, 1861
- Coleophora arctostaphyli Meder, 1934
- Coleophora argenteonivea Walsingham, 1907
- Coleophora argentula (Stephens, 1834)
- Coleophora artemisicolella Bruand, 1855
- Coleophora asteris Muhlig, 1864
- Coleophora asthenella Constant, 1893
- Coleophora astragalella Zeller, 1849
- Coleophora atriplicis Meyrick, 1928
- Coleophora auricella (Fabricius, 1794)
- Coleophora ballotella (Fischer v. Roslerstamm, 1839)
- Coleophora bassii Baldizzone, 1989
- Coleophora betulella Heinemann, 1877
- Coleophora bifrondella Walsingham, 1891
- Coleophora bilineatella Zeller, 1849
- Coleophora bilineella Herrich-Schaffer, 1855
- Coleophora binderella (Kollar, 1832)
- Coleophora binotapennella (Duponchel, 1843)
- Coleophora brevipalpella Wocke, 1874
- Coleophora brunneosignata Toll, 1944
- Coleophora burmanni Toll, 1952
- Coleophora caelebipennella Zeller, 1839
- Coleophora caespititiella Zeller, 1839
- Coleophora calycotomella Stainton, 1869
- Coleophora cecidophorella Oudejans, 1972
- Coleophora centaureivora Baldizzone, 1998
- Coleophora chalcogrammella Zeller, 1839
- Coleophora chamaedriella Bruand, 1852
- Coleophora chretieni Baldizzone, 1979
- Coleophora ciconiella Herrich-Schaffer, 1855
- Coleophora cinerea Toll, 1953
- Coleophora clypeiferella Hofmann, 1871
- Coleophora colutella (Fabricius, 1794)
- Coleophora congeriella Staudinger, 1859
- Coleophora conspicuella Zeller, 1849
- Coleophora conyzae Zeller, 1868
- Coleophora coracipennella (Hubner, 1796)
- Coleophora cornutella Herrich-Schaffer, 1861
- Coleophora coronillae Zeller, 1849
- Coleophora corsicella Walsingham, 1898
- Coleophora coxi Baldizzone & van der Wolf, 2007
- Coleophora cracella (Vallot, 1835)
- Coleophora currucipennella Zeller, 1839
- Coleophora cyrniella Rebel, 1926
- Coleophora deauratella Lienig & Zeller, 1846
- Coleophora delmastroella Baldizzone, 2000
- Coleophora dentiferella Toll, 1952
- Coleophora deviella Zeller, 1847
- Coleophora dianthi Herrich-Schaffer, 1855
- Coleophora dianthivora Walsingham, 1901
- Coleophora didymella Chretien, 1899
- Coleophora dignella Toll, 1961
- Coleophora directella Zeller, 1849
- Coleophora discordella Zeller, 1849
- Coleophora ditella Zeller, 1849
- Coleophora dubiella Baker, 1888
- Coleophora eupepla Gozmany, 1954
- Coleophora eupreta Walsingham, 1907
- Coleophora femorella Walsingham, 1898
- Coleophora flaviella Mann, 1857
- Coleophora flavipennella (Duponchel, 1843)
- Coleophora follicularis (Vallot, 1802)
- Coleophora fringillella Zeller, 1839
- Coleophora frischella (Linnaeus, 1758)
- Coleophora fuscocuprella Herrich-Schaffer, 1855
- Coleophora fuscolineata Walsingham, 1898
- Coleophora galatellae Hering, 1942
- Coleophora galbulipennella Zeller, 1838
- Coleophora gallipennella (Hubner, 1796)
- Coleophora gardesanella Toll, 1954
- Coleophora gaviaepennella Toll, 1952
- Coleophora genistae Stainton, 1857
- Coleophora glaucicolella Wood, 1892
- Coleophora gnaphalii Zeller, 1839
- Coleophora granulatella Zeller, 1849
- Coleophora gryphipennella (Hubner, 1796)
- Coleophora halophilella Zimmermann, 1926
- Coleophora helianthemella Milliere, 1870
- Coleophora helichrysiella Krone, 1909
- Coleophora hemerobiella (Scopoli, 1763)
- Coleophora hermanniella Walsingham, 1898
- Coleophora hieronella Zeller, 1849
- Coleophora hospitiella Chretien, 1915
- Coleophora hyssopi Toll, 1961
- Coleophora ibipennella Zeller, 1849
- Coleophora idaeella Hofmann, 1869
- Coleophora insulicola Toll, 1942
- Coleophora inulae Wocke, 1877
- Coleophora involucrella Chretien, 1905
- Coleophora iperspinata Baldizzone & Nel, 2003
- Coleophora juncicolella Stainton, 1851
- Coleophora jynxella Baldizzone, 1987
- Coleophora kasyi Toll, 1961
- Coleophora kautzi Rebel, 1933
- Coleophora kuehnella (Goeze, 1783)
- Coleophora laricella (Hubner, 1817)
- Coleophora lassella Staudinger, 1859
- Coleophora ledi Stainton, 1860
- Coleophora lessinica Baldizzone, 1980
- Coleophora limosipennella (Duponchel, 1843)
- Coleophora lineata Toll, 1960
- Coleophora lineolea (Haworth, 1828)
- Coleophora linosyridella Fuchs, 1880
- Coleophora linosyris Hering, 1937
- Coleophora lithargyrinella Zeller, 1849
- Coleophora lixella Zeller, 1849
- Coleophora longicornella Constant, 1893
- Coleophora luciennella Nel, 1992
- Coleophora lusciniaepennella (Treitschke, 1833)
- Coleophora luteolella Staudinger, 1880
- Coleophora lutipennella (Zeller, 1838)
- Coleophora macrobiella Constant, 1885
- Coleophora maritimarum Baldizzone, 2004
- Coleophora maritimella Newman, 1863
- Coleophora mausolella Chretien, 1908
- Coleophora mayrella (Hubner, 1813)
- Coleophora medelichensis Krone, 1908
- Coleophora mediterranea Baldizzone, 1990
- Coleophora meridionella Rebel, 1912
- Coleophora millefolii Zeller, 1849
- Coleophora milvipennis Zeller, 1839
- Coleophora motacillella Zeller, 1849
- Coleophora murciana Toll, 1960
- Coleophora musculella Muhlig, 1864
- Coleophora narbonensis Baldizzone, 1990
- Coleophora neli Baldizzone, 2000
- Coleophora niveiciliella Hofmann, 1877
- Coleophora niveicostella Zeller, 1839
- Coleophora niveistrigella Wocke, 1877
- Coleophora nubivagella Zeller, 1849
- Coleophora nutantella Muhlig & Frey, 1857
- Coleophora obscenella Herrich-Schaffer, 1855
- Coleophora obtectella Zeller, 1849
- Coleophora occitana Baldizzone, 1989
- Coleophora ochrea (Haworth, 1828)
- Coleophora ochripennella Zeller, 1849
- Coleophora onobrychiella Zeller, 1849
- Coleophora ononidella Milliere, 1879
- Coleophora onopordiella Zeller, 1849
- Coleophora orbitella Zeller, 1849
- Coleophora oriolella Zeller, 1849
- Coleophora ornatipennella (Hubner, 1796)
- Coleophora otidipennella (Hubner, 1817)
- Coleophora pappiferella Hofmann, 1869
- Coleophora paramayrella Nel, 1993
- Coleophora paripennella Zeller, 1839
- Coleophora partitella Zeller, 1849
- Coleophora peisoniella Kasy, 1965
- Coleophora pennella (Denis & Schiffermuller, 1775)
- Coleophora peribenanderi Toll, 1943
- Coleophora picardella Suire, 1934
- Coleophora potentillae Elisha, 1885
- Coleophora praecursella Zeller, 1847
- Coleophora pratella Zeller, 1871
- Coleophora preisseckeri Toll, 1942
- Coleophora prunifoliae Doets, 1944
- Coleophora pseudoditella Baldizzone & Patzak, 1983
- Coleophora pseudorepentis Toll, 1960
- Coleophora pseudosquamosella Baldizzone & Nel, 2003
- Coleophora ptarmicia Walsingham, 1910
- Coleophora pulmonariella Ragonot, 1874
- Coleophora punctulatella Zeller, 1849
- Coleophora pyrenaica Baldizzone, 1980
- Coleophora pyrrhulipennella Zeller, 1839
- Coleophora quadristraminella Toll, 1961
- Coleophora ramosella Zeller, 1849
- Coleophora ravillella Toll, 1961
- Coleophora rectilineella Fischer v. Roslerstamm, 1843
- Coleophora repentis Klimesch, 1947
- Coleophora retrodentella Baldizzone & Nel, 2004
- Coleophora ribasella Baldizzone, 1982
- Coleophora riffelensis Rebel, 1913
- Coleophora rudella Toll, 1944
- Coleophora salicorniae Heinemann & Wocke, 1877
- Coleophora salinella Stainton, 1859
- Coleophora santolinella Constant, 1890
- Coleophora saponariella Heeger, 1848
- Coleophora sardocorsa Baldizzone, 1983
- Coleophora sattleri Baldizzone, 1995
- Coleophora saturatella Stainton, 1850
- Coleophora saxicolella (Duponchel, 1843)
- Coleophora scabrida Toll, 1959
- Coleophora semicinerea Staudinger, 1859
- Coleophora sergiella Falkovitsh, 1979
- Coleophora serinipennella Christoph, 1872
- Coleophora serpylletorum Hering, 1889
- Coleophora serratella (Linnaeus, 1761)
- Coleophora serratulella Herrich-Schaffer, 1855
- Coleophora settarii Wocke, 1877
- Coleophora siccifolia Stainton, 1856
- Coleophora silenella Herrich-Schaffer, 1855
- Coleophora sisteronica Toll, 1961
- Coleophora sodae Baldizzone & Nel, 1993
- Coleophora solenella Staudinger, 1859
- Coleophora solitariella Zeller, 1849
- Coleophora spinella (Schrank, 1802)
- Coleophora spumosella Staudinger, 1859
- Coleophora squamella Constant, 1885
- Coleophora squamosella Stainton, 1856
- Coleophora staehelinella Walsingham, 1891
- Coleophora sternipennella (Zetterstedt, 1839)
- Coleophora striatipennella Nylander in Tengstrom, 1848
- Coleophora strigosella Toll, 1960
- Coleophora striolatella Zeller, 1849
- Coleophora struella Staudinger, 1859
- Coleophora succursella Herrich-Schaffer, 1855
- Coleophora supinella Ortner, 1949
- Coleophora sylvaticella Wood, 1892
- Coleophora taeniipennella Herrich-Schaffer, 1855
- Coleophora tamesis Waters, 1929
- Coleophora tanaceti Muhlig, 1865
- Coleophora taygeti Baldizzone, 1983
- Coleophora telonica Nel, 1991
- Coleophora therinella Tengstrom, 1848
- Coleophora thurneri Glaser, 1969
- Coleophora tolli Klimesch, 1951
- Coleophora treskaensis Toll & Amsel, 1967
- Coleophora trifariella Zeller, 1849
- Coleophora trifolii (Curtis, 1832)
- Coleophora trigeminella Fuchs, 1881
- Coleophora trochilella (Duponchel, 1843)
- Coleophora tyrrhaenica Amsel, 1951
- Coleophora uliginosella Glitz, 1872
- Coleophora unipunctella Zeller, 1849
- Coleophora uralensis Toll, 1961
- Coleophora vacciniella Herrich-Schaffer, 1861
- Coleophora valesianella Zeller, 1849
- Coleophora varensis Baldizzone & Nel, 1993
- Coleophora variicornis Toll, 1952
- Coleophora versurella Zeller, 1849
- Coleophora vestalella Staudinger, 1859
- Coleophora vestianella (Linnaeus, 1758)
- Coleophora vibicella (Hubner, 1813)
- Coleophora vibicigerella Zeller, 1839
- Coleophora vicinella Zeller, 1849
- Coleophora violacea (Strom, 1783)
- Coleophora virgatella Zeller, 1849
- Coleophora virgaureae Stainton, 1857
- Coleophora vitisella Gregson, 1856
- Coleophora vulnerariae Zeller, 1839
- Coleophora vulpecula Zeller, 1849
- Coleophora wockeella Zeller, 1849
- Coleophora zelleriella Heinemann, 1854
- Coleophora zernyi Toll, 1944
- Goniodoma auroguttella (Fischer v. Roslerstamm, 1841)
- Goniodoma limoniella (Stainton, 1884)
- Goniodoma millierella Ragonot, 1882
- Metriotes jaeckhi Baldizzone, 1985
- Metriotes lutarea (Haworth, 1828)

### Cosmopterigidae
- Alloclita recisella Staudinger, 1859
- Ascalenia vanella (Frey, 1860)
- Coccidiphila danilevskyi Sinev, 1997
- Coccidiphila gerasimovi Danilevsky, 1950
- Coccidiphila ledereriella (Zeller, 1850)
- Cosmopterix crassicervicella Chretien, 1896
- Cosmopterix lienigiella Zeller, 1846
- Cosmopterix orichalcea Stainton, 1861
- Cosmopterix pararufella Riedl, 1976
- Cosmopterix pulchrimella Chambers, 1875
- Cosmopterix schmidiella Frey, 1856
- Cosmopterix scribaiella Zeller, 1850
- Cosmopterix zieglerella (Hubner, 1810)
- Eteobalea albiapicella (Duponchel, 1843)
- Eteobalea alypella (Klimesch, 1946)
- Eteobalea anonymella (Riedl, 1965)
- Eteobalea beata (Walsingham, 1907)
- Eteobalea dohrnii (Zeller, 1847)
- Eteobalea intermediella (Riedl, 1966)
- Eteobalea isabellella (O. G. Costa, 1836)
- Eteobalea serratella (Treitschke, 1833)
- Eteobalea sumptuosella (Lederer, 1855)
- Eteobalea tririvella (Staudinger, 1870)
- Gibeauxiella bellaqueifontis (Gibeaux, 1986)
- Gibeauxiella reliqua (Gibeaux, 1986)
- Gisilia lerautella Gibeaux, 1986
- Isidiella divitella (Constant, 1885)
- Isidiella nickerlii (Nickerl, 1864)
- Limnaecia phragmitella Stainton, 1851
- Pancalia leuwenhoekella (Linnaeus, 1761)
- Pancalia nodosella (Bruand, 1851)
- Pancalia schwarzella (Fabricius, 1798)
- Pyroderces argyrogrammos (Zeller, 1847)
- Sorhagenia janiszewskae Riedl, 1962
- Sorhagenia lophyrella (Douglas, 1846)
- Sorhagenia rhamniella (Zeller, 1839)
- Stagmatophora heydeniella (Fischer von Roslerstamm, 1838)
- Vulcaniella extremella (Wocke, 1871)
- Vulcaniella fiordalisa (Petry, 1904)
- Vulcaniella grabowiella (Staudinger, 1859)
- Vulcaniella pomposella (Zeller, 1839)
- Vulcaniella rosmarinella (Walsingham, 1891)

### Cossidae
- Acossus terebra (Denis & Schiffermuller, 1775)
- Cossus cossus (Linnaeus, 1758)
- Dyspessa ulula (Borkhausen, 1790)
- Parahypopta caestrum (Hubner, 1808)
- Parahypopta radoti (Homberg, 1911)
- Phragmataecia castaneae (Hubner, 1790)
- Stygia australis Latreille, 1804
- Zeuzera pyrina (Linnaeus, 1761)

### Crambidae
- Acentria ephemerella (Denis & Schiffermuller, 1775)
- Achyra nudalis (Hubner, 1796)
- Agriphila argentistrigellus (Ragonot, 1888)
- Agriphila brioniellus (Zerny, 1914)
- Agriphila deliella (Hubner, 1813)
- Agriphila geniculea (Haworth, 1811)
- Agriphila inquinatella (Denis & Schiffermuller, 1775)
- Agriphila latistria (Haworth, 1811)
- Agriphila poliellus (Treitschke, 1832)
- Agriphila selasella (Hubner, 1813)
- Agriphila straminella (Denis & Schiffermuller, 1775)
- Agriphila tersellus (Lederer, 1855)
- Agriphila tolli (Bleszynski, 1952)
- Agriphila trabeatellus (Herrich-Schaffer, 1848)
- Agriphila tristella (Denis & Schiffermuller, 1775)
- Agrotera nemoralis (Scopoli, 1763)
- Anania coronata (Hufnagel, 1767)
- Anania crocealis (Hubner, 1796)
- Anania funebris (Strom, 1768)
- Anania fuscalis (Denis & Schiffermuller, 1775)
- Anania hortulata (Linnaeus, 1758)
- Anania lancealis (Denis & Schiffermuller, 1775)
- Anania luctualis (Hubner, 1793)
- Anania oberthuri (Turati, 1913)
- Anania perlucidalis (Hubner, 1809)
- Anania stachydalis (Germar, 1821)
- Anania terrealis (Treitschke, 1829)
- Anania testacealis (Zeller, 1847)
- Anania verbascalis (Denis & Schiffermuller, 1775)
- Anarpia incertalis (Duponchel, 1832)
- Ancylolomia disparalis Hubner, 1825
- Ancylolomia palpella (Denis & Schiffermuller, 1775)
- Ancylolomia tentaculella (Hubner, 1796)
- Angustalius malacellus (Duponchel, 1836)
- Antigastra catalaunalis (Duponchel, 1833)
- Aporodes floralis (Hubner, 1809)
- Arnia nervosalis Guenee, 1849
- Atralata albofascialis (Treitschke, 1829)
- Calamotropha aureliellus (Fischer v. Roslerstamm, 1841)
- Calamotropha paludella (Hubner, 1824)
- Cataclysta lemnata (Linnaeus, 1758)
- Catharia pyrenaealis (Duponchel, 1843)
- Catoptria acutangulellus (Herrich-Schaffer, 1847)
- Catoptria bolivari (Agenjo, 1947)
- Catoptria combinella (Denis & Schiffermuller, 1775)
- Catoptria conchella (Denis & Schiffermuller, 1775)
- Catoptria corsicellus (Duponchel, 1836)
- Catoptria digitellus (Herrich-Schaffer, 1849)
- Catoptria europaeica Bleszynski, 1965
- Catoptria falsella (Denis & Schiffermuller, 1775)
- Catoptria fulgidella (Hubner, 1813)
- Catoptria furcatellus (Zetterstedt, 1839)
- Catoptria luctiferella (Hubner, 1813)
- Catoptria lythargyrella (Hubner, 1796)
- Catoptria margaritella (Denis & Schiffermuller, 1775)
- Catoptria myella (Hubner, 1796)
- Catoptria mytilella (Hubner, 1805)
- Catoptria permutatellus (Herrich-Schaffer, 1848)
- Catoptria petrificella (Hubner, 1796)
- Catoptria pinella (Linnaeus, 1758)
- Catoptria pyramidellus (Treitschke, 1832)
- Catoptria radiella (Hubner, 1813)
- Catoptria speculalis Hubner, 1825
- Catoptria staudingeri (Zeller, 1863)
- Catoptria verellus (Zincken, 1817)
- Catoptria zermattensis (Frey, 1870)
- Chilo luteellus (Motschulsky, 1866)
- Chilo phragmitella (Hubner, 1805)
- Chilo pulverosellus Ragonot, 1895
- Chilo suppressalis (Walker, 1863)
- Cholius luteolaris (Scopoli, 1772)
- Chrysocrambus craterella (Scopoli, 1763)
- Chrysocrambus linetella (Fabricius, 1781)
- Chrysoteuchia culmella (Linnaeus, 1758)
- Cleptotypodes ledereri (Staudinger, 1870)
- Crambus alienellus Germar & Kaulfuss, 1817
- Crambus cyrnellus Schawerda, 1926
- Crambus ericella (Hubner, 1813)
- Crambus hamella (Thunberg, 1788)
- Crambus lathoniellus (Zincken, 1817)
- Crambus palustrellus Ragonot, 1876
- Crambus pascuella (Linnaeus, 1758)
- Crambus perlella (Scopoli, 1763)
- Crambus pratella (Linnaeus, 1758)
- Crambus silvella (Hubner, 1813)
- Crambus uliginosellus Zeller, 1850
- Cynaeda dentalis (Denis & Schiffermuller, 1775)
- Cynaeda gigantea (Wocke, 1871)
- Diasemia reticularis (Linnaeus, 1761)
- Diasemiopsis ramburialis (Duponchel, 1834)
- Diplopseustis perieresalis (Walker, 1859)
- Dolicharthria aetnaealis (Duponchel, 1833)
- Dolicharthria bruguieralis (Duponchel, 1833)
- Dolicharthria punctalis (Denis & Schiffermuller, 1775)
- Dolicharthria stigmosalis (Herrich-Schaffer, 1848)
- Donacaula forficella (Thunberg, 1794)
- Donacaula mucronella (Denis & Schiffermuller, 1775)
- Duponchelia fovealis Zeller, 1847
- Ecpyrrhorrhoe diffusalis (Guenee, 1854)
- Ecpyrrhorrhoe rubiginalis (Hubner, 1796)
- Elophila bourgognei Leraut, 2001
- Elophila nymphaeata (Linnaeus, 1758)
- Elophila rivulalis (Duponchel, 1834)
- Emprepes pudicalis (Duponchel, 1832)
- Ephelis cruentalis (Geyer, 1832)
- Euchromius anapiellus (Zeller, 1847)
- Euchromius bella (Hubner, 1796)
- Euchromius cambridgei (Zeller, 1867)
- Euchromius gozmanyi Bleszynski, 1961
- Euchromius gratiosella (Caradja, 1910)
- Euchromius mouchai Bleszynski, 1961
- Euchromius ocellea (Haworth, 1811)
- Euchromius ramburiellus (Duponchel, 1836)
- Euchromius superbellus (Zeller, 1849)
- Euchromius vinculellus (Zeller, 1847)
- Eudonia angustea (Curtis, 1827)
- Eudonia delunella (Stainton, 1849)
- Eudonia lacustrata (Panzer, 1804)
- Eudonia liebmanni (Petry, 1904)
- Eudonia lineola (Curtis, 1827)
- Eudonia mercurella (Linnaeus, 1758)
- Eudonia murana (Curtis, 1827)
- Eudonia pallida (Curtis, 1827)
- Eudonia petrophila (Standfuss, 1848)
- Eudonia phaeoleuca (Zeller, 1846)
- Eudonia senecaensis Huemer & Leraut, 1993
- Eudonia sudetica (Zeller, 1839)
- Eudonia truncicolella (Stainton, 1849)
- Eudonia vallesialis (Duponchel, 1832)
- Eurrhypis guttulalis (Herrich-Schaffer, 1848)
- Eurrhypis pollinalis (Denis & Schiffermuller, 1775)
- Evergestis aenealis (Denis & Schiffermuller, 1775)
- Evergestis dumerlei Leraut, 2003
- Evergestis extimalis (Scopoli, 1763)
- Evergestis forficalis (Linnaeus, 1758)
- Evergestis frumentalis (Linnaeus, 1761)
- Evergestis isatidalis (Duponchel, 1833)
- Evergestis limbata (Linnaeus, 1767)
- Evergestis marionalis Leraut, 2003
- Evergestis marocana (D. Lucas, 1856)
- Evergestis mundalis (Guenee, 1854)
- Evergestis pallidata (Hufnagel, 1767)
- Evergestis politalis (Denis & Schiffermuller, 1775)
- Evergestis segetalis (Herrich-Schaffer, 1851)
- Evergestis sophialis (Fabricius, 1787)
- Friedlanderia cicatricella (Hubner, 1824)
- Gesneria centuriella (Denis & Schiffermuller, 1775)
- Heliothela wulfeniana (Scopoli, 1763)
- Hellula undalis (Fabricius, 1781)
- Hodebertia testalis (Fabricius, 1794)
- Hydriris ornatalis (Duponchel, 1832)
- Hyperlais nemausalis (Duponchel, 1834)
- Hyperlais siccalis Guenee, 1854
- Krombia venturalis Luquet & Minet, 1982
- Loxostege aeruginalis (Hubner, 1796)
- Loxostege comptalis (Freyer, 1848)
- Loxostege fascialis (Hubner, 1796)
- Loxostege manualis (Geyer, 1832)
- Loxostege scutalis (Hubner, 1813)
- Loxostege sticticalis (Linnaeus, 1761)
- Loxostege tesselalis (Guenee, 1854)
- Loxostege turbidalis (Treitschke, 1829)
- Loxostege virescalis (Guenee, 1854)
- Mecyna asinalis (Hubner, 1819)
- Mecyna auralis (Peyerimhoff, 1872)
- Mecyna flavalis (Denis & Schiffermuller, 1775)
- Mecyna lutealis (Duponchel, 1833)
- Mecyna marcidalis (Fuchs, 1879)
- Mecyna trinalis (Denis & Schiffermuller, 1775)
- Metacrambus carectellus (Zeller, 1847)
- Metacrambus pallidellus (Duponchel, 1836)
- Metasia carnealis (Treitschke, 1829)
- Metasia corsicalis (Duponchel, 1833)
- Metasia cuencalis Ragonot, 1894
- Metasia cyrnealis Schawerda, 1926
- Metasia hymenalis Guenee, 1854
- Metasia ibericalis Ragonot, 1894
- Metasia olbienalis Guenee, 1854
- Metasia ophialis (Treitschke, 1829)
- Metasia suppandalis (Hubner, 1823)
- Metaxmeste phrygialis (Hubner, 1796)
- Metaxmeste schrankiana (Hochenwarth, 1785)
- Nascia cilialis (Hubner, 1796)
- Nomophila noctuella (Denis & Schiffermuller, 1775)
- Nymphula nitidulata (Hufnagel, 1767)
- Orenaia alpestralis (Fabricius, 1787)
- Orenaia andereggialis (Herrich-Schaffer, 1851)
- Orenaia helveticalis (Herrich-Schaffer, 1851)
- Orenaia lugubralis (Lederer, 1857)
- Orenaia ventosalis Chretien, 1911
- Ostrinia nubilalis (Hubner, 1796)
- Palepicorsia ustrinalis (Christoph, 1877)
- Palpita vitrealis (Rossi, 1794)
- Paracorsia repandalis (Denis & Schiffermuller, 1775)
- Parapoynx stratiotata (Linnaeus, 1758)
- Paratalanta hyalinalis (Hubner, 1796)
- Paratalanta pandalis (Hubner, 1825)
- Pediasia aridella (Thunberg, 1788)
- Pediasia contaminella (Hubner, 1796)
- Pediasia fascelinella (Hubner, 1813)
- Pediasia luteella (Denis & Schiffermuller, 1775)
- Pediasia pedriolellus (Duponchel, 1836)
- Pediasia subflavellus (Duponchel, 1836)
- Platytes alpinella (Hubner, 1813)
- Platytes cerussella (Denis & Schiffermuller, 1775)
- Pleuroptya balteata (Fabricius, 1798)
- Pleuroptya crocealis (Duponchel, 1834)
- Pleuroptya ruralis (Scopoli, 1763)
- Psammotis pulveralis (Hubner, 1796)
- Pyrausta acontialis (Staudinger, 1859)
- Pyrausta aerealis (Hubner, 1793)
- Pyrausta aurata (Scopoli, 1763)
- Pyrausta castalis Treitschke, 1829
- Pyrausta cingulata (Linnaeus, 1758)
- Pyrausta coracinalis Leraut, 1982
- Pyrausta despicata (Scopoli, 1763)
- Pyrausta falcatalis Guenee, 1854
- Pyrausta nigrata (Scopoli, 1763)
- Pyrausta obfuscata (Scopoli, 1763)
- Pyrausta ostrinalis (Hubner, 1796)
- Pyrausta porphyralis (Denis & Schiffermuller, 1775)
- Pyrausta purpuralis (Linnaeus, 1758)
- Pyrausta sanguinalis (Linnaeus, 1767)
- Pyrausta virginalis Duponchel, 1832
- Schoenobius gigantella (Denis & Schiffermuller, 1775)
- Scirpophaga praelata (Scopoli, 1763)
- Sclerocona acutella (Eversmann, 1842)
- Scoparia ambigualis (Treitschke, 1829)
- Scoparia ancipitella (La Harpe, 1855)
- Scoparia basistrigalis Knaggs, 1866
- Scoparia conicella (La Harpe, 1863)
- Scoparia gallica Peyerimhoff, 1873
- Scoparia ingratella (Zeller, 1846)
- Scoparia manifestella (Herrich-Schaffer, 1848)
- Scoparia pyralella (Denis & Schiffermuller, 1775)
- Scoparia staudingeralis (Mabille, 1869)
- Scoparia subfusca Haworth, 1811
- Sitochroa palealis (Denis & Schiffermuller, 1775)
- Sitochroa verticalis (Linnaeus, 1758)
- Spoladea recurvalis (Fabricius, 1775)
- Tegostoma comparalis (Hubner, 1796)
- Thisanotia chrysonuchella (Scopoli, 1763)
- Thopeutis galleriellus (Ragonot, 1892)
- Titanio tarraconensis Leraut & Luquet, 1982
- Udea accolalis (Zeller, 1867)
- Udea alpinalis (Denis & Schiffermuller, 1775)
- Udea austriacalis (Herrich-Schaffer, 1851)
- Udea bipunctalis (Herrich-Schaffer, 1851)
- Udea bourgognealis Leraut, 1996
- Udea costalis (Eversmann, 1852)
- Udea cyanalis (La Harpe, 1855)
- Udea decrepitalis (Herrich-Schaffer, 1848)
- Udea elutalis (Denis & Schiffermuller, 1775)
- Udea ferrugalis (Hubner, 1796)
- Udea fimbriatralis (Duponchel, 1834)
- Udea fulvalis (Hubner, 1809)
- Udea hamalis (Thunberg, 1788)
- Udea inquinatalis (Lienig & Zeller, 1846)
- Udea institalis (Hubner, 1819)
- Udea lutealis (Hubner, 1809)
- Udea murinalis (Fischer v. Roslerstamm, 1842)
- Udea nebulalis (Hubner, 1796)
- Udea numeralis (Hubner, 1796)
- Udea olivalis (Denis & Schiffermuller, 1775)
- Udea prunalis (Denis & Schiffermuller, 1775)
- Udea rhododendronalis (Duponchel, 1834)
- Udea rubigalis (Guenee, 1854)
- Udea uliginosalis (Stephens, 1834)
- Uresiphita gilvata (Fabricius, 1794)
- Xanthocrambus caducellus (Muller-Rutz, 1909)
- Xanthocrambus delicatellus (Zeller, 1863)
- Xanthocrambus lucellus (Herrich-Schaffer, 1848)
- Xanthocrambus saxonellus (Zincken, 1821)

### Douglasiidae
- Klimeschia transversella (Zeller, 1839)
- Tinagma balteolella (Fischer von Roslerstamm, 1841)
- Tinagma dryadis Staudinger, 1872
- Tinagma ocnerostomella (Stainton, 1850)
- Tinagma perdicella Zeller, 1839

### Drepanidae
- Achlya flavicornis (Linnaeus, 1758)
- Asphalia ruficollis (Denis & Schiffermuller, 1775)
- Cilix glaucata (Scopoli, 1763)
- Cymatophorina diluta (Denis & Schiffermuller, 1775)
- Drepana curvatula (Borkhausen, 1790)
- Drepana falcataria (Linnaeus, 1758)
- Falcaria lacertinaria (Linnaeus, 1758)
- Habrosyne pyritoides (Hufnagel, 1766)
- Ochropacha duplaris (Linnaeus, 1761)
- Polyploca ridens (Fabricius, 1787)
- Sabra harpagula (Esper, 1786)
- Tethea ocularis (Linnaeus, 1767)
- Tethea or (Denis & Schiffermuller, 1775)
- Tetheella fluctuosa (Hubner, 1803)
- Thyatira batis (Linnaeus, 1758)
- Watsonalla binaria (Hufnagel, 1767)
- Watsonalla cultraria (Fabricius, 1775)
- Watsonalla uncinula (Borkhausen, 1790)

### Elachistidae
- Agonopterix adspersella (Kollar, 1832)
- Agonopterix alpigena (Frey, 1870)
- Agonopterix alstromeriana (Clerck, 1759)
- Agonopterix angelicella (Hubner, 1813)
- Agonopterix arenella (Denis & Schiffermuller, 1775)
- Agonopterix aspersella (Constant, 1888)
- Agonopterix assimilella (Treitschke, 1832)
- Agonopterix astrantiae (Heinemann, 1870)
- Agonopterix atomella (Denis & Schiffermuller, 1775)
- Agonopterix bipunctosa (Curtis, 1850)
- Agonopterix cadurciella (Chretien, 1914)
- Agonopterix capreolella (Zeller, 1839)
- Agonopterix carduella (Hubner, 1817)
- Agonopterix cervariella (Constant, 1884)
- Agonopterix chironiella (Constant, 1893)
- Agonopterix ciliella (Stainton, 1849)
- Agonopterix cnicella (Treitschke, 1832)
- Agonopterix conterminella (Zeller, 1839)
- Agonopterix curvipunctosa (Haworth, 1811)
- Agonopterix cyrniella (Rebel, 1929)
- Agonopterix doronicella (Wocke, 1849)
- Agonopterix ferocella (Chretien, 1910)
- Agonopterix ferulae (Zeller, 1847)
- Agonopterix fruticosella (Walsingham, 1903)
- Agonopterix furvella (Treitschke, 1832)
- Agonopterix heracliana (Linnaeus, 1758)
- Agonopterix hippomarathri (Nickerl, 1864)
- Agonopterix irrorata (Staudinger, 1870)
- Agonopterix kaekeritziana (Linnaeus, 1767)
- Agonopterix laterella (Denis & Schiffermuller, 1775)
- Agonopterix ligusticella (Chretien, 1908)
- Agonopterix liturosa (Haworth, 1811)
- Agonopterix nanatella (Stainton, 1849)
- Agonopterix nervosa (Haworth, 1811)
- Agonopterix nodiflorella (Milliere, 1866)
- Agonopterix ocellana (Fabricius, 1775)
- Agonopterix oinochroa (Turati, 1879)
- Agonopterix pallorella (Zeller, 1839)
- Agonopterix parilella (Treitschke, 1835)
- Agonopterix perstrigella (Chretien, 1925)
- Agonopterix petasitis (Standfuss, 1851)
- Agonopterix propinquella (Treitschke, 1835)
- Agonopterix purpurea (Haworth, 1811)
- Agonopterix putridella (Denis & Schiffermuller, 1775)
- Agonopterix rotundella (Douglas, 1846)
- Agonopterix rutana (Fabricius, 1794)
- Agonopterix scopariella (Heinemann, 1870)
- Agonopterix selini (Heinemann, 1870)
- Agonopterix senecionis (Nickerl, 1864)
- Agonopterix seraphimella (Lhomme, 1929)
- Agonopterix squamosa (Mann, 1864)
- Agonopterix straminella (Staudinger, 1859)
- Agonopterix subpropinquella (Stainton, 1849)
- Agonopterix thapsiella (Zeller, 1847)
- Agonopterix umbellana (Fabricius, 1794)
- Agonopterix vendettella (Chretien, 1908)
- Agonopterix yeatiana (Fabricius, 1781)
- Anchinia cristalis (Scopoli, 1763)
- Anchinia daphnella (Denis & Schiffermuller, 1775)
- Anchinia grisescens Frey, 1856
- Anchinia laureolella Herrich-Schaffer, 1854
- Blastodacna atra (Haworth, 1828)
- Blastodacna hellerella (Duponchel, 1838)
- Blastodacna vinolentella (Herrich-Schaffer, 1854)
- Cacochroa permixtella (Herrich-Schaffer, 1854)
- Chrysoclista lathamella (T. Fletcher, 1936)
- Chrysoclista linneella (Clerck, 1759)
- Chrysoclista splendida Karsholt, 1997
- Depressaria absynthiella Herrich-Schaffer, 1865
- Depressaria adustatella Turati, 1927
- Depressaria albipunctella (Denis & Schiffermuller, 1775)
- Depressaria artemisiae Nickerl, 1864
- Depressaria badiella (Hubner, 1796)
- Depressaria beckmanni Heinemann, 1870
- Depressaria bupleurella Heinemann, 1870
- Depressaria chaerophylli Zeller, 1839
- Depressaria corticinella Zeller, 1854
- Depressaria daucella (Denis & Schiffermuller, 1775)
- Depressaria daucivorella Ragonot, 1889
- Depressaria depressana (Fabricius, 1775)
- Depressaria deverrella Chretien, 1915
- Depressaria discipunctella Herrich-Schaffer, 1854
- Depressaria douglasella Stainton, 1849
- Depressaria emeritella Stainton, 1849
- Depressaria eryngiella Milliere, 1881
- Depressaria gallicella Chretien, 1908
- Depressaria halophilella Chretien, 1908
- Depressaria heydenii Zeller, 1854
- Depressaria hofmanni Stainton, 1861
- Depressaria incognitella Hannemann, 1990
- Depressaria libanotidella Schlager, 1849
- Depressaria marcella Rebel, 1901
- Depressaria millefoliella Chretien, 1908
- Depressaria olerella Zeller, 1854
- Depressaria pimpinellae Zeller, 1839
- Depressaria pulcherrimella Stainton, 1849
- Depressaria radiella (Goeze, 1783)
- Depressaria radiosquamella Walsingham, 1898
- Depressaria sordidatella Tengstrom, 1848
- Depressaria tenebricosa Zeller, 1854
- Depressaria ultimella Stainton, 1849
- Depressaria ululana Rossler, 1866
- Depressaria velox Staudinger, 1859
- Depressaria erinaceella Staudinger, 1870
- Dystebenna stephensi (Stainton, 1849)
- Elachista adscitella Stainton, 1851
- Elachista agelensis Traugott-Olsen, 1996
- Elachista amparoae Traugott-Olsen, 1992
- Elachista argentella (Clerck, 1759)
- Elachista bedellella (Sircom, 1848)
- Elachista bigorrensis Traugott-Olsen, 1990
- Elachista bisulcella (Duponchel, 1843)
- Elachista cahorsensis Traugott-Olsen, 1992
- Elachista chrysodesmella Zeller, 1850
- Elachista cingillella (Herrich-Schaffer, 1855)
- Elachista clintoni Traugott-Olsen, 1992
- Elachista collitella (Duponchel, 1843)
- Elachista disemiella Zeller, 1847
- Elachista dispilella Zeller, 1839
- Elachista dispunctella (Duponchel, 1843)
- Elachista exigua Parenti, 1978
- Elachista gangabella Zeller, 1850
- Elachista gormella Nielsen & Traugott-Olsen, 1987
- Elachista hedemanni Rebel, 1899
- Elachista heringi Rebel, 1899
- Elachista klimeschiella Parenti, 2002
- Elachista lerauti Traugott-Olsen, 1992
- Elachista littoricola Le Marchand, 1938
- Elachista lugdunensis Frey, 1859
- Elachista metella Kaila, 2002
- Elachista nitidulella (Herrich-Schaffer, 1885)
- Elachista nolckeni Sulcs, 1992
- Elachista obliquella Stainton, 1854
- Elachista occulta Parenti, 1978
- Elachista parvula Parenti, 1978
- Elachista passerini Traugott-Olsen, 1996
- Elachista pollinariella Zeller, 1839
- Elachista pollutella Duponchel, 1843
- Elachista pullicomella Zeller, 1839
- Elachista revinctella Zeller, 1850
- Elachista rudectella Stainton, 1851
- Elachista squamosella (Duponchel, 1843)
- Elachista subocellea (Stephens, 1834)
- Elachista triseriatella Stainton, 1854
- Elachista unifasciella (Haworth, 1828)
- Elachista vanderwolfi Traugott-Olsen, 1992
- Elachista varensis Traugott-Olsen, 1992
- Elachista zuernbaueri Traugott-Olsen, 1990
- Elachista albidella Nylander, 1848
- Elachista albifrontella (Hubner, 1817)
- Elachista alpinella Stainton, 1854
- Elachista anserinella Zeller, 1839
- Elachista anserinelloides Nel, 2003
- Elachista apicipunctella Stainton, 1849
- Elachista atricomella Stainton, 1849
- Elachista biatomella (Stainton, 1848)
- Elachista bifasciella Treitschke, 1833
- Elachista canapennella (Hubner, 1813)
- Elachista cinereopunctella (Haworth, 1828)
- Elachista consortella Stainton, 1851
- Elachista contaminatella Zeller, 1847
- Elachista diederichsiella E. Hering, 1889
- Elachista differens Parenti, 1978
- Elachista dimicatella Rebel, 1903
- Elachista eleochariella Stainton, 1851
- Elachista exactella (Herrich-Schaffer, 1855)
- Elachista freyerella (Hubner, 1825)
- Elachista geminatella (Herrich-Schaffer, 1855)
- Elachista glaserella Traugott-Olsen, 2000
- Elachista gleichenella (Fabricius, 1781)
- Elachista griseella (Duponchel, 1843)
- Elachista herrichii Frey, 1859
- Elachista humilis Zeller, 1850
- Elachista igaloensis Amsel, 1951
- Elachista lastrella Chretien, 1896
- Elachista luticomella Zeller, 1839
- Elachista maculicerusella (Bruand, 1859)
- Elachista maculosella Chretien, 1896
- Elachista nobilella Zeller, 1839
- Elachista occidentalis Frey, 1882
- Elachista pigerella (Herrich-Schaffer, 1854)
- Elachista quadripunctella (Hubner, 1825)
- Elachista rufocinerea (Haworth, 1828)
- Elachista subnigrella Douglas, 1853
- Elachista tetragonella (Herrich-Schaffer, 1855)
- Elachista trapeziella Stainton, 1849
- Elachista utonella Frey, 1856
- Elachista zonulae Sruoga, 1992
- Ethmia aurifluella (Hubner, 1810)
- Ethmia bipunctella (Fabricius, 1775)
- Ethmia candidella (Alpheraky, 1908)
- Ethmia chrysopyga (Zeller, 1844)
- Ethmia chrysopygella (Kolenati, 1846)
- Ethmia dodecea (Haworth, 1828)
- Ethmia flavianella (Treitschke, 1832)
- Ethmia pusiella (Linnaeus, 1758)
- Ethmia quadrillella (Goeze, 1783)
- Ethmia terminella Fletcher, 1938
- Exaeretia lutosella (Herrich-Schaffer, 1854)
- Haplochrois buvati (Baldizzone, 1985)
- Haplochrois ochraceella (Rebel, 1903)
- Heinemannia albidorsella (Staudinger, 1877)
- Heinemannia festivella (Denis & Schiffermuller, 1775)
- Hypercallia citrinalis (Scopoli, 1763)
- Levipalpus hepatariella (Lienig & Zeller, 1846)
- Luquetia lobella (Denis & Schiffermuller, 1775)
- Orophia denisella (Denis & Schiffermuller, 1775)
- Orophia ferrugella (Denis & Schiffermuller, 1775)
- Orophia sordidella (Hubner, 1796)
- Perittia farinella (Thunberg, 1794)
- Perittia herrichiella (Herrich-Schaffer, 1855)
- Perittia obscurepunctella (Stainton, 1848)
- Semioscopis avellanella (Hubner, 1793)
- Semioscopis oculella (Thunberg, 1794)
- Semioscopis steinkellneriana (Denis & Schiffermuller, 1775)
- Semioscopis strigulana (Denis & Schiffermuller, 1775)
- Spuleria flavicaput (Haworth, 1828)
- Stephensia abbreviatella (Stainton, 1851)
- Stephensia brunnichella (Linnaeus, 1767)
- Telechrysis tripuncta (Haworth, 1828)

### Endromidae
- Endromis versicolora (Linnaeus, 1758)

### Epermeniidae
- Epermenia aequidentellus (E. Hofmann, 1867)
- Epermenia chaerophyllella (Goeze, 1783)
- Epermenia falciformis (Haworth, 1828)
- Epermenia illigerella (Hubner, 1813)
- Epermenia insecurella (Stainton, 1854)
- Epermenia petrusellus (Heylaerts, 1883)
- Epermenia strictellus (Wocke, 1867)
- Epermenia devotella (Heyden, 1863)
- Epermenia iniquellus (Wocke, 1867)
- Epermenia pumila (Buvat & Nel, 2000)
- Epermenia ochreomaculellus (Milliere, 1854)
- Epermenia pontificella (Hubner, 1796)
- Epermenia scurella (Stainton, 1851)
- Ochromolopis ictella (Hubner, 1813)
- Ochromolopis staintonellus (Milliere, 1869)
- Phaulernis fulviguttella (Zeller, 1839)
- Phaulernis laserinella Nel, 2003
- Phaulernis rebeliella Gaedike, 1966
- Phaulernis statariella (Heyden, 1863)

### Erebidae
- Amata kruegeri (Ragusa, 1904)
- Amata phegea (Linnaeus, 1758)
- Apaidia mesogona (Godart, 1824)
- Apaidia rufeola (Rambur, 1832)
- Apopestes spectrum (Esper, 1787)
- Arctia caja (Linnaeus, 1758)
- Arctia festiva (Hufnagel, 1766)
- Arctia flavia (Fuessly, 1779)
- Arctia villica (Linnaeus, 1758)
- Arctornis l-nigrum (Muller, 1764)
- Atlantarctia tigrina (Villers, 1789)
- Atolmis rubricollis (Linnaeus, 1758)
- Autophila dilucida (Hubner, 1808)
- Autophila hirsuta (Staudinger, 1870)
- Autophila limbata (Staudinger, 1871)
- Autophila cataphanes (Hubner, 1813)
- Callimorpha dominula (Linnaeus, 1758)
- Calliteara pudibunda (Linnaeus, 1758)
- Calymma communimacula (Denis & Schiffermuller, 1775)
- Calyptra thalictri (Borkhausen, 1790)
- Catephia alchymista (Denis & Schiffermuller, 1775)
- Catocala coniuncta (Esper, 1787)
- Catocala conversa (Esper, 1783)
- Catocala dilecta (Hubner, 1808)
- Catocala diversa (Geyer, 1828)
- Catocala elocata (Esper, 1787)
- Catocala fraxini (Linnaeus, 1758)
- Catocala fulminea (Scopoli, 1763)
- Catocala nupta (Linnaeus, 1767)
- Catocala nymphaea (Esper, 1787)
- Catocala nymphagoga (Esper, 1787)
- Catocala optata (Godart, 1824)
- Catocala promissa (Denis & Schiffermuller, 1775)
- Catocala puerpera (Giorna, 1791)
- Catocala sponsa (Linnaeus, 1767)
- Chelis maculosa (Gerning, 1780)
- Chelis simplonica (Boisduval, 1840)
- Clytie illunaris (Hubner, 1813)
- Colobochyla salicalis (Denis & Schiffermuller, 1775)
- Coscinia bifasciata (Rambur, 1832)
- Coscinia cribraria (Linnaeus, 1758)
- Coscinia striata (Linnaeus, 1758)
- Cybosia mesomella (Linnaeus, 1758)
- Cymbalophora pudica (Esper, 1785)
- Diacrisia sannio (Linnaeus, 1758)
- Diaphora mendica (Clerck, 1759)
- Diaphora sordida (Hubner, 1803)
- Dicallomera fascelina (Linnaeus, 1758)
- Drasteria cailino (Lefebvre, 1827)
- Dysauxes ancilla (Linnaeus, 1767)
- Dysauxes famula (Freyer, 1836)
- Dysauxes punctata (Fabricius, 1781)
- Dysgonia algira (Linnaeus, 1767)
- Eilema caniola (Hubner, 1808)
- Eilema complana (Linnaeus, 1758)
- Eilema depressa (Esper, 1787)
- Eilema griseola (Hubner, 1803)
- Eilema lurideola (Zincken, 1817)
- Eilema lutarella (Linnaeus, 1758)
- Eilema palliatella (Scopoli, 1763)
- Eilema pseudocomplana (Daniel, 1939)
- Eilema pygmaeola (Doubleday, 1847)
- Eilema sororcula (Hufnagel, 1766)
- Eilema uniola (Rambur, 1866)
- Eublemma amoena (Hubner, 1803)
- Eublemma candidana (Fabricius, 1794)
- Eublemma elychrysi (Rambur, 1833)
- Eublemma himmighoffeni (Milliere, 1867)
- Eublemma minutata (Fabricius, 1794)
- Eublemma ostrina (Hubner, 1808)
- Eublemma parva (Hubner, 1808)
- Eublemma polygramma (Duponchel, 1842)
- Eublemma pura (Hubner, 1813)
- Eublemma purpurina (Denis & Schiffermuller, 1775)
- Eublemma scitula Rambur, 1833
- Euclidia mi (Clerck, 1759)
- Euclidia glyphica (Linnaeus, 1758)
- Euplagia quadripunctaria (Poda, 1761)
- Euproctis chrysorrhoea (Linnaeus, 1758)
- Euproctis similis (Fuessly, 1775)
- Grammia quenseli (Paykull, 1791)
- Grammodes bifasciata (Petagna, 1787)
- Grammodes stolida (Fabricius, 1775)
- Gynaephora selenitica (Esper, 1789)
- Herminia grisealis (Denis & Schiffermuller, 1775)
- Herminia tarsicrinalis (Knoch, 1782)
- Herminia tarsipennalis (Treitschke, 1835)
- Herminia tenuialis (Rebel, 1899)
- Holoarctia cervini (Fallou, 1864)
- Hypena crassalis (Fabricius, 1787)
- Hypena lividalis (Hubner, 1796)
- Hypena obesalis Treitschke, 1829
- Hypena obsitalis (Hubner, 1813)
- Hypena palpalis (Hubner, 1796)
- Hypena proboscidalis (Linnaeus, 1758)
- Hypena rostralis (Linnaeus, 1758)
- Hypenodes humidalis Doubleday, 1850
- Hyphantria cunea (Drury, 1773)
- Hyphoraia aulica (Linnaeus, 1758)
- Hyphoraia testudinaria (Geoffroy in Fourcroy, 1785)
- Idia calvaria (Denis & Schiffermuller, 1775)
- Laelia coenosa (Hubner, 1808)
- Laspeyria flexula (Denis & Schiffermuller, 1775)
- Leucoma salicis (Linnaeus, 1758)
- Lithosia quadra (Linnaeus, 1758)
- Lygephila craccae (Denis & Schiffermuller, 1775)
- Lygephila lusoria (Linnaeus, 1758)
- Lygephila pastinum (Treitschke, 1826)
- Lygephila viciae (Hubner, 1822)
- Lymantria atlantica (Rambur, 1837)
- Lymantria dispar (Linnaeus, 1758)
- Lymantria monacha (Linnaeus, 1758)
- Macrochilo cribrumalis (Hubner, 1793)
- Metachrostis dardouini (Boisduval, 1840)
- Metachrostis velox (Hubner, 1813)
- Miltochrista miniata (Forster, 1771)
- Minucia lunaris (Denis & Schiffermuller, 1775)
- Nodaria nodosalis (Herrich-Schaffer, 1851)
- Nudaria mundana (Linnaeus, 1761)
- Ocneria rubea (Denis & Schiffermuller, 1775)
- Ocnogyna corsica (Rambur, 1832)
- Ocnogyna parasita (Hubner, 1790)
- Ocnogyna zoraida (Graslin, 1837)
- Odice jucunda (Hubner, 1813)
- Odice suava (Hubner, 1813)
- Ophiusa tirhaca (Cramer, 1773)
- Orectis massiliensis (Milliere, 1864)
- Orgyia antiquoides (Hubner, 1822)
- Orgyia aurolimbata Guenee, 1835
- Orgyia corsica Boisduval, 1834
- Orgyia recens (Hubner, 1819)
- Orgyia rupestris Rambur, 1832
- Orgyia trigotephras Boisduval, 1829
- Orgyia antiqua (Linnaeus, 1758)
- Paidia rica (Freyer, 1858)
- Paracolax tristalis (Fabricius, 1794)
- Parascotia fuliginaria (Linnaeus, 1761)
- Parascotia nisseni Turati, 1905
- Parasemia plantaginis (Linnaeus, 1758)
- Parocneria detrita (Esper, 1785)
- Pechipogo plumigeralis Hubner, 1825
- Pechipogo strigilata (Linnaeus, 1758)
- Pelosia muscerda (Hufnagel, 1766)
- Pelosia obtusa (Herrich-Schaffer, 1852)
- Pericallia matronula (Linnaeus, 1758)
- Phragmatobia fuliginosa (Linnaeus, 1758)
- Phragmatobia luctifera (Denis & Schiffermuller, 1775)
- Phytometra viridaria (Clerck, 1759)
- Polypogon gryphalis (Herrich-Schaffer, 1851)
- Polypogon tentacularia (Linnaeus, 1758)
- Rhypagla lacernaria (Hubner, 1813)
- Rhyparia purpurata (Linnaeus, 1758)
- Rhyparioides metelkana (Lederer, 1861)
- Rivula sericealis (Scopoli, 1763)
- Schrankia costaestrigalis (Stephens, 1834)
- Schrankia taenialis (Hubner, 1809)
- Scoliopteryx libatrix (Linnaeus, 1758)
- Setema cereola (Hubner, 1803)
- Setina aurita (Esper, 1787)
- Setina flavicans (Geyer, 1836)
- Setina irrorella (Linnaeus, 1758)
- Setina roscida (Denis & Schiffermuller, 1775)
- Spilosoma lubricipeda (Linnaeus, 1758)
- Spilosoma lutea (Hufnagel, 1766)
- Spilosoma urticae (Esper, 1789)
- Tathorhynchus exsiccata (Lederer, 1855)
- Thumatha senex (Hubner, 1808)
- Trisateles emortualis (Denis & Schiffermuller, 1775)
- Tyria jacobaeae (Linnaeus, 1758)
- Utetheisa pulchella (Linnaeus, 1758)
- Watsonarctia deserta (Bartel, 1902)
- Zanclognatha lunalis (Scopoli, 1763)
- Zanclognatha zelleralis (Wocke, 1850)
- Zebeeba falsalis (Herrich-Schaffer, 1839)
- Zethes insularis Rambur, 1833

### Eriocottidae
- Eriocottis nicolaeella Gibeaux, 1983
- Eriocottis paradoxella (Staudinger, 1859)

### Eriocraniidae
- Dyseriocrania subpurpurella (Haworth, 1828)
- Eriocrania cicatricella (Zetterstedt, 1839)
- Eriocrania salopiella (Stainton, 1854)
- Eriocrania sangii (Wood, 1891)
- Eriocrania semipurpurella (Stephens, 1835)
- Eriocrania sparrmannella (Bosc, 1791)
- Heringocrania unimaculella (Zetterstedt, 1839)
- Paracrania chrysolepidella (Zeller, 1851)

### Euteliidae
- Eutelia adulatrix (Hubner, 1813)

### Gelechiidae
- Acompsia antirrhinella Milliere, 1866
- Acompsia cinerella (Clerck, 1759)
- Acompsia delmastroella Huemer, 1998
- Acompsia dimorpha Petry, 1904
- Acompsia minorella Rebel, 1899
- Acompsia muellerrutzi Wehrli, 1925
- Acompsia pyrenaella Huemer & Karsholt, 2002
- Acompsia tripunctella (Denis & Schiffermuller, 1775)
- Acompsia schmidtiellus (Heyden, 1848)
- Altenia scriptella (Hubner, 1796)
- Anacampsis blattariella (Hubner, 1796)
- Anacampsis hirsutella (Constant, 1885)
- Anacampsis obscurella (Denis & Schiffermuller, 1775)
- Anacampsis populella (Clerck, 1759)
- Anacampsis scintillella (Fischer von Roslerstamm, 1841)
- Anacampsis temerella (Lienig & Zeller, 1846)
- Anacampsis timidella (Wocke, 1887)
- Anacampsis trifoliella (Constant, 1890)
- Anarsia bilbainella (Rossler, 1877)
- Anarsia dejoannisi Real, 1994
- Anarsia leberonella Real, 1994
- Anarsia lineatella Zeller, 1839
- Anarsia spartiella (Schrank, 1802)
- Anasphaltis renigerellus (Zeller, 1839)
- Apodia bifractella (Duponchel, 1843)
- Aproaerema anthyllidella (Hubner, 1813)
- Argolamprotes micella (Denis & Schiffermuller, 1775)
- Aristotelia brizella (Treitschke, 1833)
- Aristotelia decoratella (Staudinger, 1879)
- Aristotelia decurtella (Hubner, 1813)
- Aristotelia ericinella (Zeller, 1839)
- Aristotelia frankeniae Walsingham, 1898
- Aristotelia heliacella (Herrich-Schaffer, 1854)
- Aristotelia staticella Milliere, 1876
- Aristotelia subdecurtella (Stainton, 1859)
- Aristotelia subericinella (Duponchel, 1843)
- Aroga aristotelis (Milliere, 1876)
- Aroga flavicomella (Zeller, 1839)
- Aroga pascuicola (Staudinger, 1871)
- Aroga temporariella Sattler, 1960
- Aroga velocella (Duponchel, 1838)
- Athrips amoenella (Frey, 1882)
- Athrips asarinella (Chretien, 1930)
- Athrips medjella (Chretien, 1900)
- Athrips mouffetella (Linnaeus, 1758)
- Athrips nigricostella (Duponchel, 1842)
- Athrips pruinosella (Lienig & Zeller, 1846)
- Athrips rancidella (Herrich-Schaffer, 1854)
- Athrips tetrapunctella (Thunberg, 1794)
- Athrips thymifoliella (Constant, 1893)
- Atremaea lonchoptera Staudinger, 1871
- Brachmia blandella (Fabricius, 1798)
- Brachmia dimidiella (Denis & Schiffermuller, 1775)
- Brachmia inornatella (Douglas, 1850)
- Bryotropha affinis (Haworth, 1828)
- Bryotropha arabica Amsel, 1952
- Bryotropha basaltinella (Zeller, 1839)
- Bryotropha boreella (Douglas, 1851)
- Bryotropha desertella (Douglas, 1850)
- Bryotropha domestica (Haworth, 1828)
- Bryotropha dryadella (Zeller, 1850)
- Bryotropha figulella (Staudinger, 1859)
- Bryotropha galbanella (Zeller, 1839)
- Bryotropha gallurella Amsel, 1952
- Bryotropha pallorella Amsel, 1952
- Bryotropha plebejella (Zeller, 1847)
- Bryotropha politella (Stainton, 1851)
- Bryotropha sattleri Nel, 2003
- Bryotropha senectella (Zeller, 1839)
- Bryotropha similis (Stainton, 1854)
- Bryotropha terrella (Denis & Schiffermuller, 1775)
- Bryotropha umbrosella (Zeller, 1839)
- Bryotropha vondermuhlli Nel & Brusseaux, 2003
- Carpatolechia aenigma (Sattler, 1983)
- Carpatolechia alburnella (Zeller, 1839)
- Carpatolechia decorella (Haworth, 1812)
- Carpatolechia fugacella (Zeller, 1839)
- Carpatolechia fugitivella (Zeller, 1839)
- Carpatolechia notatella (Hubner, 1813)
- Carpatolechia proximella (Hubner, 1796)
- Caryocolum albifaciella (Heinemann, 1870)
- Caryocolum alsinella (Zeller, 1868)
- Caryocolum blandella (Douglas, 1852)
- Caryocolum blandelloides Karsholt, 1981
- Caryocolum blandulella (Tutt, 1887)
- Caryocolum bosalella (Rebel, 1936)
- Caryocolum cassella (Walker, 1864)
- Caryocolum cauligenella (Schmid, 1863)
- Caryocolum delphinatella (Constant, 1890)
- Caryocolum fibigerium Huemer, 1988
- Caryocolum fischerella (Treitschke, 1833)
- Caryocolum fraternella (Douglas, 1851)
- Caryocolum gallagenellum Huemer, 1989
- Caryocolum huebneri (Haworth, 1828)
- Caryocolum interalbicella (Herrich-Schaffer, 1854)
- Caryocolum junctella (Douglas, 1851)
- Caryocolum klosi (Rebel, 1917)
- Caryocolum kroesmanniella (Herrich-Schaffer, 1854)
- Caryocolum leucomelanella (Zeller, 1839)
- Caryocolum leucothoracellum (Klimesch, 1953)
- Caryocolum marmorea (Haworth, 1828)
- Caryocolum mazeli Huemer & Nel, 2005
- Caryocolum moehringiae (Klimesch, 1954)
- Caryocolum mucronatella (Chretien, 1900)
- Caryocolum peregrinella (Herrich-Schaffer, 1854)
- Caryocolum petrophila (Preissecker, 1914)
- Caryocolum petryi (O. Hofmann, 1899)
- Caryocolum provinciella (Stainton, 1869)
- Caryocolum proxima (Haworth, 1828)
- Caryocolum repentis Huemer & Luquet, 1992
- Caryocolum saginella (Zeller, 1868)
- Caryocolum schleichi (Christoph, 1872)
- Caryocolum tischeriella (Zeller, 1839)
- Caryocolum tricolorella (Haworth, 1812)
- Caryocolum vicinella (Douglas, 1851)
- Caryocolum viscariella (Stainton, 1855)
- Catatinagma trivittellum Rebel, 1903
- Caulastrocecis gypsella (Constant, 1893)
- Chionodes apolectella (Walsingham, 1900)
- Chionodes continuella (Zeller, 1839)
- Chionodes distinctella (Zeller, 1839)
- Chionodes electella (Zeller, 1839)
- Chionodes fumatella (Douglas, 1850)
- Chionodes holosericella (Herrich-Schaffer, 1854)
- Chionodes lugubrella (Fabricius, 1794)
- Chionodes nebulosella (Heinemann, 1870)
- Chionodes perpetuella (Herrich-Schaffer, 1854)
- Chionodes tragicella (Heyden, 1865)
- Chionodes viduella (Fabricius, 1794)
- Chrysoesthia atriplicella (Amsel, 1939)
- Chrysoesthia drurella (Fabricius, 1775)
- Chrysoesthia eppelsheimi (Staudinger, 1885)
- Chrysoesthia sexguttella (Thunberg, 1794)
- Coleotechnites piceaella (Kearfott, 1903)
- Cosmardia moritzella (Treitschke, 1835)
- Crossobela trinotella (Herrich-Schaffer, 1856)
- Dactylotula altithermella (Walsingham, 1903)
- Dactylotula kinkerella (Snellen, 1876)
- Deltophora stictella (Rebel, 1927)
- Dichomeris acuminatus (Staudinger, 1876)
- Dichomeris alacella (Zeller, 1839)
- Dichomeris derasella (Denis & Schiffermuller, 1775)
- Dichomeris helianthemi (Walsingham, 1903)
- Dichomeris juniperella (Linnaeus, 1761)
- Dichomeris lamprostoma (Zeller, 1847)
- Dichomeris limbipunctellus (Staudinger, 1859)
- Dichomeris limosellus (Schlager, 1849)
- Dichomeris marginella (Fabricius, 1781)
- Dichomeris rasilella (Herrich-Schaffer, 1854)
- Dichomeris ustalella (Fabricius, 1794)
- Ephysteris deserticolella (Staudinger, 1871)
- Ephysteris diminutella (Zeller, 1847)
- Ephysteris iberica Povolny, 1977
- Ephysteris insulella (Heinemann, 1870)
- Ephysteris inustella (Zeller, 1847)
- Ephysteris olympica Povolny, 1968
- Ephysteris promptella (Staudinger, 1859)
- Epidola barcinonella Milliere, 1867
- Epidola nuraghella Hartig, 1939
- Epidola stigma Staudinger, 1859
- Eulamprotes atrella (Denis & Schiffermuller, 1775)
- Eulamprotes buvati Leraut, 1991
- Eulamprotes helotella (Staudinger, 1859)
- Eulamprotes immaculatella (Douglas, 1850)
- Eulamprotes libertinella (Zeller, 1872)
- Eulamprotes nigromaculella (Milliere, 1872)
- Eulamprotes parahelotella Nel, 1995
- Eulamprotes superbella (Zeller, 1839)
- Eulamprotes unicolorella (Duponchel, 1843)
- Eulamprotes wilkella (Linnaeus, 1758)
- Exoteleia dodecella (Linnaeus, 1758)
- Exoteleia succinctella (Zeller, 1872)
- Filatima angustipennis Sattler, 1961
- Filatima spurcella (Duponchel, 1843)
- Filatima tephritidella (Duponchel, 1844)
- Filatima textorella (Chretien, 1908)
- Gelechia asinella (Hubner, 1796)
- Gelechia aspoecki Huemer, 1992
- Gelechia basipunctella Herrich-Schaffer, 1854
- Gelechia dujardini Huemer, 1991
- Gelechia hippophaella (Schrank, 1802)
- Gelechia mediterranea Huemer, 1991
- Gelechia muscosella Zeller, 1839
- Gelechia nervosella (Zerny, 1927)
- Gelechia nigra (Haworth, 1828)
- Gelechia rhombella (Denis & Schiffermuller, 1775)
- Gelechia sabinellus (Zeller, 1839)
- Gelechia scotinella Herrich-Schaffer, 1854
- Gelechia senticetella (Staudinger, 1859)
- Gelechia sestertiella Herrich-Schaffer, 1854
- Gelechia sororculella (Hubner, 1817)
- Gelechia turpella (Denis & Schiffermuller, 1775)
- Gladiovalva rumicivorella (Milliere, 1881)
- Gnorimoschema epithymella (Staudinger, 1859)
- Gnorimoschema herbichii (Nowicki, 1864)
- Gnorimoschema soffneri Riedl, 1965
- Gnorimoschema steueri Povolny, 1975
- Gnorimoschema valesiella (Staudinger, 1877)
- Helcystogramma lineolella (Zeller, 1839)
- Helcystogramma lutatella (Herrich-Schaffer, 1854)
- Helcystogramma rufescens (Haworth, 1828)
- Helcystogramma triannulella (Herrich-Schaffer, 1854)
- Hypatima rhomboidella (Linnaeus, 1758)
- Isophrictis anthemidella (Wocke, 1871)
- Isophrictis corsicella Amsel, 1936
- Isophrictis invisella (Constant, 1885)
- Isophrictis kefersteiniellus (Zeller, 1850)
- Isophrictis lineatellus (Zeller, 1850)
- Isophrictis meridionella (Herrich-Schaffer, 1854)
- Isophrictis robinella (Chretien, 1907)
- Isophrictis striatella (Denis & Schiffermuller, 1775)
- Istrianis myricariella (Frey, 1870)
- Iwaruna biguttella (Duponchel, 1843)
- Iwaruna klimeschi Wolff, 1958
- Klimeschiopsis kiningerella (Duponchel, 1843)
- Megacraspedus balneariellus (Chretien, 1907)
- Megacraspedus cuencellus Caradja, 1920
- Megacraspedus dolosellus (Zeller, 1839)
- Megacraspedus fallax (Mann, 1867)
- Megacraspedus lanceolellus (Zeller, 1850)
- Megacraspedus pentheres Walsingham, 1920
- Megacraspedus separatellus (Fischer von Roslerstamm, 1843)
- Megacraspedus subdolellus Staudinger, 1859
- Megacraspedus tristictus Walsingham, 1910
- Megacraspedus tutti Walsingham, 1897
- Mesophleps corsicella Herrich-Schaffer, 1856
- Mesophleps oxycedrella (Milliere, 1871)
- Mesophleps silacella (Hubner, 1796)
- Metzneria aestivella (Zeller, 1839)
- Metzneria aprilella (Herrich-Schaffer, 1854)
- Metzneria artificella (Herrich-Schaffer, 1861)
- Metzneria campicolella (Mann, 1857)
- Metzneria diffusella Englert, 1974
- Metzneria ehikeella Gozmany, 1954
- Metzneria hilarella Caradja, 1920
- Metzneria intestinella (Mann, 1864)
- Metzneria lappella (Linnaeus, 1758)
- Metzneria littorella (Douglas, 1850)
- Metzneria metzneriella (Stainton, 1851)
- Metzneria neuropterella (Zeller, 1839)
- Metzneria paucipunctella (Zeller, 1839)
- Metzneria santolinella (Amsel, 1936)
- Metzneria staehelinella Englert, 1974
- Metzneria subflavella Englert, 1974
- Metzneria tenuiella (Mann, 1864)
- Metzneria tristella Rebel, 1901
- Metzneria varennei Nel, 1997
- Microlechia chretieni Turati, 1924
- Mirificarma burdonella (Rebel, 1930)
- Mirificarma cytisella (Treitschke, 1833)
- Mirificarma eburnella (Denis & Schiffermuller, 1775)
- Mirificarma flavella (Duponchel, 1844)
- Mirificarma interrupta (Curtis, 1827)
- Mirificarma lentiginosella (Zeller, 1839)
- Mirificarma maculatella (Hubner, 1796)
- Mirificarma mulinella (Zeller, 1839)
- Mirificarma ulicinella (Staudinger, 1859)
- Monochroa arundinetella (Boyd, 1857)
- Monochroa conspersella (Herrich-Schaffer, 1854)
- Monochroa cytisella (Curtis, 1837)
- Monochroa dellabeffai (Rebel, 1932)
- Monochroa divisella (Douglas, 1850)
- Monochroa elongella (Heinemann, 1870)
- Monochroa ferrea (Frey, 1870)
- Monochroa hornigi (Staudinger, 1883)
- Monochroa inflexella Svensson, 1992
- Monochroa lucidella (Stephens, 1834)
- Monochroa lutulentella (Zeller, 1839)
- Monochroa melagonella (Constant, 1895)
- Monochroa nomadella (Zeller, 1868)
- Monochroa palustrellus (Douglas, 1850)
- Monochroa parvulata (Gozmany, 1957)
- Monochroa rumicetella (O. Hofmann, 1868)
- Monochroa sperata Huemer & Karsholt, 2010
- Monochroa suffusella (Douglas, 1850)
- Monochroa tenebrella (Hubner, 1817)
- Neofaculta ericetella (Geyer, 1832)
- Neofaculta infernella (Herrich-Schaffer, 1854)
- Neofriseria peliella (Treitschke, 1835)
- Neofriseria singula (Staudinger, 1876)
- Neotelphusa cisti (Stainton, 1869)
- Neotelphusa huemeri Nel, 1998
- Neotelphusa sequax (Haworth, 1828)
- Nothris congressariella (Bruand, 1858)
- Nothris lemniscellus (Zeller, 1839)
- Nothris verbascella (Denis & Schiffermuller, 1775)
- Oecocecis guyonella Guenee, 1870
- Ornativalva plutelliformis (Staudinger, 1859)
- Ornativalva pseudotamaricella Sattler, 1967
- Palumbina guerinii (Stainton, 1858)
- Parachronistis albiceps (Zeller, 1839)
- Paranarsia joannisiella Ragonot, 1895
- Parapodia sinaica (Frauenfeld, 1859)
- Parastenolechia nigrinotella (Zeller, 1847)
- Pexicopia malvella (Hubner, 1805)
- Phthorimaea operculella (Zeller, 1873)
- Platyedra subcinerea (Haworth, 1828)
- Pogochaetia solitaria Staudinger, 1879
- Prolita sexpunctella (Fabricius, 1794)
- Prolita solutella (Zeller, 1839)
- Psamathocrita osseella (Stainton, 1860)
- Pseudosophronia constanti (Nel, 1998)
- Pseudosophronia cosmella Constant, 1885
- Pseudosophronia exustellus (Zeller, 1847)
- Pseudotelphusa occidentella Huemer & Karsholt, 1999
- Pseudotelphusa paripunctella (Thunberg, 1794)
- Pseudotelphusa scalella (Scopoli, 1763)
- Pseudotelphusa tessella (Linnaeus, 1758)
- Psoricoptera gibbosella (Zeller, 1839)
- Psoricoptera speciosella Teich, 1893
- Ptocheuusa inopella (Zeller, 1839)
- Ptocheuusa paupella (Zeller, 1847)
- Pyncostola bohemiella (Nickerl, 1864)
- Recurvaria leucatella (Clerck, 1759)
- Recurvaria nanella (Denis & Schiffermuller, 1775)
- Recurvaria thomeriella (Chretien, 1901)
- Sattleria angustispina Pitkin & Sattler, 1991
- Sattleria arcuata Pitkin & Sattler, 1991
- Sattleria breviramus Pitkin & Sattler, 1991
- Sattleria izoardi Huemer & Sattler, 1992
- Sattleria marguareisi Huemer & Sattler, 1992
- Sattleria melaleucella (Constant, 1865)
- Sattleria pyrenaica (Petry, 1904)
- Sattleria triglavica Povolny, 1987
- Schistophila laurocistella Chretien, 1899
- Scrobipalpa acuminatella (Sircom, 1850)
- Scrobipalpa amseli Povolny, 1966
- Scrobipalpa artemisiella (Treitschke, 1833)
- Scrobipalpa atriplicella (Fischer von Roslerstamm, 1841)
- Scrobipalpa bigoti Povolny, 1973
- Scrobipalpa bradleyi Povolny, 1971
- Scrobipalpa brahmiella (Heyden, 1862)
- Scrobipalpa camphorosmella Nel, 1999
- Scrobipalpa costella (Humphreys & Westwood, 1845)
- Scrobipalpa ergasima (Meyrick, 1916)
- Scrobipalpa gallicella (Constant, 1885)
- Scrobipalpa halimioniella Huemer & Karsholt, 2010
- Scrobipalpa halonella (Herrich-Schaffer, 1854)
- Scrobipalpa halymella (Milliere, 1864)
- Scrobipalpa hyoscyamella (Stainton, 1869)
- Scrobipalpa hyssopi Nel, 2003
- Scrobipalpa instabilella (Douglas, 1846)
- Scrobipalpa monochromella (Constant, 1895)
- Scrobipalpa montanella (Chretien, 1910)
- Scrobipalpa murinella (Duponchel, 1843)
- Scrobipalpa nitentella (Fuchs, 1902)
- Scrobipalpa obsoletella (Fischer von Roslerstamm, 1841)
- Scrobipalpa ocellatella (Boyd, 1858)
- Scrobipalpa pauperella (Heinemann, 1870)
- Scrobipalpa perinii (Klimesch, 1951)
- Scrobipalpa phagnalella (Constant, 1895)
- Scrobipalpa portosanctana (Stainton, 1859)
- Scrobipalpa proclivella (Fuchs, 1886)
- Scrobipalpa salicorniae (E. Hering, 1889)
- Scrobipalpa salinella (Zeller, 1847)
- Scrobipalpa samadensis (Pfaffenzeller, 1870)
- Scrobipalpa spergulariella (Chretien, 1910)
- Scrobipalpa suaedella (Richardson, 1893)
- Scrobipalpa suaedicola (Mabille, 1906)
- Scrobipalpa suasella (Constant, 1895)
- Scrobipalpa superstes Povolny, 1977
- Scrobipalpa traganella (Chretien, 1915)
- Scrobipalpa vasconiella (Rossler, 1877)
- Scrobipalpa voltinella (Chretien, 1898)
- Scrobipalpula diffluella (Frey, 1870)
- Scrobipalpula psilella (Herrich-Schaffer, 1854)
- Scrobipalpula ramosella (Muller-Rutz, 1934)
- Scrobipalpula tussilaginis (Stainton, 1867)
- Sitotroga cerealella (Olivier, 1789)
- Sitotroga psacasta Meyrick, 1908
- Sophronia chilonella (Treitschke, 1833)
- Sophronia humerella (Denis & Schiffermuller, 1775)
- Sophronia semicostella (Hubner, 1813)
- Sophronia sicariellus (Zeller, 1839)
- Stenolechia gemmella (Linnaeus, 1758)
- Stenolechiodes pseudogemmellus Elsner, 1996
- Stomopteryx basalis (Staudinger, 1876)
- Stomopteryx detersella (Zeller, 1847)
- Stomopteryx flavipalpella Jackh, 1959
- Stomopteryx hungaricella Gozmany, 1957
- Stomopteryx remissella (Zeller, 1847)
- Syncopacma albifrontella (Heinemann, 1870)
- Syncopacma albipalpella (Herrich-Schaffer, 1854)
- Syncopacma buvati Nel, 1995
- Syncopacma captivella (Herrich-Schaffer, 1854)
- Syncopacma cinctella (Clerck, 1759)
- Syncopacma cincticulella (Bruand, 1851)
- Syncopacma coronillella (Treitschke, 1833)
- Syncopacma larseniella Gozmany, 1957
- Syncopacma linella (Chretien, 1904)
- Syncopacma montanata Gozmany, 1957
- Syncopacma patruella (Mann, 1857)
- Syncopacma sangiella (Stainton, 1863)
- Syncopacma suecicella (Wolff, 1958)
- Syncopacma taeniolella (Zeller, 1839)
- Teleiodes italica Huemer, 1992
- Teleiodes luculella (Hubner, 1813)
- Teleiodes saltuum (Zeller, 1878)
- Teleiodes vulgella (Denis & Schiffermuller, 1775)
- Teleiodes wagae (Nowicki, 1860)
- Teleiopsis albifemorella (E. Hofmann, 1867)
- Teleiopsis bagriotella (Duponchel, 1840)
- Teleiopsis diffinis (Haworth, 1828)
- Teleiopsis rosalbella (Fologne, 1862)
- Telphusa cistiflorella (Constant, 1890)
- Thiotricha coleella (Constant, 1885)
- Thiotricha majorella (Rebel, 1910)
- Thiotricha subocellea (Stephens, 1834)
- Tila capsophilella (Chretien, 1900)
- Tuta absoluta (Meyrick, 1917)
- Xenolechia aethiops (Humphreys & Westwood, 1845)
- Xystophora carchariella (Zeller, 1839)
- Xystophora pulveratella (Herrich-Schaffer, 1854)

### Geometridae
- Abraxas grossulariata (Linnaeus, 1758)
- Abraxas pantaria (Linnaeus, 1767)
- Abraxas sylvata (Scopoli, 1763)
- Acasis appensata (Eversmann, 1842)
- Acasis viretata (Hubner, 1799)
- Adactylotis contaminaria (Hubner, 1813)
- Adactylotis gesticularia (Hubner, 1817)
- Adalbertia castiliaria (Staudinger, 1900)
- Aethalura punctulata (Denis & Schiffermuller, 1775)
- Agriopis aurantiaria (Hubner, 1799)
- Agriopis bajaria (Denis & Schiffermuller, 1775)
- Agriopis leucophaearia (Denis & Schiffermuller, 1775)
- Agriopis marginaria (Fabricius, 1776)
- Alcis bastelbergeri (Hirschke, 1908)
- Alcis jubata (Thunberg, 1788)
- Alcis repandata (Linnaeus, 1758)
- Aleucis distinctata (Herrich-Schaffer, 1839)
- Alsophila aceraria (Denis & Schiffermuller, 1775)
- Alsophila aescularia (Denis & Schiffermuller, 1775)
- Angerona prunaria (Linnaeus, 1758)
- Anthometra plumularia Boisduval, 1840
- Anticlea derivata (Denis & Schiffermuller, 1775)
- Anticollix sparsata (Treitschke, 1828)
- Antilurga alhambrata (Staudinger, 1859)
- Apeira syringaria (Linnaeus, 1758)
- Aplasta ononaria (Fuessly, 1783)
- Aplocera corsalta (Schawerda, 1928)
- Aplocera efformata (Guenee, 1858)
- Aplocera plagiata (Linnaeus, 1758)
- Aplocera praeformata (Hubner, 1826)
- Aplocera simpliciata (Treitschke, 1835)
- Apocheima hispidaria (Denis & Schiffermuller, 1775)
- Archiearis parthenias (Linnaeus, 1761)
- Arichanna melanaria (Linnaeus, 1758)
- Ascotis selenaria (Denis & Schiffermuller, 1775)
- Aspitates gilvaria (Denis & Schiffermuller, 1775)
- Aspitates ochrearia (Rossi, 1794)
- Asthena albulata (Hufnagel, 1767)
- Asthena anseraria (Herrich-Schaffer, 1855)
- Athroolopha pennigeraria (Hubner, 1813)
- Baptria tibiale (Esper, 1791)
- Biston betularia (Linnaeus, 1758)
- Biston strataria (Hufnagel, 1767)
- Boudinotiana notha (Hubner, 1803)
- Boudinotiana touranginii (Berce, 1870)
- Bupalus piniaria (Linnaeus, 1758)
- Cabera exanthemata (Scopoli, 1763)
- Cabera pusaria (Linnaeus, 1758)
- Calamodes occitanaria (Duponchel, 1829)
- Campaea honoraria (Denis & Schiffermuller, 1775)
- Campaea margaritaria (Linnaeus, 1761)
- Camptogramma bilineata (Linnaeus, 1758)
- Camptogramma scripturata (Hubner, 1799)
- Carsia lythoxylata (Hubner, 1799)
- Carsia sororiata (Hubner, 1813)
- Casilda consecraria (Staudinger, 1871)
- Cataclysme dissimilata (Rambur, 1833)
- Cataclysme riguata (Hubner, 1813)
- Cataclysme uniformata (Bellier, 1862)
- Catarhoe basochesiata (Duponchel, 1831)
- Catarhoe cuculata (Hufnagel, 1767)
- Catarhoe mazeli Viidalepp, 2008
- Catarhoe permixtaria (Herrich-Schaffer, 1856)
- Catarhoe putridaria (Herrich-Schaffer, 1852)
- Catarhoe rubidata (Denis & Schiffermuller, 1775)
- Cepphis advenaria (Hubner, 1790)
- Chariaspilates formosaria (Eversmann, 1837)
- Charissa bellieri (Oberthur, 1913)
- Charissa obscurata (Denis & Schiffermuller, 1775)
- Charissa crenulata (Staudinger, 1871)
- Charissa italohelveticus (Rezbanyai-Reser, 1986)
- Charissa pullata (Denis & Schiffermuller, 1775)
- Charissa corsica (Oberthur, 1913)
- Charissa mucidaria (Hubner, 1799)
- Charissa variegata (Duponchel, 1830)
- Charissa ambiguata (Duponchel, 1830)
- Charissa onustaria (Herrich-Schaffer, 1852)
- Charissa glaucinaria (Hubner, 1799)
- Chemerina caliginearia (Rambur, 1833)
- Chesias isabella Schawerda, 1915
- Chesias legatella (Denis & Schiffermuller, 1775)
- Chesias rufata (Fabricius, 1775)
- Chiasmia aestimaria (Hubner, 1809)
- Chiasmia clathrata (Linnaeus, 1758)
- Chlorissa cloraria (Hubner, 1813)
- Chlorissa viridata (Linnaeus, 1758)
- Chloroclysta miata (Linnaeus, 1758)
- Chloroclysta siterata (Hufnagel, 1767)
- Chloroclystis v-ata (Haworth, 1809)
- Cidaria fulvata (Forster, 1771)
- Cleora cinctaria (Denis & Schiffermuller, 1775)
- Cleorodes lichenaria (Hufnagel, 1767)
- Cleta filacearia (Herrich-Schaffer, 1847)
- Coenocalpe lapidata (Hubner, 1809)
- Coenocalpe millierata (Staudinger, 1901)
- Coenotephria ablutaria (Boisduval, 1840)
- Coenotephria salicata (Denis & Schiffermuller, 1775)
- Coenotephria tophaceata (Denis & Schiffermuller, 1775)
- Colostygia aptata (Hubner, 1813)
- Colostygia aqueata (Hubner, 1813)
- Colostygia cyrnea (Wehrli, 1925)
- Colostygia kollariaria (Herrich-Schaffer, 1848)
- Colostygia laetaria (de La Harpe, 1853)
- Colostygia multistrigaria (Haworth, 1809)
- Colostygia olivata (Denis & Schiffermuller, 1775)
- Colostygia pectinataria (Knoch, 1781)
- Colostygia stilpna (Prout, 1924)
- Colostygia turbata (Hubner, 1799)
- Colotois pennaria (Linnaeus, 1761)
- Comibaena bajularia (Denis & Schiffermuller, 1775)
- Compsoptera jourdanaria (Serres, 1826)
- Compsoptera opacaria (Hubner, 1819)
- Cosmorhoe ocellata (Linnaeus, 1758)
- Costaconvexa polygrammata (Borkhausen, 1794)
- Crocallis dardoinaria Donzel, 1840
- Crocallis elinguaria (Linnaeus, 1758)
- Crocallis tusciaria (Borkhausen, 1793)
- Crocota peletieraria (Duponchel, 1830)
- Crocota pseudotinctaria Leraut, 1999
- Crocota tinctaria (Hubner, 1799)
- Cyclophora linearia (Hubner, 1799)
- Cyclophora porata (Linnaeus, 1767)
- Cyclophora punctaria (Linnaeus, 1758)
- Cyclophora suppunctaria (Zeller, 1847)
- Cyclophora albiocellaria (Hubner, 1789)
- Cyclophora albipunctata (Hufnagel, 1767)
- Cyclophora annularia (Fabricius, 1775)
- Cyclophora pendularia (Clerck, 1759)
- Cyclophora puppillaria (Hubner, 1799)
- Cyclophora quercimontaria (Bastelberger, 1897)
- Cyclophora ruficiliaria (Herrich-Schaffer, 1855)
- Deileptenia ribeata (Clerck, 1759)
- Digrammia rippertaria (Duponchel, 1830)
- Dyscia conspersaria (Denis & Schiffermuller, 1775)
- Dyscia innocentaria (Christoph, 1885)
- Dyscia raunaria (Freyer, 1852)
- Dyscia fagaria (Thunberg, 1784)
- Dyscia penulataria (Hubner, 1819)
- Dyscia lentiscaria (Donzel, 1837)
- Dysstroma citrata (Linnaeus, 1761)
- Dysstroma truncata (Hufnagel, 1767)
- Earophila badiata (Denis & Schiffermuller, 1775)
- Ecleora solieraria (Rambur, 1834)
- Ecliptopera capitata (Herrich-Schaffer, 1839)
- Ecliptopera silaceata (Denis & Schiffermuller, 1775)
- Ectropis crepuscularia (Denis & Schiffermuller, 1775)
- Ekboarmia fascinataria (Staudinger, 1900)
- Ekboarmia sagnesi Dufay, 1979
- Electrophaes corylata (Thunberg, 1792)
- Elophos caelibaria (Heydenreich, 1851)
- Elophos unicoloraria (Staudinger, 1871)
- Elophos dilucidaria (Denis & Schiffermuller, 1775)
- Elophos dognini (Thierry-Mieg, 1910)
- Elophos serotinaria (Denis & Schiffermuller, 1775)
- Elophos sproengertsi (Pungeler, 1914)
- Elophos vittaria (Thunberg, 1788)
- Ematurga atomaria (Linnaeus, 1758)
- Emmiltis pygmaearia (Hubner, 1809)
- Ennomos alniaria (Linnaeus, 1758)
- Ennomos autumnaria (Werneburg, 1859)
- Ennomos erosaria (Denis & Schiffermuller, 1775)
- Ennomos fuscantaria (Haworth, 1809)
- Ennomos quercaria (Hubner, 1813)
- Ennomos quercinaria (Hufnagel, 1767)
- Entephria caesiata (Denis & Schiffermuller, 1775)
- Entephria contestata (Vorbrodt & Muller-Rutz, 1913)
- Entephria cyanata (Hubner, 1809)
- Entephria flavicinctata (Hubner, 1813)
- Entephria infidaria (de La Harpe, 1853)
- Entephria nobiliaria (Herrich-Schaffer, 1852)
- Epilobophora sabinata (Geyer, 1831)
- Epione repandaria (Hufnagel, 1767)
- Epione vespertaria (Linnaeus, 1767)
- Epirranthis diversata (Denis & Schiffermuller, 1775)
- Epirrhoe alternata (Muller, 1764)
- Epirrhoe galiata (Denis & Schiffermuller, 1775)
- Epirrhoe hastulata (Hubner, 1790)
- Epirrhoe molluginata (Hubner, 1813)
- Epirrhoe pupillata (Thunberg, 1788)
- Epirrhoe rivata (Hubner, 1813)
- Epirrhoe timozzaria (Constant, 1884)
- Epirrhoe tristata (Linnaeus, 1758)
- Epirrita autumnata (Borkhausen, 1794)
- Epirrita christyi (Allen, 1906)
- Epirrita dilutata (Denis & Schiffermuller, 1775)
- Erannis defoliaria (Clerck, 1759)
- Euchoeca nebulata (Scopoli, 1763)
- Eucrostes indigenata (de Villers, 1789)
- Eulithis mellinata (Fabricius, 1787)
- Eulithis populata (Linnaeus, 1758)
- Eulithis prunata (Linnaeus, 1758)
- Eulithis testata (Linnaeus, 1761)
- Euphyia biangulata (Haworth, 1809)
- Euphyia frustata (Treitschke, 1828)
- Euphyia unangulata (Haworth, 1809)
- Eupithecia abbreviata Stephens, 1831
- Eupithecia abietaria (Goeze, 1781)
- Eupithecia absinthiata (Clerck, 1759)
- Eupithecia actaeata Walderdorff, 1869
- Eupithecia alliaria Staudinger, 1870
- Eupithecia analoga Djakonov, 1926
- Eupithecia assimilata Doubleday, 1856
- Eupithecia breviculata (Donzel, 1837)
- Eupithecia carpophagata Staudinger, 1871
- Eupithecia cauchiata (Duponchel, 1831)
- Eupithecia centaureata (Denis & Schiffermuller, 1775)
- Eupithecia cocciferata Milliere, 1864
- Eupithecia conterminata (Lienig, 1846)
- Eupithecia cooptata Dietze, 1903
- Eupithecia cretaceata (Packard, 1874)
- Eupithecia denotata (Hubner, 1813)
- Eupithecia denticulata (Treitschke, 1828)
- Eupithecia dissertata (Pungeler, 1905)
- Eupithecia distinctaria Herrich-Schaffer, 1848
- Eupithecia dodoneata Guenee, 1858
- Eupithecia druentiata Dietze, 1902
- Eupithecia egenaria Herrich-Schaffer, 1848
- Eupithecia ericeata (Rambur, 1833)
- Eupithecia exiguata (Hubner, 1813)
- Eupithecia expallidata Doubleday, 1856
- Eupithecia extraversaria Herrich-Schaffer, 1852
- Eupithecia extremata (Fabricius, 1787)
- Eupithecia gemellata Herrich-Schaffer, 1861
- Eupithecia graphata (Treitschke, 1828)
- Eupithecia gratiosata Herrich-Schaffer, 1861
- Eupithecia gueneata Milliere, 1862
- Eupithecia haworthiata Doubleday, 1856
- Eupithecia icterata (de Villers, 1789)
- Eupithecia immundata (Lienig, 1846)
- Eupithecia impurata (Hubner, 1813)
- Eupithecia indigata (Hubner, 1813)
- Eupithecia innotata (Hufnagel, 1767)
- Eupithecia insigniata (Hubner, 1790)
- Eupithecia intricata (Zetterstedt, 1839)
- Eupithecia inturbata (Hubner, 1817)
- Eupithecia irriguata (Hubner, 1813)
- Eupithecia lanceata (Hubner, 1825)
- Eupithecia laquaearia Herrich-Schaffer, 1848
- Eupithecia lariciata (Freyer, 1841)
- Eupithecia lentiscata Mabille, 1869
- Eupithecia liguriata Milliere, 1884
- Eupithecia linariata (Denis & Schiffermuller, 1775)
- Eupithecia massiliata Milliere, 1865
- Eupithecia millefoliata Rossler, 1866
- Eupithecia nanata (Hubner, 1813)
- Eupithecia orphnata W. Petersen, 1909
- Eupithecia oxycedrata (Rambur, 1833)
- Eupithecia pauxillaria Boisduval, 1840
- Eupithecia pernotata Guenee, 1858
- Eupithecia phoeniceata (Rambur, 1834)
- Eupithecia pimpinellata (Hubner, 1813)
- Eupithecia plumbeolata (Haworth, 1809)
- Eupithecia poecilata Pungeler, 1888
- Eupithecia pulchellata Stephens, 1831
- Eupithecia pusillata (Denis & Schiffermuller, 1775)
- Eupithecia pygmaeata (Hubner, 1799)
- Eupithecia pyreneata Mabille, 1871
- Eupithecia rosmarinata Dardoin & Milliere, 1865
- Eupithecia santolinata Mabille, 1871
- Eupithecia sardoa Dietze, 1910
- Eupithecia satyrata (Hubner, 1813)
- Eupithecia schiefereri Bohatsch, 1893
- Eupithecia scopariata (Rambur, 1833)
- Eupithecia selinata Herrich-Schaffer, 1861
- Eupithecia semigraphata Bruand, 1850
- Eupithecia senorita Mironov, 2003
- Eupithecia silenata Assmann, 1848
- Eupithecia silenicolata Mabille, 1867
- Eupithecia simpliciata (Haworth, 1809)
- Eupithecia spissilineata (Metzner, 1846)
- Eupithecia subfuscata (Haworth, 1809)
- Eupithecia subumbrata (Denis & Schiffermuller, 1775)
- Eupithecia succenturiata (Linnaeus, 1758)
- Eupithecia tantillaria Boisduval, 1840
- Eupithecia tenuiata (Hubner, 1813)
- Eupithecia thalictrata (Pungeler, 1902)
- Eupithecia tripunctaria Herrich-Schaffer, 1852
- Eupithecia trisignaria Herrich-Schaffer, 1848
- Eupithecia ultimaria Boisduval, 1840
- Eupithecia undata (Freyer, 1840)
- Eupithecia unedonata Mabille, 1868
- Eupithecia valerianata (Hubner, 1813)
- Eupithecia variostrigata Alpheraky, 1876
- Eupithecia venosata (Fabricius, 1787)
- Eupithecia veratraria Herrich-Schaffer, 1848
- Eupithecia virgaureata Doubleday, 1861
- Eupithecia vulgata (Haworth, 1809)
- Eupithecia weissi Prout, 1938
- Eurranthis plummistaria (de Villers, 1789)
- Eustroma reticulata (Denis & Schiffermuller, 1775)
- Fagivorina arenaria (Hufnagel, 1767)
- Gagitodes sagittata (Fabricius, 1787)
- Gandaritis pyraliata (Denis & Schiffermuller, 1775)
- Geometra papilionaria (Linnaeus, 1758)
- Glacies alpinata (Scopoli, 1763)
- Glacies alticolaria (Mann, 1853)
- Glacies bentelii (Ratzer, 1890)
- Glacies canaliculata (Hochenwarth, 1785)
- Glacies coracina (Esper, 1805)
- Glacies noricana (Wagner, 1898)
- Gnopharmia stevenaria (Boisduval, 1840)
- Gnophos sartata Treitschke, 1827
- Gnophos furvata (Denis & Schiffermuller, 1775)
- Gnophos obfuscata (Denis & Schiffermuller, 1775)
- Gnophos dumetata Treitschke, 1827
- Gymnoscelis rufifasciata (Haworth, 1809)
- Gypsochroa renitidata (Hubner, 1817)
- Heliomata glarearia (Denis & Schiffermuller, 1775)
- Hemistola chrysoprasaria (Esper, 1795)
- Hemithea aestivaria (Hubner, 1789)
- Horisme aemulata (Hubner, 1813)
- Horisme aquata (Hubner, 1813)
- Horisme calligraphata (Herrich-Schaffer, 1838)
- Horisme corticata (Treitschke, 1835)
- Horisme radicaria (de La Harpe, 1855)
- Horisme tersata (Denis & Schiffermuller, 1775)
- Horisme vitalbata (Denis & Schiffermuller, 1775)
- Hospitalia flavolineata (Staudinger, 1883)
- Hydrelia flammeolaria (Hufnagel, 1767)
- Hydrelia sylvata (Denis & Schiffermuller, 1775)
- Hydria cervinalis (Scopoli, 1763)
- Hydria montivagata (Duponchel, 1830)
- Hydria undulata (Linnaeus, 1758)
- Hydriomena furcata (Thunberg, 1784)
- Hydriomena impluviata (Denis & Schiffermuller, 1775)
- Hydriomena ruberata (Freyer, 1831)
- Hylaea fasciaria (Linnaeus, 1758)
- Hylaea pinicolaria (Bellier, 1861)
- Hypomecis punctinalis (Scopoli, 1763)
- Hypomecis roboraria (Denis & Schiffermuller, 1775)
- Hypoxystis pluviaria (Fabricius, 1787)
- Idaea alyssumata (Milliere, 1871)
- Idaea attenuaria (Rambur, 1833)
- Idaea aureolaria (Denis & Schiffermuller, 1775)
- Idaea aversata (Linnaeus, 1758)
- Idaea belemiata (Milliere, 1868)
- Idaea biselata (Hufnagel, 1767)
- Idaea calunetaria (Staudinger, 1859)
- Idaea carvalhoi Herbulot, 1979
- Idaea cervantaria (Milliere, 1869)
- Idaea circuitaria (Hubner, 1819)
- Idaea contiguaria (Hubner, 1799)
- Idaea degeneraria (Hubner, 1799)
- Idaea determinata (Staudinger, 1876)
- Idaea deversaria (Herrich-Schaffer, 1847)
- Idaea dilutaria (Hubner, 1799)
- Idaea dimidiata (Hufnagel, 1767)
- Idaea distinctaria (Boisduval, 1840)
- Idaea dromikos Hausmann, 2004
- Idaea efflorata Zeller, 1849
- Idaea elongaria (Rambur, 1833)
- Idaea emarginata (Linnaeus, 1758)
- Idaea eugeniata (Dardoin & Milliere, 1870)
- Idaea exilaria (Guenee, 1858)
- Idaea filicata (Hubner, 1799)
- Idaea flaveolaria (Hubner, 1809)
- Idaea fuscovenosa (Goeze, 1781)
- Idaea humiliata (Hufnagel, 1767)
- Idaea incalcarata (Chretien, 1913)
- Idaea infirmaria (Rambur, 1833)
- Idaea inquinata (Scopoli, 1763)
- Idaea joannisiata (Homberg, 1911)
- Idaea laevigata (Scopoli, 1763)
- Idaea libycata (Bartel, 1906)
- Idaea litigiosaria (Boisduval, 1840)
- Idaea longaria (Herrich-Schaffer, 1852)
- Idaea luteolaria (Constant, 1863)
- Idaea macilentaria (Herrich-Schaffer, 1847)
- Idaea mancipiata (Staudinger, 1871)
- Idaea mediaria (Hubner, 1819)
- Idaea moniliata (Denis & Schiffermuller, 1775)
- Idaea muricata (Hufnagel, 1767)
- Idaea mustelata (Gumppenberg, 1892)
- Idaea nitidata (Herrich-Schaffer, 1861)
- Idaea obliquaria (Turati, 1913)
- Idaea obsoletaria (Rambur, 1833)
- Idaea ochrata (Scopoli, 1763)
- Idaea ostrinaria (Hubner, 1813)
- Idaea pallidata (Denis & Schiffermuller, 1775)
- Idaea politaria (Hubner, 1799)
- Idaea predotaria (Hartig, 1951)
- Idaea rhodogrammaria (Pungeler, 1913)
- Idaea rubraria (Staudinger, 1901)
- Idaea rufaria (Hubner, 1799)
- Idaea rusticata (Denis & Schiffermuller, 1775)
- Idaea sardoniata (Homberg, 1912)
- Idaea seriata (Schrank, 1802)
- Idaea sericeata (Hubner, 1813)
- Idaea serpentata (Hufnagel, 1767)
- Idaea spissilimbaria (Mabille, 1888)
- Idaea squalidaria (Staudinger, 1882)
- Idaea straminata (Borkhausen, 1794)
- Idaea subsaturata (Guenee, 1858)
- Idaea subsericeata (Haworth, 1809)
- Idaea sylvestraria (Hubner, 1799)
- Idaea trigeminata (Haworth, 1809)
- Idaea typicata (Guenee, 1858)
- Idaea vesubiata (Milliere, 1873)
- Isturgia arenacearia (Denis & Schiffermuller, 1775)
- Isturgia assimilaria (Rambur, 1833)
- Isturgia famula (Esper, 1787)
- Isturgia limbaria (Fabricius, 1775)
- Isturgia miniosaria (Duponchel, 1829)
- Isturgia murinaria (Denis & Schiffermuller, 1775)
- Isturgia roraria (Fabricius, 1776)
- Itame vincularia (Hubner, 1813)
- Jodis lactearia (Linnaeus, 1758)
- Jodis putata (Linnaeus, 1758)
- Lampropteryx otregiata (Metcalfe, 1917)
- Lampropteryx suffumata (Denis & Schiffermuller, 1775)
- Larentia clavaria (Haworth, 1809)
- Larentia malvata (Rambur, 1833)
- Ligdia adustata (Denis & Schiffermuller, 1775)
- Liodesina homochromata (Mabille, 1869)
- Lithostege duponcheli Prout, 1938
- Lithostege griseata (Denis & Schiffermuller, 1775)
- Lobophora halterata (Hufnagel, 1767)
- Lomaspilis marginata (Linnaeus, 1758)
- Lomographa bimaculata (Fabricius, 1775)
- Lomographa temerata (Denis & Schiffermuller, 1775)
- Lycia alpina (Sulzer, 1776)
- Lycia hirtaria (Clerck, 1759)
- Lycia isabellae (Harrison, 1914)
- Lycia pomonaria (Hubner, 1790)
- Lycia zonaria (Denis & Schiffermuller, 1775)
- Lythria cruentaria (Hufnagel, 1767)
- Lythria plumularia (Freyer, 1831)
- Lythria purpuraria (Linnaeus, 1758)
- Lythria sanguinaria (Duponchel, 1842)
- Macaria alternata (Denis & Schiffermuller, 1775)
- Macaria artesiaria (Denis & Schiffermuller, 1775)
- Macaria brunneata (Thunberg, 1784)
- Macaria carbonaria (Clerck, 1759)
- Macaria fusca (Thunberg, 1792)
- Macaria liturata (Clerck, 1759)
- Macaria notata (Linnaeus, 1758)
- Macaria signaria (Hubner, 1809)
- Macaria wauaria (Linnaeus, 1758)
- Martania taeniata (Stephens, 1831)
- Melanthia alaudaria (Freyer, 1846)
- Melanthia procellata (Denis & Schiffermuller, 1775)
- Menophra abruptaria (Thunberg, 1792)
- Menophra harterti (Rothschild, 1912)
- Menophra japygiaria (O. Costa, 1849)
- Menophra nycthemeraria (Geyer, 1831)
- Mesoleuca albicillata (Linnaeus, 1758)
- Mesotype didymata (Linnaeus, 1758)
- Mesotype parallelolineata (Retzius, 1783)
- Mesotype verberata (Scopoli, 1763)
- Microloxia herbaria (Hubner, 1813)
- Minoa murinata (Scopoli, 1763)
- Nebula achromaria (de La Harpe, 1853)
- Nebula ibericata (Staudinger, 1871)
- Nebula nebulata (Treitschke, 1828)
- Nothocasis sertata (Hubner, 1817)
- Nychiodes obscuraria (de Villers, 1789)
- Nycterosea obstipata (Fabricius, 1794)
- Oar reaumuraria (Milliere, 1864)
- Odezia atrata (Linnaeus, 1758)
- Odontopera bidentata (Clerck, 1759)
- Onychora agaritharia (Dardoin, 1842)
- Operophtera brumata (Linnaeus, 1758)
- Operophtera fagata (Scharfenberg, 1805)
- Opisthograptis luteolata (Linnaeus, 1758)
- Orthonama vittata (Borkhausen, 1794)
- Ourapteryx sambucaria (Linnaeus, 1758)
- Pachycnemia benesignata (Bellier, 1861)
- Pachycnemia hippocastanaria (Hubner, 1799)
- Pachycnemia tibiaria (Rambur, 1829)
- Paraboarmia viertlii (Bohatsch, 1883)
- Paradarisa consonaria (Hubner, 1799)
- Parectropis similaria (Hufnagel, 1767)
- Pareulype berberata (Denis & Schiffermuller, 1775)
- Pareulype casearia (Constant, 1884)
- Pasiphila chloerata (Mabille, 1870)
- Pasiphila debiliata (Hubner, 1817)
- Pasiphila rectangulata (Linnaeus, 1758)
- Pelurga comitata (Linnaeus, 1758)
- Pennithera firmata (Hubner, 1822)
- Pennithera ulicata (Rambur, 1934)
- Perconia strigillaria (Hubner, 1787)
- Peribatodes abstersaria (Boisduval, 1840)
- Peribatodes buxicolaria (Mabille, 1873)
- Peribatodes ilicaria (Geyer, 1833)
- Peribatodes perversaria (Boisduval, 1840)
- Peribatodes rhomboidaria (Denis & Schiffermuller, 1775)
- Peribatodes secundaria (Denis & Schiffermuller, 1775)
- Peribatodes subflavaria (Milliere, 1876)
- Peribatodes umbraria (Hubner, 1809)
- Perizoma affinitata (Stephens, 1831)
- Perizoma albulata (Denis & Schiffermuller, 1775)
- Perizoma alchemillata (Linnaeus, 1758)
- Perizoma bifaciata (Haworth, 1809)
- Perizoma blandiata (Denis & Schiffermuller, 1775)
- Perizoma flavofasciata (Thunberg, 1792)
- Perizoma hydrata (Treitschke, 1829)
- Perizoma incultaria (Herrich-Schaffer, 1848)
- Perizoma juracolaria (Wehrli, 1919)
- Perizoma lugdunaria (Herrich-Schaffer, 1855)
- Perizoma minorata (Treitschke, 1828)
- Perizoma obsoletata (Herrich-Schaffer, 1838)
- Petrophora binaevata (Mabille, 1869)
- Petrophora chlorosata (Scopoli, 1763)
- Petrophora convergata (de Villers, 1789)
- Petrophora narbonea (Linnaeus, 1767)
- Phaiogramma etruscaria (Zeller, 1849)
- Phaiogramma faustinata (Milliere, 1868)
- Phibalapteryx virgata (Hufnagel, 1767)
- Phigalia pilosaria (Denis & Schiffermuller, 1775)
- Philereme transversata (Hufnagel, 1767)
- Philereme vetulata (Denis & Schiffermuller, 1775)
- Plagodis dolabraria (Linnaeus, 1767)
- Plagodis pulveraria (Linnaeus, 1758)
- Plemyria rubiginata (Denis & Schiffermuller, 1775)
- Protorhoe corollaria (Herrich-Schaffer, 1848)
- Pseudopanthera macularia (Linnaeus, 1758)
- Pseudoterpna coronillaria (Hubner, 1817)
- Pseudoterpna corsicaria (Rambur, 1833)
- Pseudoterpna pruinata (Hufnagel, 1767)
- Psodos quadrifaria (Sulzer, 1776)
- Pterapherapteryx sexalata (Retzius, 1783)
- Pungeleria capreolaria (Denis & Schiffermuller, 1775)
- Rheumaptera hastata (Linnaeus, 1758)
- Rheumaptera subhastata (Nolcken, 1870)
- Rhodometra sacraria (Linnaeus, 1767)
- Rhodostrophia calabra (Petagna, 1786)
- Rhodostrophia vibicaria (Clerck, 1759)
- Rhoptria asperaria (Hubner, 1817)
- Sardocyrnia bastelicaria (Bellier, 1862)
- Schistostege decussata (Denis & Schiffermuller, 1775)
- Sciadia tenebraria (Esper, 1806)
- Scopula alba Hausmann, 1993
- Scopula asellaria (Herrich-Schaffer, 1847)
- Scopula confinaria (Herrich-Schaffer, 1847)
- Scopula emutaria (Hubner, 1809)
- Scopula floslactata (Haworth, 1809)
- Scopula imitaria (Hubner, 1799)
- Scopula immutata (Linnaeus, 1758)
- Scopula incanata (Linnaeus, 1758)
- Scopula marginepunctata (Goeze, 1781)
- Scopula minorata (Boisduval, 1833)
- Scopula rubellata (Gumppenberg, 1892)
- Scopula rufomixtaria (de Graslin, 1863)
- Scopula subpunctaria (Herrich-Schaffer, 1847)
- Scopula ternata Schrank, 1802
- Scopula caricaria (Reutti, 1853)
- Scopula corrivalaria (Kretschmar, 1862)
- Scopula decorata (Denis & Schiffermuller, 1775)
- Scopula honestata (Mabille, 1869)
- Scopula immorata (Linnaeus, 1758)
- Scopula nemoraria (Hubner, 1799)
- Scopula nigropunctata (Hufnagel, 1767)
- Scopula ornata (Scopoli, 1763)
- Scopula rubiginata (Hufnagel, 1767)
- Scopula submutata (Treitschke, 1828)
- Scopula tessellaria (Boisduval, 1840)
- Scopula turbidaria (Hubner, 1819)
- Scopula umbelaria (Hubner, 1813)
- Scopula virgulata (Denis & Schiffermuller, 1775)
- Scotopteryx alfacaria (Staudinger, 1859)
- Scotopteryx angularia (de Villers, 1789)
- Scotopteryx bipunctaria (Denis & Schiffermuller, 1775)
- Scotopteryx chenopodiata (Linnaeus, 1758)
- Scotopteryx coarctaria (Denis & Schiffermuller, 1775)
- Scotopteryx coelinaria (de Graslin, 1863)
- Scotopteryx luridata (Hufnagel, 1767)
- Scotopteryx moeniata (Scopoli, 1763)
- Scotopteryx mucronata (Scopoli, 1763)
- Scotopteryx obvallaria (Mabille, 1867)
- Scotopteryx octodurensis (Favre, 1903)
- Scotopteryx peribolata (Hubner, 1817)
- Scotopteryx proximaria (Rambur, 1833)
- Scotopteryx vicinaria (Duponchel, 1830)
- Selenia dentaria (Fabricius, 1775)
- Selenia lunularia (Hubner, 1788)
- Selenia tetralunaria (Hufnagel, 1767)
- Selidosema brunnearia (de Villers, 1789)
- Selidosema taeniolaria (Hubner, 1813)
- Siona lineata (Scopoli, 1763)
- Solitanea mariae (Stauder, 1921)
- Spargania luctuata (Denis & Schiffermuller, 1775)
- Stegania cararia (Hubner, 1790)
- Stegania trimaculata (de Villers, 1789)
- Synopsia sociaria (Hubner, 1799)
- Tephronia codetaria (Oberthur, 1881)
- Tephronia cyrnea (Schawerda, 1932)
- Tephronia oranaria Staudinger, 1892
- Tephronia sepiaria (Hufnagel, 1767)
- Thalera fimbrialis (Scopoli, 1763)
- Thera britannica (Turner, 1925)
- Thera cognata (Thunberg, 1792)
- Thera cupressata (Geyer, 1831)
- Thera juniperata (Linnaeus, 1758)
- Thera obeliscata (Hubner, 1787)
- Thera variata (Denis & Schiffermuller, 1775)
- Thera vetustata (Denis & Schiffermuller, 1775)
- Theria primaria (Haworth, 1809)
- Theria rupicapraria (Denis & Schiffermuller, 1775)
- Thetidia smaragdaria (Fabricius, 1787)
- Thetidia plusiaria Boisduval, 1840
- Timandra comae Schmidt, 1931
- Trichopteryx carpinata (Borkhausen, 1794)
- Trichopteryx polycommata (Denis & Schiffermuller, 1775)
- Triphosa dubitata (Linnaeus, 1758)
- Triphosa sabaudiata (Duponchel, 1830)
- Triphosa tauteli Leraut, 2008
- Venusia blomeri (Curtis, 1832)
- Venusia cambrica Curtis, 1839
- Xanthorhoe biriviata (Borkhausen, 1794)
- Xanthorhoe decoloraria (Esper, 1806)
- Xanthorhoe designata (Hufnagel, 1767)
- Xanthorhoe ferrugata (Clerck, 1759)
- Xanthorhoe fluctuata (Linnaeus, 1758)
- Xanthorhoe incursata (Hubner, 1813)
- Xanthorhoe montanata (Denis & Schiffermuller, 1775)
- Xanthorhoe oxybiata (Milliere, 1872)
- Xanthorhoe quadrifasiata (Clerck, 1759)
- Xanthorhoe spadicearia (Denis & Schiffermuller, 1775)
- Xenochlorodes olympiaria (Herrich-Schaffer, 1852)

### Glyphipterigidae
- Acrolepia autumnitella Curtis, 1838
- Acrolepiopsis assectella (Zeller, 1839)
- Acrolepiopsis marcidella (Curtis, 1850)
- Acrolepiopsis vesperella (Zeller, 1850)
- Digitivalva arnicella (Heyden, 1863)
- Digitivalva eglanteriella (Mann, 1855)
- Digitivalva perlepidella (Stainton, 1849)
- Digitivalva valeriella (Snellen, 1878)
- Digitivalva granitella (Treitschke, 1833)
- Digitivalva occidentella (Klimesch, 1956)
- Digitivalva pulicariae (Klimesch, 1956)
- Digitivalva solidaginis (Staudinger, 1859)
- Glyphipterix argyroguttella Ragonot, 1885
- Glyphipterix bergstraesserella (Fabricius, 1781)
- Glyphipterix equitella (Scopoli, 1763)
- Glyphipterix forsterella (Fabricius, 1781)
- Glyphipterix fuscoviridella (Haworth, 1828)
- Glyphipterix gianelliella Ragonot, 1885
- Glyphipterix haworthana (Stephens, 1834)
- Glyphipterix heptaglyphella Le Marchand, 1925
- Glyphipterix nicaeella Moschler, 1866
- Glyphipterix schoenicolella Boyd, 1859
- Glyphipterix simpliciella (Stephens, 1834)
- Glyphipterix thrasonella (Scopoli, 1763)
- Orthotelia sparganella (Thunberg, 1788)

### Gracillariidae
- Acrocercops brongniardella (Fabricius, 1798)
- Acrocercops cocciferellum (Chretien, 1910)
- Aspilapteryx limosella (Duponchel, 1843)
- Aspilapteryx tringipennella (Zeller, 1839)
- Callisto coffeella (Zetterstedt, 1839)
- Callisto denticulella (Thunberg, 1794)
- Callisto pfaffenzelleri (Frey, 1856)
- Caloptilia alchimiella (Scopoli, 1763)
- Caloptilia azaleella (Brants, 1913)
- Caloptilia betulicola (M. Hering, 1928)
- Caloptilia coruscans (Walsingham, 1907)
- Caloptilia cuculipennella (Hubner, 1796)
- Caloptilia elongella (Linnaeus, 1761)
- Caloptilia falconipennella (Hubner, 1813)
- Caloptilia fidella (Reutti, 1853)
- Caloptilia fribergensis (Fritzsche, 1871)
- Caloptilia hauderi (Rebel, 1906)
- Caloptilia hemidactylella (Denis & Schiffermuller, 1775)
- Caloptilia populetorum (Zeller, 1839)
- Caloptilia robustella Jackh, 1972
- Caloptilia roscipennella (Hubner, 1796)
- Caloptilia rufipennella (Hubner, 1796)
- Caloptilia semifascia (Haworth, 1828)
- Caloptilia stigmatella (Fabricius, 1781)
- Calybites phasianipennella (Hubner, 1813)
- Cameraria ohridella Deschka & Dimic, 1986
- Dialectica imperialella (Zeller, 1847)
- Dialectica scalariella (Zeller, 1850)
- Euspilapteryx auroguttella Stephens, 1835
- Gracillaria loriolella Frey, 1881
- Gracillaria syringella (Fabricius, 1794)
- Leucospilapteryx omissella (Stainton, 1848)
- Macarostola miniella (Felder & Rogenhofer, 1875)
- Metriochroa latifoliella (Milliere, 1886)
- Micrurapteryx kollariella (Zeller, 1839)
- Ornixola caudulatella (Zeller, 1839)
- Parectopa ononidis (Zeller, 1839)
- Parectopa robiniella Clemens, 1863
- Parornix alpicola (Wocke, 1877)
- Parornix ampliatella (Stainton, 1850)
- Parornix anglicella (Stainton, 1850)
- Parornix betulae (Stainton, 1854)
- Parornix carpinella (Frey, 1863)
- Parornix devoniella (Stainton, 1850)
- Parornix fagivora (Frey, 1861)
- Parornix finitimella (Zeller, 1850)
- Parornix petiolella (Frey, 1863)
- Parornix polygrammella (Wocke, 1862)
- Parornix scoticella (Stainton, 1850)
- Parornix torquillella (Zeller, 1850)
- Phyllocnistis labyrinthella (Bjerkander, 1790)
- Phyllocnistis saligna (Zeller, 1839)
- Phyllocnistis unipunctella (Stephens, 1834)
- Phyllocnistis xenia M. Hering, 1936
- Phyllonorycter abrasella (Duponchel, 1843)
- Phyllonorycter acaciella (Duponchel, 1843)
- Phyllonorycter acerifoliella (Zeller, 1839)
- Phyllonorycter agilella (Zeller, 1846)
- Phyllonorycter alnivorella (Ragonot, 1875)
- Phyllonorycter alpina (Frey, 1856)
- Phyllonorycter anceps Triberti, 2007
- Phyllonorycter apparella (Herrich-Schaffer, 1855)
- Phyllonorycter barbarella (Rebel, 1901)
- Phyllonorycter belotella (Staudinger, 1859)
- Phyllonorycter blancardella (Fabricius, 1781)
- Phyllonorycter cavella (Zeller, 1846)
- Phyllonorycter cephalariae (Lhomme, 1934)
- Phyllonorycter cerasicolella (Herrich-Schaffer, 1855)
- Phyllonorycter cerasinella (Reutti, 1852)
- Phyllonorycter cerisolella (Peyerimhoff, 1872)
- Phyllonorycter chrysella (Constant, 1885)
- Phyllonorycter cocciferella (Mendes, 1910)
- Phyllonorycter comparella (Duponchel, 1843)
- Phyllonorycter connexella (Zeller, 1846)
- Phyllonorycter coryli (Nicelli, 1851)
- Phyllonorycter corylifoliella (Hubner, 1796)
- Phyllonorycter delitella (Duponchel, 1843)
- Phyllonorycter distentella (Zeller, 1846)
- Phyllonorycter dubitella (Herrich-Schaffer, 1855)
- Phyllonorycter emberizaepenella (Bouche, 1834)
- Phyllonorycter endryella (Mann, 1855)
- Phyllonorycter esperella (Goeze, 1783)
- Phyllonorycter fraxinella (Zeller, 1846)
- Phyllonorycter froelichiella (Zeller, 1839)
- Phyllonorycter geniculella (Ragonot, 1874)
- Phyllonorycter haasi (Rebel, 1901)
- Phyllonorycter harrisella (Linnaeus, 1761)
- Phyllonorycter heegeriella (Zeller, 1846)
- Phyllonorycter helianthemella (Herrich-Schaffer, 1861)
- Phyllonorycter hilarella (Zetterstedt, 1839)
- Phyllonorycter ilicifoliella (Duponchel, 1843)
- Phyllonorycter insignitella (Zeller, 1846)
- Phyllonorycter joannisi (Le Marchand, 1936)
- Phyllonorycter junoniella (Zeller, 1846)
- Phyllonorycter klemannella (Fabricius, 1781)
- Phyllonorycter kuhlweiniella (Zeller, 1839)
- Phyllonorycter kusdasi Deschka, 1970
- Phyllonorycter lantanella (Schrank, 1802)
- Phyllonorycter lapadiella (Krone, 1909)
- Phyllonorycter lautella (Zeller, 1846)
- Phyllonorycter leucographella (Zeller, 1850)
- Phyllonorycter maestingella (Muller, 1764)
- Phyllonorycter mannii (Zeller, 1846)
- Phyllonorycter mespilella (Hubner, 1805)
- Phyllonorycter messaniella (Zeller, 1846)
- Phyllonorycter millierella (Staudinger, 1871)
- Phyllonorycter monspessulanella (Fuchs, 1897)
- Phyllonorycter muelleriella (Zeller, 1839)
- Phyllonorycter nicellii (Stainton, 1851)
- Phyllonorycter nigrescentella (Logan, 1851)
- Phyllonorycter oxyacanthae (Frey, 1856)
- Phyllonorycter parisiella (Wocke, 1848)
- Phyllonorycter parvifoliella (Ragonot, 1875)
- Phyllonorycter pastorella (Zeller, 1846)
- Phyllonorycter phyllocytisi (M. Hering, 1936)
- Phyllonorycter platani (Staudinger, 1870)
- Phyllonorycter populifoliella (Treitschke, 1833)
- Phyllonorycter pseudoplataniella (Ragonot, 1874)
- Phyllonorycter purgantella (Chretien, 1915)
- Phyllonorycter quercifoliella (Zeller, 1839)
- Phyllonorycter quinqueguttella (Stainton, 1851)
- Phyllonorycter rajella (Linnaeus, 1758)
- Phyllonorycter rebimbasi (Mendes, 1910)
- Phyllonorycter robiniella (Clemens, 1859)
- Phyllonorycter roboris (Zeller, 1839)
- Phyllonorycter sagitella (Bjerkander, 1790)
- Phyllonorycter salicicolella (Sircom, 1848)
- Phyllonorycter salictella (Zeller, 1846)
- Phyllonorycter scabiosella (Douglas, 1853)
- Phyllonorycter schreberella (Fabricius, 1781)
- Phyllonorycter scitulella (Duponchel, 1843)
- Phyllonorycter scopariella (Zeller, 1846)
- Phyllonorycter sorbi (Frey, 1855)
- Phyllonorycter spinicolella (Zeller, 1846)
- Phyllonorycter staintoniella (Nicelli, 1853)
- Phyllonorycter stettinensis (Nicelli, 1852)
- Phyllonorycter strigulatella (Lienig & Zeller, 1846)
- Phyllonorycter suaveolentis (Petry, 1904)
- Phyllonorycter suberifoliella (Zeller, 1850)
- Phyllonorycter sublautella (Stainton, 1869)
- Phyllonorycter tenerella (Joannis, 1915)
- Phyllonorycter trifasciella (Haworth, 1828)
- Phyllonorycter triflorella (Peyerimhoff, 1872)
- Phyllonorycter tristrigella (Haworth, 1828)
- Phyllonorycter ulicicolella (Stainton, 1851)
- Phyllonorycter ulmifoliella (Hubner, 1817)
- Phyllonorycter viminetorum (Stainton, 1854)
- Phyllonorycter vulturella (Deschka, 1968)
- Povolnya leucapennella (Stephens, 1835)
- Sauterina hofmanniella (Schleich, 1867)
- Spulerina simploniella (Fischer von Roslerstamm, 1840)

### Heliodinidae
- Heliodines roesella (Linnaeus, 1758)

### Heliozelidae
- Antispila metallella (Denis & Schiffermuller, 1775)
- Antispila treitschkiella (Fischer von Roslerstamm, 1843)
- Heliozela hammoniella Sorhagen, 1885
- Heliozela lithargyrellum (Zeller, 1850)
- Heliozela resplendella (Stainton, 1851)
- Heliozela sericiella (Haworth, 1828)
- Holocacista rivillei (Stainton, 1855)

### Hepialidae
- Gazoryctra ganna (Hubner, 1808)
- Hepialus humuli (Linnaeus, 1758)
- Pharmacis bertrandi (Le Cerf, 1936)
- Pharmacis carna (Denis & Schiffermuller, 1775)
- Pharmacis fusconebulosa (DeGeer, 1778)
- Pharmacis lupulina (Linnaeus, 1758)
- Pharmacis pyrenaicus (Donzel, 1838)
- Phymatopus hecta (Linnaeus, 1758)
- Triodia sylvina (Linnaeus, 1761)

### Heterogynidae
- Heterogynis canalensis Chapman, 1904
- Heterogynis penella (Hubner, 1819)
- Heterogynis pravieli Leraut, 2006
- Heterogynis valdeblorensis Leraut, 2006

### Incurvariidae
- Alloclemensia mesospilella (Herrich-Schaffer, 1854)
- Crinopteryx familiella Peyerimhoff, 1871
- Incurvaria koerneriella (Zeller, 1839)
- Incurvaria masculella (Denis & Schiffermuller, 1775)
- Incurvaria oehlmanniella (Hubner, 1796)
- Incurvaria pectinea Haworth, 1828
- Incurvaria ploessli Huemer, 1993
- Incurvaria praelatella (Denis & Schiffermuller, 1775)
- Paraclemensia cyanella (Zeller, 1850)
- Phylloporia bistrigella (Haworth, 1828)

### Lasiocampidae
- Cosmotriche lobulina (Denis & Schiffermuller, 1775)
- Dendrolimus pini (Linnaeus, 1758)
- Eriogaster arbusculae Freyer, 1849
- Eriogaster catax (Linnaeus, 1758)
- Eriogaster lanestris (Linnaeus, 1758)
- Eriogaster rimicola (Denis & Schiffermuller, 1775)
- Euthrix potatoria (Linnaeus, 1758)
- Gastropacha quercifolia (Linnaeus, 1758)
- Gastropacha populifolia (Denis & Schiffermuller, 1775)
- Lasiocampa quercus (Linnaeus, 1758)
- Lasiocampa trifolii (Denis & Schiffermuller, 1775)
- Macrothylacia rubi (Linnaeus, 1758)
- Malacosoma castrensis (Linnaeus, 1758)
- Malacosoma neustria (Linnaeus, 1758)
- Malacosoma alpicola Staudinger, 1870
- Malacosoma franconica (Denis & Schiffermuller, 1775)
- Odonestis pruni (Linnaeus, 1758)
- Pachypasa limosa (de Villiers, 1827)
- Phyllodesma suberifolia (Duponchel, 1842)
- Phyllodesma ilicifolia (Linnaeus, 1758)
- Phyllodesma kermesifolia (Lajonquiere, 1960)
- Phyllodesma tremulifolia (Hubner, 1810)
- Poecilocampa alpina (Frey & Wullschlegel, 1874)
- Poecilocampa populi (Linnaeus, 1758)
- Psilogaster loti (Ochsenheimer, 1810)
- Trichiura ilicis (Rambur, 1866)
- Trichiura castiliana Spuler, 1908
- Trichiura crataegi (Linnaeus, 1758)

### Lecithoceridae
- Eurodachtha canigella (Caradja, 1920)
- Eurodachtha pallicornella (Staudinger, 1859)
- Eurodachtha siculella (Wocke, 1889)
- Homaloxestis briantiella (Turati, 1879)
- Lecithocera anatolica Gozmany, 1978
- Lecithocera nigrana (Duponchel, 1836)
- Odites kollarella (O. G. Costa, 1832)

### Limacodidae
- Apoda limacodes (Hufnagel, 1766)
- Heterogenea asella (Denis & Schiffermuller, 1775)
- Hoyosia codeti (Oberthur, 1883)

### Lyonetiidae
- Leucoptera aceris (Fuchs, 1903)
- Leucoptera calycotomella Amsel, 1939
- Leucoptera coronillae (M. Hering, 1933)
- Leucoptera genistae (M. Hering, 1933)
- Leucoptera laburnella (Stainton, 1851)
- Leucoptera lotella (Stainton, 1859)
- Leucoptera lustratella (Herrich-Schaffer, 1855)
- Leucoptera malifoliella (O. Costa, 1836)
- Leucoptera onobrychidella Klimesch, 1937
- Leucoptera sinuella (Reutti, 1853)
- Leucoptera spartifoliella (Hubner, 1813)
- Leucoptera zanclaeella (Zeller, 1848)
- Lyonetia clerkella (Linnaeus, 1758)
- Lyonetia ledi Wocke, 1859
- Lyonetia prunifoliella (Hubner, 1796)
- Phyllobrostis daphneella Staudinger, 1859
- Phyllobrostis eremitella Joannis, 1912
- Phyllobrostis fregenella Hartig, 1941
- Phyllobrostis hartmanni Staudinger, 1867

### Lypusidae
- Amphisbatis incongruella (Stainton, 1849)
- Lypusa maurella (Denis & Schiffermuller, 1775)
- Pseudatemelia colurnella (Mann, 1867)
- Pseudatemelia filiella (Staudinger, 1859)
- Pseudatemelia flavifrontella (Denis & Schiffermuller, 1775)
- Pseudatemelia fuscifrontella (Constant, 1885)
- Pseudatemelia latipennella (Jackh, 1959)
- Pseudatemelia lavandulae (Mann, 1855)
- Pseudatemelia subgilvida (Walsingham, 1901)
- Pseudatemelia subochreella (Doubleday, 1859)
- Pseudatemelia synchrozella (Jackh, 1959)
- Pseudatemelia josephinae (Toll, 1956)
- Pseudatemelia langohri E. Palm, 1990

### Micropterigidae
- Micropterix aglaella (Duponchel, 1838)
- Micropterix allionella (Fabricius, 1794)
- Micropterix aruncella (Scopoli, 1763)
- Micropterix aureatella (Scopoli, 1763)
- Micropterix aureoviridella (Hofner, 1898)
- Micropterix calthella (Linnaeus, 1761)
- Micropterix huemeri M. A. Kurz, M. E. Kurz & Zeller-Lukashort, 2003
- Micropterix mansuetella Zeller, 1844
- Micropterix osthelderi Heath, 1975
- Micropterix paykullella (Fabricius, 1794)
- Micropterix rothenbachii Frey, 1856
- Micropterix schaefferi Heath, 1975
- Micropterix sicanella Zeller, 1847
- Micropterix trifasciella Heath, 1965
- Micropterix tunbergella (Fabricius, 1787)

### Millieridae
- Millieria dolosalis (Heydenreich, 1851)

### Momphidae
- Mompha langiella (Hubner, 1796)
- Mompha idaei (Zeller, 1839)
- Mompha miscella (Denis & Schiffermuller, 1775)
- Mompha bradleyi Riedl, 1965
- Mompha conturbatella (Hubner, 1819)
- Mompha divisella Herrich-Schaffer, 1854
- Mompha epilobiella (Denis & Schiffermuller, 1775)
- Mompha jurassicella (Frey, 1881)
- Mompha lacteella (Stephens, 1834)
- Mompha ochraceella (Curtis, 1839)
- Mompha propinquella (Stainton, 1851)
- Mompha sturnipennella (Treitschke, 1833)
- Mompha subbistrigella (Haworth, 1828)
- Mompha locupletella (Denis & Schiffermuller, 1775)
- Mompha raschkiella (Zeller, 1839)
- Mompha terminella (Humphreys & Westwood, 1845)
- Urodeta hibernella (Staudinger, 1859)

### Nepticulidae
- Acalyptris minimella (Rebel, 1924)
- Acalyptris platani (Muller-Rutz, 1934)
- Bohemannia auriciliella (Joannis, 1908)
- Bohemannia pulverosella (Stainton, 1849)
- Bohemannia quadrimaculella (Boheman, 1853)
- Ectoedemia agrimoniae (Frey, 1858)
- Ectoedemia albifasciella (Heinemann, 1871)
- Ectoedemia algeriensis van Nieukerken, 1985
- Ectoedemia andalusiae van Nieukerken, 1985
- Ectoedemia angulifasciella (Stainton, 1849)
- Ectoedemia arcuatella (Herrich-Schaffer, 1855)
- Ectoedemia argyropeza (Zeller, 1839)
- Ectoedemia atricollis (Stainton, 1857)
- Ectoedemia caradjai (Groschke, 1944)
- Ectoedemia erythrogenella (Joannis, 1908)
- Ectoedemia hannoverella (Glitz, 1872)
- Ectoedemia haraldi (Soffner, 1942)
- Ectoedemia hendrikseni A.Lastuvka, Z. Lastuvka & van Nieukerken, 2010
- Ectoedemia heringella (Mariani, 1939)
- Ectoedemia heringi (Toll, 1934)
- Ectoedemia hexapetalae (Szocs, 1957)
- Ectoedemia ilicis (Mendes, 1910)
- Ectoedemia intimella (Zeller, 1848)
- Ectoedemia mahalebella (Klimesch, 1936)
- Ectoedemia minimella (Zetterstedt, 1839)
- Ectoedemia occultella (Linnaeus, 1767)
- Ectoedemia pubescivora (Weber, 1937)
- Ectoedemia quinquella (Bedell, 1848)
- Ectoedemia rubivora (Wocke, 1860)
- Ectoedemia rufifrontella (Caradja, 1920)
- Ectoedemia spinosella (Joannis, 1908)
- Ectoedemia subbimaculella (Haworth, 1828)
- Ectoedemia suberis (Stainton, 1869)
- Ectoedemia turbidella (Zeller, 1848)
- Ectoedemia decentella (Herrich-Schaffer, 1855)
- Ectoedemia louisella (Sircom, 1849)
- Ectoedemia obtusa (Puplesis & Diskus, 1996)
- Ectoedemia sericopeza (Zeller, 1839)
- Ectoedemia euphorbiella (Stainton, 1869)
- Ectoedemia septembrella (Stainton, 1849)
- Ectoedemia weaveri (Stainton, 1855)
- Ectoedemia amani Svensson, 1966
- Ectoedemia atrifrontella (Stainton, 1851)
- Ectoedemia hispanica van Nieukerken, 1985
- Ectoedemia liebwerdella Zimmermann, 1940
- Ectoedemia liguricella Klimesch, 1953
- Ectoedemia longicaudella Klimesch, 1953
- Enteucha acetosae (Stainton, 1854)
- Parafomoria cistivora (Peyerimhoff, 1871)
- Parafomoria fumanae A. & Z. Lastuvka, 2005
- Parafomoria halimivora van Nieukerken, 1985
- Parafomoria helianthemella (Herrich-Schaffer, 1860)
- Parafomoria liguricella (Klimesch, 1946)
- Parafomoria pseudocistivora van Nieukerken, 1983
- Simplimorpha promissa (Staudinger, 1871)
- Stigmella aceris (Frey, 1857)
- Stigmella aeneofasciella (Herrich-Schaffer, 1855)
- Stigmella alaternella (Le Marchand, 1937)
- Stigmella alnetella (Stainton, 1856)
- Stigmella anomalella (Goeze, 1783)
- Stigmella assimilella (Zeller, 1848)
- Stigmella atricapitella (Haworth, 1828)
- Stigmella aurella (Fabricius, 1775)
- Stigmella auromarginella (Richardson, 1890)
- Stigmella basiguttella (Heinemann, 1862)
- Stigmella betulicola (Stainton, 1856)
- Stigmella carpinella (Heinemann, 1862)
- Stigmella catharticella (Stainton, 1853)
- Stigmella centifoliella (Zeller, 1848)
- Stigmella confusella (Wood & Walsingham, 1894)
- Stigmella continuella (Stainton, 1856)
- Stigmella crataegella (Klimesch, 1936)
- Stigmella desperatella (Frey, 1856)
- Stigmella diniensis (Klimesch, 1975)
- Stigmella dorsiguttella (Johansson, 1971)
- Stigmella dryadella (O. Hofmann, 1868)
- Stigmella eberhardi (Johansson, 1971)
- Stigmella floslactella (Haworth, 1828)
- Stigmella freyella (Heyden, 1858)
- Stigmella glutinosae (Stainton, 1858)
- Stigmella hemargyrella (Kollar, 1832)
- Stigmella hybnerella (Hubner, 1796)
- Stigmella ilicifoliella (Mendes, 1918)
- Stigmella incognitella (Herrich-Schaffer, 1855)
- Stigmella lapponica (Wocke, 1862)
- Stigmella lemniscella (Zeller, 1839)
- Stigmella lonicerarum (Frey, 1856)
- Stigmella luteella (Stainton, 1857)
- Stigmella magdalenae (Klimesch, 1950)
- Stigmella malella (Stainton, 1854)
- Stigmella mespilicola (Frey, 1856)
- Stigmella microtheriella (Stainton, 1854)
- Stigmella minusculella (Herrich-Schaffer, 1855)
- Stigmella myrtillella (Stainton, 1857)
- Stigmella nylandriella (Tengstrom, 1848)
- Stigmella obliquella (Heinemann, 1862)
- Stigmella oxyacanthella (Stainton, 1854)
- Stigmella paradoxa (Frey, 1858)
- Stigmella perpygmaeella (Doubleday, 1859)
- Stigmella plagicolella (Stainton, 1854)
- Stigmella prunetorum (Stainton, 1855)
- Stigmella pyri (Glitz, 1865)
- Stigmella regiella (Herrich-Schaffer, 1855)
- Stigmella rhamnella (Herrich-Schaffer, 1860)
- Stigmella roborella (Johansson, 1971)
- Stigmella rolandi van Nieukerken, 1990
- Stigmella ruficapitella (Haworth, 1828)
- Stigmella sakhalinella Puplesis, 1984
- Stigmella salicis (Stainton, 1854)
- Stigmella samiatella (Zeller, 1839)
- Stigmella sorbi (Stainton, 1861)
- Stigmella speciosa (Frey, 1858)
- Stigmella splendidissimella (Herrich-Schaffer, 1855)
- Stigmella stelviana (Weber, 1938)
- Stigmella suberivora (Stainton, 1869)
- Stigmella svenssoni (Johansson, 1971)
- Stigmella thuringiaca (Petry, 1904)
- Stigmella tiliae (Frey, 1856)
- Stigmella tityrella (Stainton, 1854)
- Stigmella tormentillella (Herrich-Schaffer, 1860)
- Stigmella trimaculella (Haworth, 1828)
- Stigmella ulmivora (Fologne, 1860)
- Stigmella vimineticola (Frey, 1856)
- Stigmella viscerella (Stainton, 1853)
- Stigmella zangherii (Klimesch, 1951)
- Trifurcula alypella Klimesch, 1975
- Trifurcula bleonella (Chretien, 1904)
- Trifurcula bupleurella (Chretien, 1907)
- Trifurcula headleyella (Stainton, 1854)
- Trifurcula lavandulae Z. & A. Lastuvka, 2007
- Trifurcula magna A. & Z. Lastuvka, 1997
- Trifurcula melanoptera van Nieukerken & Puplesis, 1991
- Trifurcula rosmarinella (Chretien, 1914)
- Trifurcula saturejae (Parenti, 1963)
- Trifurcula stoechadella Klimesch, 1975
- Trifurcula teucriella (Chretien, 1914)
- Trifurcula thymi (Szocs, 1965)
- Trifurcula cryptella (Stainton, 1856)
- Trifurcula eurema (Tutt, 1899)
- Trifurcula ortneri (Klimesch, 1951)
- Trifurcula aurella Rebel, 1933
- Trifurcula calycotomella A. & Z. Lastuvka, 1997
- Trifurcula coronillae van Nieukerken, 1990
- Trifurcula immundella (Zeller, 1839)
- Trifurcula josefklimeschi van Nieukerken, 1990
- Trifurcula luteola van Nieukerken, 1990
- Trifurcula orientella Klimesch, 1953
- Trifurcula pallidella (Duponchel, 1843)
- Trifurcula serotinella Herrich-Schaffer, 1855
- Trifurcula silviae van Nieukerken, 1990
- Trifurcula squamatella Stainton, 1849
- Trifurcula subnitidella (Duponchel, 1843)

### Noctuidae
- Abrostola agnorista Dufay, 1956
- Abrostola asclepiadis (Denis & Schiffermuller, 1775)
- Abrostola tripartita (Hufnagel, 1766)
- Abrostola triplasia (Linnaeus, 1758)
- Acontia lucida (Hufnagel, 1766)
- Acontia trabealis (Scopoli, 1763)
- Acontia viridisquama Guenee, 1852
- Acosmetia caliginosa (Hubner, 1813)
- Acronicta aceris (Linnaeus, 1758)
- Acronicta leporina (Linnaeus, 1758)
- Acronicta strigosa (Denis & Schiffermuller, 1775)
- Acronicta alni (Linnaeus, 1767)
- Acronicta cuspis (Hubner, 1813)
- Acronicta psi (Linnaeus, 1758)
- Acronicta tridens (Denis & Schiffermuller, 1775)
- Acronicta auricoma (Denis & Schiffermuller, 1775)
- Acronicta euphorbiae (Denis & Schiffermuller, 1775)
- Acronicta menyanthidis (Esper, 1789)
- Acronicta rumicis (Linnaeus, 1758)
- Actebia praecox (Linnaeus, 1758)
- Actebia fugax (Treitschke, 1825)
- Actinotia polyodon (Clerck, 1759)
- Actinotia radiosa (Esper, 1804)
- Aedia funesta (Esper, 1786)
- Aedia leucomelas (Linnaeus, 1758)
- Agrochola lychnidis (Denis & Schiffermuller, 1775)
- Agrochola helvola (Linnaeus, 1758)
- Agrochola humilis (Denis & Schiffermuller, 1775)
- Agrochola litura (Linnaeus, 1758)
- Agrochola meridionalis (Staudinger, 1871)
- Agrochola nitida (Denis & Schiffermuller, 1775)
- Agrochola pistacinoides (d'Aubuisson, 1867)
- Agrochola haematidea (Duponchel, 1827)
- Agrochola blidaensis (Stertz, 1915)
- Agrochola lota (Clerck, 1759)
- Agrochola macilenta (Hubner, 1809)
- Agrochola laevis (Hubner, 1803)
- Agrochola circellaris (Hufnagel, 1766)
- Agrotis alexandriensis Baker, 1894
- Agrotis bigramma (Esper, 1790)
- Agrotis catalaunensis (Milliere, 1873)
- Agrotis chretieni (Dumont, 1903)
- Agrotis cinerea (Denis & Schiffermuller, 1775)
- Agrotis clavis (Hufnagel, 1766)
- Agrotis endogaea Boisduval, 1834
- Agrotis exclamationis (Linnaeus, 1758)
- Agrotis fatidica (Hubner, 1824)
- Agrotis graslini Rambur, 1848
- Agrotis ipsilon (Hufnagel, 1766)
- Agrotis obesa Boisduval, 1829
- Agrotis puta (Hubner, 1803)
- Agrotis ripae Hubner, 1823
- Agrotis schawerdai Bytinski-Salz, 1937
- Agrotis segetum (Denis & Schiffermuller, 1775)
- Agrotis simplonia (Geyer, 1832)
- Agrotis spinifera (Hubner, 1808)
- Agrotis trux (Hubner, 1824)
- Agrotis turatii Standfuss, 1888
- Agrotis vestigialis (Hufnagel, 1766)
- Allophyes corsica (Spuler, 1905)
- Allophyes oxyacanthae (Linnaeus, 1758)
- Alvaradoia disjecta (Rothschild, 1920)
- Alvaradoia numerica (Boisduval, 1840)
- Amephana anarrhini (Duponchel, 1840)
- Amephana aurita (Fabricius, 1787)
- Ammoconia caecimacula (Denis & Schiffermuller, 1775)
- Ammoconia senex (Geyer, 1828)
- Ammopolia witzenmanni (Standfuss, 1890)
- Amphipoea fucosa (Freyer, 1830)
- Amphipoea lucens (Freyer, 1845)
- Amphipoea oculea (Linnaeus, 1761)
- Amphipyra berbera Rungs, 1949
- Amphipyra effusa Boisduval, 1828
- Amphipyra livida (Denis & Schiffermuller, 1775)
- Amphipyra perflua (Fabricius, 1787)
- Amphipyra pyramidea (Linnaeus, 1758)
- Amphipyra tetra (Fabricius, 1787)
- Amphipyra tragopoginis (Clerck, 1759)
- Amphipyra cinnamomea (Goeze, 1781)
- Anaplectoides prasina (Denis & Schiffermuller, 1775)
- Anarta myrtilli (Linnaeus, 1761)
- Anarta odontites (Boisduval, 1829)
- Anarta pugnax (Hubner, 1824)
- Anarta sodae (Rambur, 1829)
- Anarta stigmosa (Christoph, 1887)
- Anarta trifolii (Hufnagel, 1766)
- Anorthoa munda (Denis & Schiffermuller, 1775)
- Anthracia ephialtes (Hubner, 1822)
- Antitype chi (Linnaeus, 1758)
- Antitype suda (Geyer, 1832)
- Apamea alpigena (Boisduval, 1837)
- Apamea anceps (Denis & Schiffermuller, 1775)
- Apamea aquila Donzel, 1837
- Apamea crenata (Hufnagel, 1766)
- Apamea epomidion (Haworth, 1809)
- Apamea furva (Denis & Schiffermuller, 1775)
- Apamea illyria Freyer, 1846
- Apamea lateritia (Hufnagel, 1766)
- Apamea lithoxylaea (Denis & Schiffermuller, 1775)
- Apamea maillardi (Geyer, 1834)
- Apamea monoglypha (Hufnagel, 1766)
- Apamea oblonga (Haworth, 1809)
- Apamea platinea (Treitschke, 1825)
- Apamea remissa (Hubner, 1809)
- Apamea rubrirena (Treitschke, 1825)
- Apamea scolopacina (Esper, 1788)
- Apamea sordens (Hufnagel, 1766)
- Apamea sublustris (Esper, 1788)
- Apamea syriaca (Osthelder, 1933)
- Apamea unanimis (Hubner, 1813)
- Apamea zeta (Treitschke, 1825)
- Aporophyla australis (Boisduval, 1829)
- Aporophyla canescens (Duponchel, 1826)
- Aporophyla lueneburgensis (Freyer, 1848)
- Aporophyla nigra (Haworth, 1809)
- Apterogenum ypsillon (Denis & Schiffermuller, 1775)
- Archanara dissoluta (Treitschke, 1825)
- Archanara neurica (Hubner, 1808)
- Arenostola phragmitidis (Hubner, 1803)
- Asteroscopus sphinx (Hufnagel, 1766)
- Atethmia centrago (Haworth, 1809)
- Athetis gluteosa (Treitschke, 1835)
- Athetis pallustris (Hubner, 1808)
- Athetis hospes (Freyer, 1831)
- Athetis lepigone (Moschler, 1860)
- Atypha pulmonaris (Esper, 1790)
- Auchmis detersa (Esper, 1787)
- Autographa aemula (Denis & Schiffermuller, 1775)
- Autographa bractea (Denis & Schiffermuller, 1775)
- Autographa gamma (Linnaeus, 1758)
- Autographa jota (Linnaeus, 1758)
- Autographa pulchrina (Haworth, 1809)
- Axylia putris (Linnaeus, 1761)
- Brachionycha nubeculosa (Esper, 1785)
- Brachylomia viminalis (Fabricius, 1776)
- Brithys crini (Fabricius, 1775)
- Bryonycta pineti (Staudinger, 1859)
- Bryophila galathea Milliere, 1875
- Bryophila raptricula (Denis & Schiffermuller, 1775)
- Bryophila ravula (Hubner, 1813)
- Bryophila vandalusiae Duponchel, 1842
- Bryophila domestica (Hufnagel, 1766)
- Bryophila petrea Guenee, 1852
- Calamia tridens (Hufnagel, 1766)
- Calliergis ramosa (Esper, 1786)
- Callopistria juventina (Stoll, 1782)
- Callopistria latreillei (Duponchel, 1827)
- Calophasia almoravida Graslin, 1863
- Calophasia lunula (Hufnagel, 1766)
- Calophasia opalina (Esper, 1793)
- Calophasia platyptera (Esper, 1788)
- Caradrina germainii (Duponchel, 1835)
- Caradrina morpheus (Hufnagel, 1766)
- Caradrina gilva (Donzel, 1837)
- Caradrina ingrata Staudinger, 1897
- Caradrina clavipalpis Scopoli, 1763
- Caradrina flavirena Guenee, 1852
- Caradrina fuscicornis Rambur, 1832
- Caradrina noctivaga Bellier, 1863
- Caradrina selini Boisduval, 1840
- Caradrina aspersa Rambur, 1834
- Caradrina kadenii Freyer, 1836
- Caradrina montana Bremer, 1861
- Caradrina proxima Rambur, 1837
- Caradrina terrea Freyer, 1840
- Cardepia sociabilis (de Graslin, 1850)
- Celaena haworthii (Curtis, 1829)
- Ceramica pisi (Linnaeus, 1758)
- Cerapteryx graminis (Linnaeus, 1758)
- Cerastis faceta (Treitschke, 1835)
- Cerastis leucographa (Denis & Schiffermuller, 1775)
- Cerastis rubricosa (Denis & Schiffermuller, 1775)
- Charanyca trigrammica (Hufnagel, 1766)
- Charanyca ferruginea (Esper, 1785)
- Chersotis alpestris (Boisduval, 1837)
- Chersotis anatolica (Draudt, 1936)
- Chersotis andereggii (Boisduval, 1832)
- Chersotis cuprea (Denis & Schiffermuller, 1775)
- Chersotis cyrnea (Spuler, 1908)
- Chersotis elegans (Eversmann, 1837)
- Chersotis fimbriola (Esper, 1803)
- Chersotis larixia (Guenee, 1852)
- Chersotis margaritacea (Villers, 1789)
- Chersotis multangula (Hubner, 1803)
- Chersotis ocellina (Denis & Schiffermuller, 1775)
- Chersotis oreina Dufay, 1984
- Chersotis rectangula (Denis & Schiffermuller, 1775)
- Chilodes maritima (Tauscher, 1806)
- Chloantha hyperici (Denis & Schiffermuller, 1775)
- Chrysodeixis acuta (Walker, 1858)
- Chrysodeixis chalcites (Esper, 1789)
- Clemathada calberlai (Staudinger, 1883)
- Cleoceris scoriacea (Esper, 1789)
- Cleonymia baetica (Rambur, 1837)
- Cleonymia yvanii (Duponchel, 1833)
- Coenobia rufa (Haworth, 1809)
- Coenophila subrosea (Stephens, 1829)
- Colocasia coryli (Linnaeus, 1758)
- Conisania renati (Oberthur, 1890)
- Conisania luteago (Denis & Schiffermuller, 1775)
- Conistra alicia Lajonquiere, 1939
- Conistra daubei (Duponchel, 1838)
- Conistra gallica (Lederer, 1857)
- Conistra intricata (Boisduval, 1829)
- Conistra ligula (Esper, 1791)
- Conistra rubiginosa (Scopoli, 1763)
- Conistra vaccinii (Linnaeus, 1761)
- Conistra veronicae (Hubner, 1813)
- Conistra erythrocephala (Denis & Schiffermuller, 1775)
- Conistra rubiginea (Denis & Schiffermuller, 1775)
- Conistra staudingeri (Graslin, 1863)
- Conistra torrida (Lederer, 1857)
- Coranarta cordigera (Thunberg, 1788)
- Cosmia trapezina (Linnaeus, 1758)
- Cosmia diffinis (Linnaeus, 1767)
- Cosmia pyralina (Denis & Schiffermuller, 1775)
- Cosmia affinis (Linnaeus, 1767)
- Craniophora ligustri (Denis & Schiffermuller, 1775)
- Craniophora pontica (Staudinger, 1878)
- Cryphia simulatricula (Guenee, 1852)
- Cryphia algae (Fabricius, 1775)
- Cryphia ochsi (Boursin, 1940)
- Cryphia pallida (Baker, 1894)
- Crypsedra gemmea (Treitschke, 1825)
- Ctenoplusia accentifera (Lefebvre, 1827)
- Cucullia absinthii (Linnaeus, 1761)
- Cucullia argentea (Hufnagel, 1766)
- Cucullia artemisiae (Hufnagel, 1766)
- Cucullia asteris (Denis & Schiffermuller, 1775)
- Cucullia calendulae Treitschke, 1835
- Cucullia cemenelensis Boursin, 1923
- Cucullia chamomillae (Denis & Schiffermuller, 1775)
- Cucullia cineracea Freyer, 1841
- Cucullia dracunculi (Hubner, 1813)
- Cucullia formosa Rogenhofer, 1860
- Cucullia gnaphalii (Hubner, 1813)
- Cucullia lactucae (Denis & Schiffermuller, 1775)
- Cucullia lucifuga (Denis & Schiffermuller, 1775)
- Cucullia santolinae Rambur, 1834
- Cucullia santonici (Hubner, 1813)
- Cucullia tanaceti (Denis & Schiffermuller, 1775)
- Cucullia umbratica (Linnaeus, 1758)
- Cucullia xeranthemi Boisduval, 1840
- Cucullia caninae Rambur, 1833
- Cucullia lanceolata (Villers, 1789)
- Cucullia lychnitis Rambur, 1833
- Cucullia prenanthis Boisduval, 1840
- Cucullia reisseri Boursin, 1933
- Cucullia scrophulariae (Denis & Schiffermuller, 1775)
- Cucullia scrophulariphaga Rambur, 1833
- Cucullia scrophulariphila Staudinger, 1859
- Cucullia verbasci (Linnaeus, 1758)
- Dasypolia ferdinandi Ruhl, 1892
- Dasypolia templi (Thunberg, 1792)
- Deltote bankiana (Fabricius, 1775)
- Deltote deceptoria (Scopoli, 1763)
- Deltote uncula (Clerck, 1759)
- Deltote pygarga (Hufnagel, 1766)
- Denticucullus pygmina (Haworth, 1809)
- Diachrysia chrysitis (Linnaeus, 1758)
- Diachrysia chryson (Esper, 1789)
- Diachrysia nadeja (Oberthur, 1880)
- Diachrysia stenochrysis (Warren, 1913)
- Diarsia brunnea (Denis & Schiffermuller, 1775)
- Diarsia dahlii (Hubner, 1813)
- Diarsia florida (F. Schmidt, 1859)
- Diarsia guadarramensis (Boursin, 1928)
- Diarsia mendica (Fabricius, 1775)
- Diarsia rubi (Vieweg, 1790)
- Dichagyris flammatra (Denis & Schiffermuller, 1775)
- Dichagyris musiva (Hubner, 1803)
- Dichagyris candelisequa (Denis & Schiffermuller, 1775)
- Dichagyris celsicola (Bellier, 1859)
- Dichagyris constanti (Milliere, 1860)
- Dichagyris forcipula (Denis & Schiffermuller, 1775)
- Dichagyris nigrescens (Hofner, 1888)
- Dichagyris renigera (Hubner, 1808)
- Dichagyris signifera (Denis & Schiffermuller, 1775)
- Dichagyris vallesiaca (Boisduval, 1837)
- Dichonia aeruginea (Hubner, 1808)
- Dichonia convergens (Denis & Schiffermuller, 1775)
- Dicycla oo (Linnaeus, 1758)
- Diloba caeruleocephala (Linnaeus, 1758)
- Dryobota labecula (Esper, 1788)
- Dryobotodes tenebrosa (Esper, 1789)
- Dryobotodes carbonis Wagner, 1931
- Dryobotodes eremita (Fabricius, 1775)
- Dryobotodes monochroma (Esper, 1790)
- Dryobotodes roboris (Geyer, 1835)
- Dypterygia scabriuscula (Linnaeus, 1758)
- Egira conspicillaris (Linnaeus, 1758)
- Elaphria venustula (Hubner, 1790)
- Enargia paleacea (Esper, 1788)
- Enterpia laudeti (Boisduval, 1840)
- Epilecta linogrisea (Denis & Schiffermuller, 1775)
- Epimecia ustula (Freyer, 1835)
- Episema glaucina (Esper, 1789)
- Episema grueneri Boisduval, 1837
- Eremobia ochroleuca (Denis & Schiffermuller, 1775)
- Eremohadena chenopodiphaga (Rambur, 1832)
- Eremohadena halimi (Milliere, 1877)
- Eucarta amethystina (Hubner, 1803)
- Euchalcia bellieri (Kirby, 1900)
- Euchalcia modestoides Poole, 1989
- Euchalcia variabilis (Piller, 1783)
- Eucoptocnemis optabilis (Boisduval, 1834)
- Eugnorisma glareosa (Esper, 1788)
- Eugnorisma depuncta (Linnaeus, 1761)
- Eugraphe sigma (Denis & Schiffermuller, 1775)
- Euplexia lucipara (Linnaeus, 1758)
- Eupsilia transversa (Hufnagel, 1766)
- Eurois occulta (Linnaeus, 1758)
- Euxoa lidia (Stoll, 1782)
- Euxoa aquilina (Denis & Schiffermuller, 1775)
- Euxoa birivia (Denis & Schiffermuller, 1775)
- Euxoa conspicua (Hubner, 1824)
- Euxoa cos (Hubner, 1824)
- Euxoa culminicola (Staudinger, 1870)
- Euxoa cursoria (Hufnagel, 1766)
- Euxoa decora (Denis & Schiffermuller, 1775)
- Euxoa distinguenda (Lederer, 1857)
- Euxoa eruta (Hubner, 1817)
- Euxoa hastifera (Donzel, 1847)
- Euxoa nigricans (Linnaeus, 1761)
- Euxoa nigrofusca (Esper, 1788)
- Euxoa obelisca (Denis & Schiffermuller, 1775)
- Euxoa recussa (Hubner, 1817)
- Euxoa temera (Hubner, 1808)
- Euxoa tritici (Linnaeus, 1761)
- Euxoa vitta (Esper, 1789)
- Euxoa haverkampfi (Standfuss, 1893)
- Evisa schawerdae Reisser, 1930
- Globia algae (Esper, 1789)
- Globia sparganii (Esper, 1790)
- Gortyna borelii Pierret, 1837
- Gortyna flavago (Denis & Schiffermuller, 1775)
- Gortyna xanthenes Germar, 1842
- Graphiphora augur (Fabricius, 1775)
- Griposia aprilina (Linnaeus, 1758)
- Hada plebeja (Linnaeus, 1761)
- Hadena irregularis (Hufnagel, 1766)
- Hadena perplexa (Denis & Schiffermuller, 1775)
- Hadena ruetimeyeri Boursin, 1951
- Hadena sancta (Staudinger, 1859)
- Hadena silenes (Hubner, 1822)
- Hadena adriana (Schawerda, 1921)
- Hadena albimacula (Borkhausen, 1792)
- Hadena bicruris (Hufnagel, 1766)
- Hadena caesia (Denis & Schiffermuller, 1775)
- Hadena clara (Staudinger, 1901)
- Hadena compta (Denis & Schiffermuller, 1775)
- Hadena confusa (Hufnagel, 1766)
- Hadena consparcatoides (Schawerda, 1928)
- Hadena filograna (Esper, 1788)
- Hadena luteocincta (Rambur, 1834)
- Hadena magnolii (Boisduval, 1829)
- Hadena tephroleuca (Boisduval, 1833)
- Haemerosia renalis (Hubner, 1813)
- Hecatera bicolorata (Hufnagel, 1766)
- Hecatera cappa (Hubner, 1809)
- Hecatera corsica (Rambur, 1832)
- Hecatera dysodea (Denis & Schiffermuller, 1775)
- Helicoverpa armigera (Hubner, 1808)
- Heliothis maritima Graslin, 1855
- Heliothis nubigera Herrich-Schaffer, 1851
- Heliothis ononis (Denis & Schiffermuller, 1775)
- Heliothis peltigera (Denis & Schiffermuller, 1775)
- Heliothis viriplaca (Hufnagel, 1766)
- Helotropha leucostigma (Hubner, 1808)
- Heterophysa dumetorum (Geyer, 1834)
- Hoplodrina ambigua (Denis & Schiffermuller, 1775)
- Hoplodrina blanda (Denis & Schiffermuller, 1775)
- Hoplodrina hesperica Dufay & Boursin, 1960
- Hoplodrina octogenaria (Goeze, 1781)
- Hoplodrina respersa (Denis & Schiffermuller, 1775)
- Hoplodrina superstes (Ochsenheimer, 1816)
- Hydraecia micacea (Esper, 1789)
- Hydraecia osseola Staudinger, 1882
- Hydraecia petasitis Doubleday, 1847
- Hyppa rectilinea (Esper, 1788)
- Ipimorpha retusa (Linnaeus, 1761)
- Ipimorpha subtusa (Denis & Schiffermuller, 1775)
- Jodia croceago (Denis & Schiffermuller, 1775)
- Lacanobia contigua (Denis & Schiffermuller, 1775)
- Lacanobia suasa (Denis & Schiffermuller, 1775)
- Lacanobia thalassina (Hufnagel, 1766)
- Lacanobia aliena (Hubner, 1809)
- Lacanobia blenna (Hubner, 1824)
- Lacanobia oleracea (Linnaeus, 1758)
- Lacanobia splendens (Hubner, 1808)
- Lacanobia w-latinum (Hufnagel, 1766)
- Lamprosticta culta (Denis & Schiffermuller, 1775)
- Lamprotes c-aureum (Knoch, 1781)
- Lasionycta imbecilla (Fabricius, 1794)
- Lasionycta proxima (Hubner, 1809)
- Lateroligia ophiogramma (Esper, 1794)
- Lenisa geminipuncta (Haworth, 1809)
- Leucania loreyi (Duponchel, 1827)
- Leucania comma (Linnaeus, 1761)
- Leucania joannisi Boursin & Rungs, 1952
- Leucania obsoleta (Hubner, 1803)
- Leucania punctosa (Treitschke, 1825)
- Leucania putrescens (Hubner, 1824)
- Leucania zeae (Duponchel, 1827)
- Leucochlaena oditis (Hubner, 1822)
- Lithophane consocia (Borkhausen, 1792)
- Lithophane furcifera (Hufnagel, 1766)
- Lithophane lamda (Fabricius, 1787)
- Lithophane merckii (Rambur, 1832)
- Lithophane ornitopus (Hufnagel, 1766)
- Lithophane semibrunnea (Haworth, 1809)
- Lithophane socia (Hufnagel, 1766)
- Lithophane leautieri (Boisduval, 1829)
- Litoligia literosa (Haworth, 1809)
- Longalatedes elymi (Treitschke, 1825)
- Lophoterges millierei (Staudinger, 1871)
- Luperina dumerilii (Duponchel, 1826)
- Luperina rubella (Duponchel, 1835)
- Luperina testacea (Denis & Schiffermuller, 1775)
- Lycophotia erythrina (Herrich-Schaffer, 1852)
- Lycophotia molothina (Esper, 1789)
- Lycophotia porphyrea (Denis & Schiffermuller, 1775)
- Macdunnoughia confusa (Stephens, 1850)
- Mamestra brassicae (Linnaeus, 1758)
- Meganephria bimaculosa (Linnaeus, 1767)
- Melanchra persicariae (Linnaeus, 1761)
- Mesapamea remmi Rezbanyai-Reser, 1985
- Mesapamea secalella Remm, 1983
- Mesapamea secalis (Linnaeus, 1758)
- Mesogona acetosellae (Denis & Schiffermuller, 1775)
- Mesogona oxalina (Hubner, 1803)
- Mesoligia furuncula (Denis & Schiffermuller, 1775)
- Metopoceras felicina (Donzel, 1844)
- Mniotype adusta (Esper, 1790)
- Mniotype anilis (Boisduval, 1840)
- Mniotype occidentalis Yela, Fibiger, Ronkay & Zilli, 2010
- Mniotype satura (Denis & Schiffermuller, 1775)
- Mniotype solieri (Boisduval, 1829)
- Mniotype spinosa (Chretien, 1910)
- Moma alpium (Osbeck, 1778)
- Mormo maura (Linnaeus, 1758)
- Mythimna riparia (Rambur, 1829)
- Mythimna albipuncta (Denis & Schiffermuller, 1775)
- Mythimna congrua (Hubner, 1817)
- Mythimna ferrago (Fabricius, 1787)
- Mythimna l-album (Linnaeus, 1767)
- Mythimna litoralis (Curtis, 1827)
- Mythimna conigera (Denis & Schiffermuller, 1775)
- Mythimna impura (Hubner, 1808)
- Mythimna pallens (Linnaeus, 1758)
- Mythimna pudorina (Denis & Schiffermuller, 1775)
- Mythimna straminea (Treitschke, 1825)
- Mythimna turca (Linnaeus, 1761)
- Mythimna vitellina (Hubner, 1808)
- Mythimna prominens (Walker, 1856)
- Mythimna unipuncta (Haworth, 1809)
- Mythimna alopecuri (Boisduval, 1840)
- Mythimna andereggii (Boisduval, 1840)
- Mythimna sicula (Treitschke, 1835)
- Naenia typica (Linnaeus, 1758)
- Noctua comes Hubner, 1813
- Noctua fimbriata (Schreber, 1759)
- Noctua interjecta Hubner, 1803
- Noctua interposita (Hubner, 1790)
- Noctua janthe (Borkhausen, 1792)
- Noctua janthina Denis & Schiffermuller, 1775
- Noctua orbona (Hufnagel, 1766)
- Noctua pronuba (Linnaeus, 1758)
- Noctua tirrenica Biebinger, Speidel & Hanigk, 1983
- Nonagria typhae (Thunberg, 1784)
- Nyctobrya muralis (Forster, 1771)
- Ochropleura leucogaster (Freyer, 1831)
- Ochropleura plecta (Linnaeus, 1761)
- Oligia fasciuncula (Haworth, 1809)
- Oligia latruncula (Denis & Schiffermuller, 1775)
- Oligia strigilis (Linnaeus, 1758)
- Oligia versicolor (Borkhausen, 1792)
- Olivenebula xanthochloris (Boisduval, 1840)
- Omia cyclopea (Graslin, 1837)
- Omia cymbalariae (Hubner, 1809)
- Omphalophana antirrhinii (Hubner, 1803)
- Opigena polygona (Denis & Schiffermuller, 1775)
- Oria musculosa (Hubner, 1808)
- Orthosia gracilis (Denis & Schiffermuller, 1775)
- Orthosia opima (Hubner, 1809)
- Orthosia cerasi (Fabricius, 1775)
- Orthosia cruda (Denis & Schiffermuller, 1775)
- Orthosia miniosa (Denis & Schiffermuller, 1775)
- Orthosia populeti (Fabricius, 1775)
- Orthosia incerta (Hufnagel, 1766)
- Orthosia gothica (Linnaeus, 1758)
- Oxicesta chamoenices (Herrich-Schaffer, 1845)
- Oxicesta geographica (Fabricius, 1787)
- Oxicesta serratae (Zerny, 1927)
- Pabulatrix pabulatricula (Brahm, 1791)
- Pachetra sagittigera (Hufnagel, 1766)
- Panchrysia aurea (Hubner, 1803)
- Panchrysia v-argenteum (Esper, 1798)
- Panemeria tenebrata (Scopoli, 1763)
- Panolis flammea (Denis & Schiffermuller, 1775)
- Papestra biren (Goeze, 1781)
- Paradiarsia punicea (Hubner, 1803)
- Parastichtis suspecta (Hubner, 1817)
- Pardoxia graellsi (Feisthamel, 1837)
- Peridroma saucia (Hubner, 1808)
- Perigrapha i-cinctum (Denis & Schiffermuller, 1775)
- Perigrapha rorida Frivaldszky, 1835
- Periphanes delphinii (Linnaeus, 1758)
- Phlogophora meticulosa (Linnaeus, 1758)
- Phlogophora scita (Hubner, 1790)
- Photedes captiuncula (Treitschke, 1825)
- Photedes dulcis (Oberthur, 1918)
- Photedes extrema (Hubner, 1809)
- Photedes fluxa (Hubner, 1809)
- Photedes minima (Haworth, 1809)
- Photedes morrisii (Dale, 1837)
- Phragmatiphila nexa (Hubner, 1808)
- Phyllophila obliterata (Rambur, 1833)
- Plusia festucae (Linnaeus, 1758)
- Plusia putnami (Grote, 1873)
- Polia bombycina (Hufnagel, 1766)
- Polia hepatica (Clerck, 1759)
- Polia nebulosa (Hufnagel, 1766)
- Polia serratilinea Ochsenheimer, 1816
- Polychrysia moneta (Fabricius, 1787)
- Polymixis lichenea (Hubner, 1813)
- Polymixis argillaceago (Hubner, 1822)
- Polymixis dubia (Duponchel, 1836)
- Polymixis flavicincta (Denis & Schiffermuller, 1775)
- Polymixis polymita (Linnaeus, 1761)
- Polymixis rufocincta (Geyer, 1828)
- Polymixis xanthomista (Hubner, 1819)
- Polyphaenis sericata (Esper, 1787)
- Protarchanara brevilinea (Fenn, 1864)
- Protolampra sobrina (Duponchel, 1843)
- Protoschinia scutosa (Denis & Schiffermuller, 1775)
- Pseudenargia ulicis (Staudinger, 1859)
- Pseudluperina pozzii (Curo, 1883)
- Pseudozarba bipartita (Herrich-Schaffer, 1850)
- Pyrrhia umbra (Hufnagel, 1766)
- Raphia hybris (Hubner, 1813)
- Recoropha canteneri (Duponchel, 1833)
- Rhizedra lutosa (Hubner, 1803)
- Rhyacia helvetina (Boisduval, 1833)
- Rhyacia lucipeta (Denis & Schiffermuller, 1775)
- Rhyacia simulans (Hufnagel, 1766)
- Schinia cardui (Hubner, 1790)
- Scotochrosta pulla (Denis & Schiffermuller, 1775)
- Sedina buettneri (E. Hering, 1858)
- Senta flammea (Curtis, 1828)
- Sesamia cretica Lederer, 1857
- Sesamia nonagrioides Lefebvre, 1827
- Sideridis rivularis (Fabricius, 1775)
- Sideridis kitti (Schawerda, 1914)
- Sideridis reticulata (Goeze, 1781)
- Sideridis lampra (Schawerda, 1913)
- Sideridis turbida (Esper, 1790)
- Simyra albovenosa (Goeze, 1781)
- Simyra nervosa (Denis & Schiffermuller, 1775)
- Spaelotis ravida (Denis & Schiffermuller, 1775)
- Spaelotis senna (Freyer, 1829)
- Spodoptera cilium Guenee, 1852
- Spodoptera exigua (Hubner, 1808)
- Spodoptera littoralis (Boisduval, 1833)
- Standfussiana dalmata (Staudinger, 1901)
- Standfussiana insulicola (Turati, 1919)
- Standfussiana lucernea (Linnaeus, 1758)
- Standfussiana nictymera (Boisduval, 1834)
- Standfussiana wiskotti (Standfuss, 1888)
- Stilbia anomala (Haworth, 1812)
- Stilbia calberlae (Failla-Tedaldi, 1890)
- Stilbia faillae Pungeler, 1918
- Stilbia philopalis Graslin, 1852
- Subacronicta megacephala (Denis & Schiffermuller, 1775)
- Sympistis funebris (Hubner, 1809)
- Sympistis nigrita (Boisduval, 1840)
- Syngrapha ain (Hochenwarth, 1785)
- Syngrapha devergens (Hubner, 1813)
- Syngrapha hochenwarthi (Hochenwarth, 1785)
- Syngrapha interrogationis (Linnaeus, 1758)
- Synthymia fixa (Fabricius, 1787)
- Teinoptera olivina (Herrich-Schaffer, 1852)
- Thalpophila matura (Hufnagel, 1766)
- Thalpophila vitalba (Freyer, 1834)
- Tholera cespitis (Denis & Schiffermuller, 1775)
- Tholera decimalis (Poda, 1761)
- Thysanoplusia circumscripta (Freyer, 1831)
- Thysanoplusia daubei (Boisduval, 1840)
- Thysanoplusia orichalcea (Fabricius, 1775)
- Tiliacea aurago (Denis & Schiffermuller, 1775)
- Tiliacea citrago (Linnaeus, 1758)
- Tiliacea sulphurago (Denis & Schiffermuller, 1775)
- Trachea atriplicis (Linnaeus, 1758)
- Trichoplusia ni (Hubner, 1803)
- Trichosea ludifica (Linnaeus, 1758)
- Trigonophora haasi (Staudinger, 1892)
- Trigonophora crassicornis (Oberthur, 1918)
- Trigonophora flammea (Esper, 1785)
- Trigonophora jodea (Herrich-Schaffer, 1850)
- Tyta luctuosa (Denis & Schiffermuller, 1775)
- Ulochlaena hirta (Hubner, 1813)
- Unchelea myodea (Rambur, 1858)
- Valeria jaspidea (Villers, 1789)
- Valeria oleagina (Denis & Schiffermuller, 1775)
- Xanthia gilvago (Denis & Schiffermuller, 1775)
- Xanthia icteritia (Hufnagel, 1766)
- Xanthia ocellaris (Borkhausen, 1792)
- Xanthia ruticilla (Esper, 1791)
- Xanthia togata (Esper, 1788)
- Xanthodes albago (Fabricius, 1794)
- Xestia ashworthii (Doubleday, 1855)
- Xestia c-nigrum (Linnaeus, 1758)
- Xestia ditrapezium (Denis & Schiffermuller, 1775)
- Xestia triangulum (Hufnagel, 1766)
- Xestia alpicola (Zetterstedt, 1839)
- Xestia rhaetica (Staudinger, 1871)
- Xestia sincera (Herrich-Schaffer, 1851)
- Xestia speciosa (Hubner, 1813)
- Xestia viridescens (Turati, 1919)
- Xestia agathina (Duponchel, 1827)
- Xestia baja (Denis & Schiffermuller, 1775)
- Xestia castanea (Esper, 1798)
- Xestia cohaesa (Herrich-Schaffer, 1849)
- Xestia collina (Boisduval, 1840)
- Xestia jordani (Turati, 1912)
- Xestia kermesina (Mabille, 1869)
- Xestia ochreago (Hubner, 1809)
- Xestia sexstrigata (Haworth, 1809)
- Xestia stigmatica (Hubner, 1813)
- Xestia xanthographa (Denis & Schiffermuller, 1775)
- Xylena solidaginis (Hubner, 1803)
- Xylena exsoleta (Linnaeus, 1758)
- Xylena vetusta (Hubner, 1813)
- Xylocampa areola (Esper, 1789)

### Nolidae
- Bena bicolorana (Fuessly, 1775)
- Earias clorana (Linnaeus, 1761)
- Earias insulana (Boisduval, 1833)
- Earias vernana (Fabricius, 1787)
- Garella nilotica (Rogenhofer, 1882)
- Meganola albula (Denis & Schiffermuller, 1775)
- Meganola strigula (Denis & Schiffermuller, 1775)
- Meganola togatulalis (Hubner, 1796)
- Nola aerugula (Hubner, 1793)
- Nola chlamitulalis (Hubner, 1813)
- Nola cicatricalis (Treitschke, 1835)
- Nola confusalis (Herrich-Schaffer, 1847)
- Nola cristatula (Hubner, 1793)
- Nola cucullatella (Linnaeus, 1758)
- Nola dresnayi (Warnecke, 1946)
- Nola kruegeri (Turati, 1911)
- Nola squalida Staudinger, 1871
- Nola subchlamydula Staudinger, 1871
- Nola thymula Milliere, 1867
- Nycteola asiatica (Krulikovsky, 1904)
- Nycteola columbana (Turner, 1925)
- Nycteola degenerana (Hubner, 1799)
- Nycteola revayana (Scopoli, 1772)
- Nycteola siculana (Fuchs, 1899)
- Pseudoips prasinana (Linnaeus, 1758)

### Notodontidae
- Cerura erminea (Esper, 1783)
- Cerura vinula (Linnaeus, 1758)
- Clostera anachoreta (Denis & Schiffermuller, 1775)
- Clostera anastomosis (Linnaeus, 1758)
- Clostera curtula (Linnaeus, 1758)
- Clostera pigra (Hufnagel, 1766)
- Dicranura ulmi (Denis & Schiffermuller, 1775)
- Drymonia dodonaea (Denis & Schiffermuller, 1775)
- Drymonia obliterata (Esper, 1785)
- Drymonia querna (Denis & Schiffermuller, 1775)
- Drymonia ruficornis (Hufnagel, 1766)
- Drymonia velitaris (Hufnagel, 1766)
- Furcula bicuspis (Borkhausen, 1790)
- Furcula bifida (Brahm, 1787)
- Furcula furcula (Clerck, 1759)
- Gluphisia crenata (Esper, 1785)
- Harpyia milhauseri (Fabricius, 1775)
- Leucodonta bicoloria (Denis & Schiffermuller, 1775)
- Neoharpyia verbasci (Fabricius, 1798)
- Notodonta dromedarius (Linnaeus, 1767)
- Notodonta torva (Hubner, 1803)
- Notodonta tritophus (Denis & Schiffermuller, 1775)
- Notodonta ziczac (Linnaeus, 1758)
- Odontosia carmelita (Esper, 1799)
- Peridea anceps (Goeze, 1781)
- Phalera bucephala (Linnaeus, 1758)
- Phalera bucephaloides (Ochsenheimer, 1810)
- Pheosia gnoma (Fabricius, 1776)
- Pheosia tremula (Clerck, 1759)
- Pterostoma palpina (Clerck, 1759)
- Ptilodon cucullina (Denis & Schiffermuller, 1775)
- Ptilophora plumigera (Denis & Schiffermuller, 1775)
- Rhegmatophila alpina (Bellier, 1881)
- Spatalia argentina (Denis & Schiffermuller, 1775)
- Stauropus fagi (Linnaeus, 1758)
- Thaumetopoea pinivora (Treitschke, 1834)
- Thaumetopoea pityocampa (Denis & Schiffermuller, 1775)
- Thaumetopoea processionea (Linnaeus, 1758)

### Oecophoridae
- Alabonia geoffrella (Linnaeus, 1767)
- Alabonia staintoniella (Zeller, 1850)
- Aplota nigricans (Zeller, 1852)
- Aplota palpella (Haworth, 1828)
- Batia inexpectella Jackh, 1972
- Batia internella Jackh, 1972
- Batia lambdella (Donovan, 1793)
- Batia lunaris (Haworth, 1828)
- Bisigna procerella (Denis & Schiffermuller, 1775)
- Borkhausenia fuscescens (Haworth, 1828)
- Borkhausenia minutella (Linnaeus, 1758)
- Borkhausenia nefrax Hodges, 1974
- Buvatina tineiformis Leraut, 1984
- Crassa tinctella (Hubner, 1796)
- Crassa unitella (Hubner, 1796)
- Dasycera oliviella (Fabricius, 1794)
- Decantha borkhausenii (Zeller, 1839)
- Denisia albimaculea (Haworth, 1828)
- Denisia augustella (Hubner, 1796)
- Denisia fuscicapitella Huemer, 2001
- Denisia graslinella (Staudinger, 1871)
- Denisia luctuosella (Duponchel, 1840)
- Denisia muellerrutzi (Amsel, 1939)
- Denisia nubilosella (Herrich-Schaffer, 1854)
- Denisia pyrenaica Leraut, 1989
- Denisia ragonotella (Constant, 1885)
- Denisia rhaetica (Frey, 1856)
- Denisia similella (Hubner, 1796)
- Denisia stipella (Linnaeus, 1758)
- Denisia stroemella (Fabricius, 1779)
- Denisia subaquilea (Stainton, 1849)
- Endrosis sarcitrella (Linnaeus, 1758)
- Epicallima bruandella (Ragonot, 1889)
- Epicallima formosella (Denis & Schiffermuller, 1775)
- Esperia sulphurella (Fabricius, 1775)
- Goidanichiana jourdheuillella (Ragonot, 1875)
- Harpella forficella (Scopoli, 1763)
- Herrichia excelsella Staudinger, 1871
- Hofmannophila pseudospretella (Stainton, 1849)
- Holoscolia huebneri Kocak, 1980
- Kasyniana diminutella (Rebel, 1931)
- Metalampra cinnamomea (Zeller, 1839)
- Minetia adamczewskii (Toll, 1956)
- Minetia criella (Treitschke, 1835)
- Minetia crinitus (Fabricius, 1798)
- Oecophora bractella (Linnaeus, 1758)
- Pleurota aristella (Linnaeus, 1767)
- Pleurota bicostella (Clerck, 1759)
- Pleurota ericella (Duponchel, 1839)
- Pleurota gallicella Huemer & Luquet, 1995
- Pleurota honorella (Hubner, 1813)
- Pleurota metricella (Zeller, 1847)
- Pleurota planella (Staudinger, 1859)
- Pleurota protasella Staudinger, 1883
- Pleurota proteella Staudinger, 1880
- Pleurota pungitiella Herrich-Schaffer, 1854
- Pleurota pyropella (Denis & Schiffermuller, 1775)
- Pleurota punctella (O. Costa, 1836)
- Schiffermuelleria schaefferella (Linnaeus, 1758)
- Schiffermuelleria grandis (Desvignes, 1842)

### Opostegidae
- Opostega salaciella (Treitschke, 1833)
- Opostega spatulella Herrich-Schaffer, 1855
- Opostegoides menthinella (Mann, 1855)
- Pseudopostega auritella (Hubner, 1813)
- Pseudopostega chalcopepla (Walsingham, 1908)
- Pseudopostega crepusculella (Zeller, 1839)

### Peleopodidae
- Carcina quercana (Fabricius, 1775)

### Plutellidae
- Eidophasia aereolella Lhomme, 1949
- Eidophasia insulella Walsingham, 1900
- Eidophasia messingiella (Fischer von Roslerstamm, 1840)
- Eidophasia syenitella Herrich-Schaffer, 1854
- Plutella xylostella (Linnaeus, 1758)
- Plutella geniatella Zeller, 1839
- Plutella huemerella (Baraniak, 2007)
- Plutella porrectella (Linnaeus, 1758)
- Rhigognostis annulatella (Curtis, 1832)
- Rhigognostis hufnagelii (Zeller, 1839)
- Rhigognostis incarnatella (Steudel, 1873)
- Rhigognostis senilella (Zetterstedt, 1839)

### Praydidae
- Atemelia torquatella (Lienig & Zeller, 1846)
- Distagmos ledereri Herrich-Schaffer, 1854
- Prays citri (Milliere, 1873)
- Prays fraxinella (Bjerkander, 1784)
- Prays oleae (Bernard, 1788)
- Prays ruficeps (Heinemann, 1854)

### Prodoxidae
- Lampronia aeripennella (Rebel, 1889)
- Lampronia capitella (Clerck, 1759)
- Lampronia corticella (Linnaeus, 1758)
- Lampronia flavimitrella (Hubner, 1817)
- Lampronia fuscatella (Tengstrom, 1848)
- Lampronia luzella (Hubner, 1817)
- Lampronia morosa Zeller, 1852
- Lampronia provectella (Heyden, 1865)
- Lampronia psychidella (Milliere, 1854)
- Lampronia pubicornis (Haworth, 1828)
- Lampronia rupella (Denis & Schiffermuller, 1775)
- Lampronia standfussiella Zeller, 1852

### Psychidae
- Acanthopsyche atra (Linnaeus, 1767)
- Anaproutia comitella (Bruand, 1853)
- Anaproutia raiblensis (Mann, 1870)
- Apterona crenulella (Bruand, 1853)
- Apterona helicoidella (Vallot, 1827)
- Apterona nylanderi (Wehrli, 1927)
- Bacotia claustrella (Bruand, 1845)
- Bankesia conspurcatella (Zeller, 1850)
- Bankesia deplatsella Nel, 1999
- Bankesia montanella (Walsingham, 1899)
- Bijugis bombycella (Denis & Schiffermuller, 1775)
- Bijugis pectinella (Denis & Schiffermuller, 1775)
- Canephora hirsuta (Poda, 1761)
- Dahlica argenterae (Wehrli, 1924)
- Dahlica caspari Herrmann, 1984
- Dahlica dorotheae Herrmann, 1981
- Dahlica lazuri (Clerck, 1759)
- Dahlica lichenella (Linnaeus, 1761)
- Dahlica rebeli (Wehrli, 1924)
- Dahlica sauteri (Hattenschwiler, 1977)
- Dahlica triquetrella (Hubner, 1813)
- Diplodoma laichartingella Goeze, 1783
- Dissoctena granigerella Staudinger, 1859
- Epichnopterix montanella Heylaerts, 1900
- Epichnopterix plumella (Denis & Schiffermuller, 1775)
- Epichnopterix pontbrillantella (Bruand, 1858)
- Epichnopterix sieboldi (Reutti, 1853)
- Eumasia parietariella (Heydenreich, 1851)
- Leptopterix hirsutella (Denis & Schiffermuller, 1775)
- Leptopterix plumistrella (Hubner, 1793)
- Luffia ferchaultella (Stephens, 1850)
- Luffia lapidella (Goeze, 1783)
- Narycia astrella (Herrich-Schaffer, 1851)
- Narycia duplicella (Goeze, 1783)
- Narycia infernalis Herrmann, 1986
- Oiketicoides febretta (Boyer de Fonscolombe, 1835)
- Oreopsyche tenella (Ad. Speyer, 1862)
- Pachythelia villosella (Ochsenheimer, 1810)
- Penestoglossa dardoinella (Milliere, 1863)
- Phalacropterix apiformis (Rossi, 1790)
- Phalacropterix calberlae (Heylaerts, 1890)
- Phalacropterix graminifera (Fourcroy, 1785)
- Phalacropterix graslinella (Boisduval, 1852)
- Phalacropterix praecellens (Staudinger, 1870)
- Proutia betulina (Zeller, 1839)
- Pseudobankesia alpestrella (Heinemann, 1870)
- Pseudobankesia casaella Hattenschwiler, 1994
- Pseudobankesia gramatella (Lhomme, 1938)
- Pseudobankesia vernella (Constant, 1899)
- Psyche casta (Pallas, 1767)
- Psyche crassiorella Bruand, 1851
- Psyche pyrenaea (Bourgogne, 1961)
- Psychidea nudella (Ochsenheimer, 1810)
- Ptilocephala agrostidis (Schrank, 1802)
- Ptilocephala albida (Esper, 1786)
- Ptilocephala leschenaulti (Staudinger, 1860)
- Ptilocephala lessei (Bourgogne, 1954)
- Ptilocephala muscella (Denis & Schiffermuller, 1775)
- Ptilocephala plumifera (Ochsenheimer, 1810)
- Ptilocephala pyrenaella (Herrich-Schaffer, 1852)
- Ptilocephala sicheliella (Bruand, 1858)
- Ptilocephala silphella (Milliere, 1871)
- Ptilocephala vesubiella (Milliere, 1872)
- Rebelia herrichiella Strand, 1912
- Rebelia surientella (Bruand, 1858)
- Reisseronia tarnierella (Bruand, 1851)
- Siederia alpicolella (Rebel, 1919)
- Siederia listerella (Linnaeus, 1758)
- Sterrhopterix fusca (Haworth, 1809)
- Taleporia defoliella Constant, 1895
- Taleporia politella (Ochsenheimer, 1816)
- Taleporia tubulosa (Retzius, 1783)
- Typhonia ciliaris (Ochsenheimer, 1810)
- Whittleia retiella (Newman, 1847)

### Pterolonchidae
- Pterolonche albescens Zeller, 1847
- Pterolonche inspersa Staudinger, 1859

### Pterophoridae
- Adaina microdactyla (Hubner, 1813)
- Agdistis adactyla (Hubner, 1819)
- Agdistis bennetii (Curtis, 1833)
- Agdistis frankeniae (Zeller, 1847)
- Agdistis heydeni (Zeller, 1852)
- Agdistis manicata Staudinger, 1859
- Agdistis meridionalis (Zeller, 1847)
- Agdistis neglecta Arenberger, 1976
- Agdistis paralia (Zeller, 1847)
- Agdistis satanas Milliere, 1875
- Agdistis tamaricis (Zeller, 1847)
- Amblyptilia acanthadactyla (Hubner, 1813)
- Amblyptilia punctidactyla (Haworth, 1811)
- Buckleria paludum (Zeller, 1839)
- Calyciphora acarnella (Walsingham, 1898)
- Calyciphora adamas (Constant, 1895)
- Calyciphora albodactylus (Fabricius, 1794)
- Calyciphora homoiodactyla (Kasy, 1960)
- Calyciphora nephelodactyla (Eversmann, 1844)
- Capperia britanniodactylus (Gregson, 1867)
- Capperia celeusi (Frey, 1886)
- Capperia fusca (O. Hofmann, 1898)
- Capperia hellenica Adamczewski, 1951
- Capperia loranus (Fuchs, 1895)
- Capperia maratonica Adamczewski, 1951
- Capperia polonica Adamczewski, 1951
- Capperia trichodactyla (Denis & Schiffermuller, 1775)
- Cnaemidophorus rhododactyla (Denis & Schiffermuller, 1775)
- Crombrugghia distans (Zeller, 1847)
- Crombrugghia kollari (Stainton, 1851)
- Crombrugghia laetus (Zeller, 1847)
- Crombrugghia tristis (Zeller, 1841)
- Emmelina argoteles (Meyrick, 1922)
- Emmelina monodactyla (Linnaeus, 1758)
- Geina didactyla (Linnaeus, 1758)
- Gillmeria miantodactylus (Zeller, 1841)
- Gillmeria ochrodactyla (Denis & Schiffermuller, 1775)
- Gillmeria pallidactyla (Haworth, 1811)
- Gypsochares baptodactylus (Zeller, 1850)
- Gypsochares bigoti Gibeaux & Nel, 1989
- Hellinsia carphodactyla (Hubner, 1813)
- Hellinsia chrysocomae (Ragonot, 1875)
- Hellinsia didactylites (Strom, 1783)
- Hellinsia distinctus (Herrich-Schaffer, 1855)
- Hellinsia inulae (Zeller, 1852)
- Hellinsia inulaevorus (Gibeaux, 1989)
- Hellinsia lienigianus (Zeller, 1852)
- Hellinsia osteodactylus (Zeller, 1841)
- Hellinsia pectodactylus (Staudinger, 1859)
- Hellinsia tephradactyla (Hubner, 1813)
- Marasmarcha fauna (Milliere, 1876)
- Marasmarcha lunaedactyla (Haworth, 1811)
- Marasmarcha oxydactylus (Staudinger, 1859)
- Merrifieldia baliodactylus (Zeller, 1841)
- Merrifieldia leucodactyla (Denis & Schiffermuller, 1775)
- Merrifieldia malacodactylus (Zeller, 1847)
- Merrifieldia semiodactylus (Mann, 1855)
- Merrifieldia tridactyla (Linnaeus, 1758)
- Oidaematophorus constanti Ragonot, 1875
- Oidaematophorus giganteus (Mann, 1855)
- Oidaematophorus lithodactyla (Treitschke, 1833)
- Oidaematophorus rogenhoferi (Mann, 1871)
- Oxyptilus chrysodactyla (Denis & Schiffermuller, 1775)
- Oxyptilus ericetorum (Stainton, 1851)
- Oxyptilus parvidactyla (Haworth, 1811)
- Oxyptilus pilosellae (Zeller, 1841)
- Paraplatyptilia metzneri (Zeller, 1841)
- Platyptilia calodactyla (Denis & Schiffermuller, 1775)
- Platyptilia farfarellus Zeller, 1867
- Platyptilia gonodactyla (Denis & Schiffermuller, 1775)
- Platyptilia isodactylus (Zeller, 1852)
- Platyptilia nemoralis Zeller, 1841
- Platyptilia tesseradactyla (Linnaeus, 1761)
- Porrittia galactodactyla (Denis & Schiffermuller, 1775)
- Procapperia linariae (Chretien, 1922)
- Procapperia maculatus (Constant, 1865)
- Pselnophorus heterodactyla (Muller, 1764)
- Pterophorus ischnodactyla (Treitschke, 1835)
- Pterophorus pentadactyla (Linnaeus, 1758)
- Puerphorus olbiadactylus (Milliere, 1859)
- Stangeia siceliota (Zeller, 1847)
- Stenoptilia annadactyla Sutter, 1988
- Stenoptilia aridus (Zeller, 1847)
- Stenoptilia bipunctidactyla (Scopoli, 1763)
- Stenoptilia coprodactylus (Stainton, 1851)
- Stenoptilia elkefi Arenberger, 1984
- Stenoptilia gratiolae Gibeaux & Nel, 1990
- Stenoptilia lutescens (Herrich-Schaffer, 1855)
- Stenoptilia millieridactylus (Bruand, 1861)
- Stenoptilia mimula Gibeaux, 1985
- Stenoptilia nepetellae Bigot & Picard, 1983
- Stenoptilia pelidnodactyla (Stein, 1837)
- Stenoptilia pneumonanthes (Buttner, 1880)
- Stenoptilia pterodactyla (Linnaeus, 1761)
- Stenoptilia stigmatodactylus (Zeller, 1852)
- Stenoptilia zophodactylus (Duponchel, 1840)
- Stenoptilodes taprobanes (Felder & Rogenhofer, 1875)
- Tabulaephorus punctinervis (Constant, 1885)
- Wheeleria obsoletus (Zeller, 1841)
- Wheeleria raphiodactyla (Rebel, 1901)
- Wheeleria spilodactylus (Curtis, 1827)

### Pyralidae
- Achroia grisella (Fabricius, 1794)
- Acrobasis advenella (Zincken, 1818)
- Acrobasis bithynella Zeller, 1848
- Acrobasis centunculella (Mann, 1859)
- Acrobasis consociella (Hubner, 1813)
- Acrobasis dulcella (Zeller, 1848)
- Acrobasis fallouella (Ragonot, 1871)
- Acrobasis glaucella Staudinger, 1859
- Acrobasis legatea (Haworth, 1811)
- Acrobasis marmorea (Haworth, 1811)
- Acrobasis obliqua (Zeller, 1847)
- Acrobasis obtusella (Hubner, 1796)
- Acrobasis porphyrella (Duponchel, 1836)
- Acrobasis repandana (Fabricius, 1798)
- Acrobasis romanella (Milliere, 1870)
- Acrobasis sodalella Zeller, 1848
- Acrobasis suavella (Zincken, 1818)
- Acrobasis tumidana (Denis & Schiffermuller, 1775)
- Aglossa brabanti Ragonot, 1884
- Aglossa caprealis (Hubner, 1809)
- Aglossa pinguinalis (Linnaeus, 1758)
- Aglossa rabatalis (Joannis, 1923)
- Alophia combustella (Herrich-Schaffer, 1855)
- Amphithrix sublineatella (Staudinger, 1859)
- Ancylosis arenosella (Staudinger, 1859)
- Ancylosis cinnamomella (Duponchel, 1836)
- Ancylosis imitella Hampson, 1901
- Ancylosis morbosella Staudinger, 1879
- Ancylosis oblitella (Zeller, 1848)
- Ancylosis roscidella (Eversmann, 1844)
- Ancylosis sareptalla (Herrich-Schaffer, 1861)
- Anerastia lotella (Hubner, 1813)
- Aphomia sociella (Linnaeus, 1758)
- Aphomia zelleri Joannis, 1932
- Apomyelois bistriatella (Hulst, 1887)
- Apomyelois ceratoniae (Zeller, 1839)
- Apomyelois decolor (Zeller, 1881)
- Asalebria florella (Mann, 1862)
- Asalebria venustella (Ragonot, 1887)
- Asarta aethiopella (Duponchel, 1837)
- Asarta alpicolella (Zeller, 1839)
- Asartodes monspesulalis (Duponchel, 1834)
- Asartodes zapateri (Ragonot, 1882)
- Assara conicolella (Constant, 1884)
- Assara terebrella (Zincken, 1818)
- Bostra obsoletalis (Mann, 1884)
- Bradyrrhoa cantenerella (Duponchel, 1837)
- Bradyrrhoa confiniella Zeller, 1848
- Bradyrrhoa marianella Ragonot, 1887
- Bradyrrhoa trapezella (Duponchel, 1836)
- Cadra abstersella (Zeller, 1847)
- Cadra calidella (Guenee, 1845)
- Cadra cautella (Walker, 1863)
- Cadra figulilella (Gregson, 1871)
- Cadra furcatella (Herrich-Schaffer, 1849)
- Catastia marginea (Denis & Schiffermuller, 1775)
- Corcyra cephalonica (Stainton, 1866)
- Cryptoblabes bistriga (Haworth, 1811)
- Cryptoblabes gnidiella (Milliere, 1867)
- Delplanqueia cortella (Constant, 1884)
- Delplanqueia dilutella (Denis & Schiffermuller, 1775)
- Delplanqueia inscriptella (Duponchel, 1836)
- Denticera divisella (Duponchel, 1842)
- Dioryctria abietella (Denis & Schiffermuller, 1775)
- Dioryctria mendacella (Staudinger, 1859)
- Dioryctria pineae (Staudinger, 1859)
- Dioryctria robiniella (Milliere, 1865)
- Dioryctria schuetzeella Fuchs, 1899
- Dioryctria simplicella Heinemann, 1863
- Dioryctria sylvestrella (Ratzeburg, 1840)
- Eccopisa effractella Zeller, 1848
- Elegia fallax (Staudinger, 1881)
- Elegia similella (Zincken, 1818)
- Ematheudes punctella (Treitschke, 1833)
- Endotricha flammealis (Denis & Schiffermuller, 1775)
- Ephestia disparella Hampson, 1901
- Ephestia elutella (Hubner, 1796)
- Ephestia kuehniella Zeller, 1879
- Ephestia mistralella (Milliere, 1874)
- Ephestia parasitella Staudinger, 1859
- Ephestia unicolorella Staudinger, 1881
- Ephestia welseriella (Zeller, 1848)
- Epischnia adultella Zeller, 1848
- Epischnia agnieleae Leraut, 2003
- Epischnia asteris Staudinger, 1870
- Epischnia illotella Zeller, 1839
- Epischnia prodromella (Hubner, 1799)
- Episcythrastis tabidella (Mann, 1864)
- Episcythrastis tetricella (Denis & Schiffermuller, 1775)
- Etiella zinckenella (Treitschke, 1832)
- Eucarphia vinetella (Fabricius, 1787)
- Eurhodope cirrigerella (Zincken, 1818)
- Eurhodope cruentella (Duponchel, 1843)
- Eurhodope rosella (Scopoli, 1763)
- Euzophera bigella (Zeller, 1848)
- Euzophera cinerosella (Zeller, 1839)
- Euzophera fuliginosella (Heinemann, 1865)
- Euzophera lunulella (O. Costa, 1836)
- Euzophera osseatella (Treitschke, 1832)
- Euzophera pinguis (Haworth, 1811)
- Euzopherodes charlottae (Rebel, 1914)
- Euzopherodes vapidella (Mann, 1857)
- Galleria mellonella (Linnaeus, 1758)
- Glyptoteles leucacrinella Zeller, 1848
- Gymnancyla canella (Denis & Schiffermuller, 1775)
- Gymnancyla hornigii (Lederer, 1852)
- Gymnancyla ruscinonella Ragonot, 1888
- Homoeosoma incognitellum Roesler, 1965
- Homoeosoma inustella Ragonot, 1884
- Homoeosoma nebulella (Denis & Schiffermuller, 1775)
- Homoeosoma nimbella (Duponchel, 1837)
- Homoeosoma sinuella (Fabricius, 1794)
- Hypochalcia ahenella (Denis & Schiffermuller, 1775)
- Hypochalcia decorella (Hubner, 1810)
- Hypochalcia dignella (Hubner, 1796)
- Hypochalcia lignella (Hubner, 1796)
- Hypochalcia propinquella (Guenee, 1845)
- Hypotia corticalis (Denis & Schiffermuller, 1775)
- Hypotia massilialis (Duponchel, 1832)
- Hypotia pectinalis (Herrich-Schaffer, 1838)
- Hypsopygia costalis (Fabricius, 1775)
- Hypsopygia fulvocilialis (Duponchel, 1834)
- Hypsopygia glaucinalis (Linnaeus, 1758)
- Hypsopygia incarnatalis (Zeller, 1847)
- Hypsopygia rubidalis (Denis & Schiffermuller, 1775)
- Hypsotropa limbella Zeller, 1848
- Hypsotropa vulneratella (Zeller, 1847)
- Isauria dilucidella (Duponchel, 1836)
- Khorassania compositella (Treitschke, 1835)
- Lamoria anella (Denis & Schiffermuller, 1775)
- Laodamia faecella (Zeller, 1839)
- Loryma egregialis (Herrich-Schaffer, 1838)
- Lymphia chalybella (Eversmann, 1844)
- Matilella fusca (Haworth, 1811)
- Megasis rippertella (Zeller, 1839)
- Merulempista cingillella (Zeller, 1846)
- Merulempista ragonoti Rothschild, 1913
- Merulempista turturella (Zeller, 1848)
- Metallostichodes bicolorella (Heinemann, 1864)
- Metallostichodes nigrocyanella (Constant, 1865)
- Moitrelia hispanella Staudinger, 1859
- Moitrelia italogallicella (Milliere, 1882)
- Moitrelia obductella (Zeller, 1839)
- Myelois circumvoluta (Fourcroy, 1785)
- Myelois cribratella Zeller, 1847
- Myrlaea albistrigata (Staudinger, 1881)
- Nephopterix angustella (Hubner, 1796)
- Neurotomia coenulentella (Zeller, 1846)
- Nyctegretis aenigmella Leraut, 2002
- Nyctegretis lineana (Scopoli, 1786)
- Nyctegretis ruminella La Harpe, 1860
- Oncocera semirubella (Scopoli, 1763)
- Ortholepis betulae (Goeze, 1778)
- Oxybia transversella (Duponchel, 1836)
- Paralipsa gularis (Zeller, 1877)
- Pempelia albariella Zeller, 1839
- Pempelia alpigenella (Duponchel, 1836)
- Pempelia brephiella (Staudinger, 1879)
- Pempelia genistella (Duponchel, 1836)
- Pempelia palumbella (Denis & Schiffermuller, 1775)
- Pempeliella ardosiella (Ragonot, 1887)
- Pempeliella bayassensis Leraut, 2001
- Pempeliella matilella Leraut, 2001
- Pempeliella ornatella (Denis & Schiffermuller, 1775)
- Pempeliella sororiella Zeller, 1839
- Phycita coronatella (Guenee, 1845)
- Phycita metzneri (Zeller, 1846)
- Phycita roborella (Denis & Schiffermuller, 1775)
- Phycitodes albatella (Ragonot, 1887)
- Phycitodes binaevella (Hubner, 1813)
- Phycitodes eliseannae Leraut, 2002
- Phycitodes gallicella Leraut, 2002
- Phycitodes inquinatella (Ragonot, 1887)
- Phycitodes lacteella (Rothschild, 1915)
- Phycitodes maritima (Tengstrom, 1848)
- Phycitodes saxicola (Vaughan, 1870)
- Pima boisduvaliella (Guenee, 1845)
- Plodia interpunctella (Hubner, 1813)
- Pseudacrobasis nankingella Roesler, 1975
- Psorosa dahliella (Treitschke, 1832)
- Psorosa mediterranella Amsel, 1953
- Pterothrixidia rufella (Duponchel, 1836)
- Pyralis farinalis (Linnaeus, 1758)
- Pyralis lienigialis (Zeller, 1843)
- Pyralis regalis Denis & Schiffermuller, 1775
- Raphimetopus ablutella (Zeller, 1839)
- Rhodophaea formosa (Haworth, 1811)
- Salebriopsis albicilla (Herrich-Schaffer, 1849)
- Saluria maculivittella Ragonot, 1887
- Sciota adelphella (Fischer v. Roslerstamm, 1836)
- Sciota fumella (Eversmann, 1844)
- Sciota hostilis (Stephens, 1834)
- Sciota rhenella (Zincken, 1818)
- Seeboldia korgosella Ragonot, 1887
- Selagia argyrella (Denis & Schiffermuller, 1775)
- Selagia fuscorubra Riel, 1928
- Selagia spadicella (Hubner, 1796)
- Stemmatophora borgialis (Duponchel, 1832)
- Stemmatophora brunnealis (Treitschke, 1829)
- Stemmatophora combustalis (Fischer v. Roslerstamm, 1842)
- Stemmatophora syriacalis (Ragonot, 1895)
- Synaphe antennalis (Fabricius, 1794)
- Synaphe bombycalis (Denis & Schiffermuller, 1775)
- Synaphe diffidalis (Guenee, 1854)
- Synaphe punctalis (Fabricius, 1775)
- Trachonitis cristella (Denis & Schiffermuller, 1775)
- Tretopteryx pertusalis (Geyer, 1832)
- Tsaraphycis mimeticella (Staudinger, 1879)
- Valdovecaria bradyrrhoella Zerny, 1927
- Valdovecaria hispanicella (Herrich-Schaffer, 1855)
- Valdovecaria umbratella (Treitschke, 1832)
- Vitula biviella (Zeller, 1848)
- Zophodia grossulariella (Hubner, 1809)

### Riodinidae
- Hamearis lucina (Linnaeus, 1758)

### Roeslerstammiidae
- Roeslerstammia erxlebella (Fabricius, 1787)
- Roeslerstammia pronubella (Denis & Schiffermuller, 1775)

### Saturniidae
- Actias isabellae (Graells, 1849)
- Aglia tau (Linnaeus, 1758)
- Samia cynthia (Drury, 1773)
- Saturnia pavonia (Linnaeus, 1758)
- Saturnia pyri (Denis & Schiffermuller, 1775)

### Schreckensteiniidae
- Schreckensteinia festaliella (Hubner, 1819)

### Scythrididae
- Enolmis acanthella (Godart, 1824)
- Enolmis agenjoi Passerin d'Entreves, 1988
- Episcythris triangulella (Ragonot, 1874)
- Scythris adustella Jackh, 1978
- Scythris amphonycella (Geyer, 1836)
- Scythris anomaloptera (Staudinger, 1880)
- Scythris apicalis (Zeller, 1847)
- Scythris arenbergeri Passerin d'Entreves, 1986
- Scythris aspromontis Jackh, 1978
- Scythris bifissella (O. Hofmann, 1889)
- Scythris binotiferella (Ragonot, 1880)
- Scythris bornicensis Jackh, 1977
- Scythris carboniella Jackh, 1978
- Scythris cicadella (Zeller, 1839)
- Scythris cistorum (Milliere, 1876)
- Scythris clavella (Zeller, 1855)
- Scythris constanti Walsingham, 1898
- Scythris corsa Passerin d'Entreves, 1986
- Scythris crassiuscula (Herrich-Schaffer, 1855)
- Scythris cupreella (Staudinger, 1859)
- Scythris cuspidella (Denis & Schiffermuller, 1775)
- Scythris disparella (Tengstrom, 1848)
- Scythris dissimilella (Herrich-Schaffer, 1855)
- Scythris dorycniella (Milliere, 1861)
- Scythris empetrella Karsholt & Nielsen, 1976
- Scythris ericetella (Heinemann, 1872)
- Scythris ericivorella (Ragonot, 1880)
- Scythris fallacella (Schlager, 1847)
- Scythris flavidella Preissecker, 1911
- Scythris flavilaterella (Fuchs, 1886)
- Scythris flaviventrella (Herrich-Schaffer, 1855)
- Scythris fuscoaenea (Haworth, 1828)
- Scythris fuscopterella Bengtsson, 1977
- Scythris glacialis (Frey, 1870)
- Scythris grandipennis (Haworth, 1828)
- Scythris gravatella (Zeller, 1847)
- Scythris heinemanni (Moschler, 1869)
- Scythris imperiella Jackh, 1978
- Scythris inertella (Zeller, 1855)
- Scythris inspersella (Hubner, 1817)
- Scythris insulella (Staudinger, 1859)
- Scythris knochella (Fabricius, 1794)
- Scythris lafauryi Passerin d'Entreves, 1986
- Scythris laminella (Denis & Schiffermuller, 1775)
- Scythris lampyrella (Constant, 1865)
- Scythris lempkei Bengtsson & Langohr, 1989
- Scythris lhommei Bengtsson & Passerin d'Entreves, 1988
- Scythris limbella (Fabricius, 1775)
- Scythris mariannae Bengtsson, 1991
- Scythris meanderis Bengtsson, 1997
- Scythris mediella (Constant, 1855)
- Scythris mus Walsingham, 1898
- Scythris noricella (Zeller, 1843)
- Scythris obscurella (Scopoli, 1763)
- Scythris palustris (Zeller, 1855)
- Scythris parafuscoaenea Bengtsson, 1991
- Scythris pascuella (Zeller, 1855)
- Scythris penicillata (Chretien, 1900)
- Scythris picaepennis (Haworth, 1828)
- Scythris potentillella (Zeller, 1847)
- Scythris productella (Zeller, 1839)
- Scythris punctivittella (O. Costa, 1836)
- Scythris ridiculella Caradja, 1920
- Scythris rouxella (Constant, 1865)
- Scythris sappadensis Bengtsson, 1992
- Scythris saxella Bengtsson, 1991
- Scythris schawerdae Rebel, 1931
- Scythris schleichiella (Zeller, 1870)
- Scythris scipionella (Staudinger, 1859)
- Scythris scopolella (Linnaeus, 1767)
- Scythris scorpionella Jackh, 1977
- Scythris seliniella (Zeller, 1839)
- Scythris siccella (Zeller, 1839)
- Scythris speyeri (Heinemann & Wocke, 1876)
- Scythris subseliniella (Heinemann, 1876)
- Scythris subsiccella Bengtsson, 1997
- Scythris tabidella (Herrich-Schaffer, 1855)
- Scythris tenuivittella (Stainton, 1867)
- Scythris tergestinella (Zeller, 1855)
- Scythris tributella (Zeller, 1847)
- Scythris vartianae Kasy, 1962
- Scythris ventosella Chretien, 1907
- Scythris vittella (O. Costa, 1834)

### Sesiidae
- Bembecia albanensis (Rebel, 1918)
- Bembecia fibigeri Z. Lastuvka & A. Lastuvka, 1994
- Bembecia himmighoffeni (Staudinger, 1866)
- Bembecia iberica Spatenka, 1992
- Bembecia ichneumoniformis (Denis & Schiffermuller, 1775)
- Bembecia megillaeformis (Hubner, 1813)
- Bembecia psoraleae Bartsch & Bettag, 1997
- Bembecia scopigera (Scopoli, 1763)
- Bembecia sirphiformis (Lucas, 1849)
- Bembecia tunetana (Le Cerf, 1920)
- Bembecia uroceriformis (Treitschke, 1834)
- Chamaesphecia aerifrons (Zeller, 1847)
- Chamaesphecia anthraciformis (Rambur, 1832)
- Chamaesphecia bibioniformis (Esper, 1800)
- Chamaesphecia dumonti Le Cerf, 1922
- Chamaesphecia empiformis (Esper, 1783)
- Chamaesphecia euceraeformis (Ochsenheimer, 1816)
- Chamaesphecia leucopsiformis (Esper, 1800)
- Chamaesphecia mysiniformis (Boisduval, 1840)
- Chamaesphecia nigrifrons (Le Cerf, 1911)
- Chamaesphecia osmiaeformis (Herrich-Schaffer, 1848)
- Chamaesphecia palustris Kautz, 1927
- Chamaesphecia ramburi (Staudinger, 1866)
- Chamaesphecia tenthrediniformis (Denis & Schiffermuller, 1775)
- Paranthrene insolitus Le Cerf, 1914
- Paranthrene tabaniformis (Rottemburg, 1775)
- Pennisetia hylaeiformis (Laspeyres, 1801)
- Pyropteron affinis (Staudinger, 1856)
- Pyropteron chrysidiformis (Esper, 1782)
- Pyropteron hispanica (Kallies, 1999)
- Pyropteron leucomelaena (Zeller, 1847)
- Pyropteron meriaeformis (Boisduval, 1840)
- Pyropteron muscaeformis (Esper, 1783)
- Pyropteron triannuliformis (Freyer, 1843)
- Sesia apiformis (Clerck, 1759)
- Sesia bembeciformis (Hubner, 1806)
- Sesia melanocephala Dalman, 1816
- Synanthedon andrenaeformis (Laspeyres, 1801)
- Synanthedon cephiformis (Ochsenheimer, 1808)
- Synanthedon codeti (Oberthur, 1881)
- Synanthedon conopiformis (Esper, 1782)
- Synanthedon culiciformis (Linnaeus, 1758)
- Synanthedon flaviventris (Staudinger, 1883)
- Synanthedon formicaeformis (Esper, 1783)
- Synanthedon loranthi (Kralicek, 1966)
- Synanthedon melliniformis (Laspeyres, 1801)
- Synanthedon mesiaeformis (Herrich-Schaffer, 1846)
- Synanthedon myopaeformis (Borkhausen, 1789)
- Synanthedon scoliaeformis (Borkhausen, 1789)
- Synanthedon soffneri Spatenka, 1983
- Synanthedon spheciformis (Denis & Schiffermuller, 1775)
- Synanthedon spuleri (Fuchs, 1908)
- Synanthedon stomoxiformis (Hubner, 1790)
- Synanthedon tipuliformis (Clerck, 1759)
- Synanthedon vespiformis (Linnaeus, 1761)
- Tinthia tineiformis (Esper, 1789)

### Sphingidae
- Acherontia atropos (Linnaeus, 1758)
- Agrius convolvuli (Linnaeus, 1758)
- Daphnis nerii (Linnaeus, 1758)
- Deilephila elpenor (Linnaeus, 1758)
- Deilephila porcellus (Linnaeus, 1758)
- Hemaris fuciformis (Linnaeus, 1758)
- Hemaris tityus (Linnaeus, 1758)
- Hippotion celerio (Linnaeus, 1758)
- Hyles dahlii (Geyer, 1828)
- Hyles euphorbiae (Linnaeus, 1758)
- Hyles gallii (Rottemburg, 1775)
- Hyles hippophaes (Esper, 1789)
- Hyles livornica (Esper, 1780)
- Hyles nicaea (de Prunner, 1798)
- Hyles vespertilio (Esper, 1780)
- Laothoe populi (Linnaeus, 1758)
- Macroglossum stellatarum (Linnaeus, 1758)
- Marumba quercus (Denis & Schiffermuller, 1775)
- Mimas tiliae (Linnaeus, 1758)
- Proserpinus proserpina (Pallas, 1772)
- Smerinthus ocellata (Linnaeus, 1758)
- Sphinx ligustri Linnaeus, 1758
- Sphinx maurorum (Jordan, 1931)
- Sphinx pinastri Linnaeus, 1758

### Stathmopodidae
- Neomariania partinicensis (Rebel, 1937)
- Stathmopoda pedella (Linnaeus, 1761)

### Thyrididae
- Thyris fenestrella (Scopoli, 1763)

### Tineidae
- Anomalotinea liguriella (Milliere, 1879)
- Archinemapogon yildizae Kocak, 1981
- Ateliotum hungaricellum Zeller, 1839
- Ateliotum insulare (Rebel, 1896)
- Ateliotum petrinella (Herrich-Schaffer, 1854)
- Cephimallota crassiflavella Bruand, 1851
- Elatobia fuliginosella (Lienig & Zeller, 1846)
- Eudarcia glaseri (Petersen, 1967)
- Eudarcia leopoldella (O. G. Costa, 1836)
- Eudarcia mensella (Walsingham, 1900)
- Eudarcia nigraella (Mariani, 1937)
- Eudarcia pagenstecherella (Hubner, 1825)
- Euplocamus anthracinalis (Scopoli, 1763)
- Haplotinea insectella (Fabricius, 1794)
- Infurcitinea albicomella (Stainton, 1851)
- Infurcitinea argentimaculella (Stainton, 1849)
- Infurcitinea atrifasciella (Staudinger, 1871)
- Infurcitinea captans Gozmany, 1960
- Infurcitinea finalis Gozmany, 1959
- Infurcitinea gaedikella Nel, 2003
- Infurcitinea ignicomella (Zeller, 1852)
- Infurcitinea italica (Amsel, 1954)
- Infurcitinea klimeschi Passerin d'Entreves, 1974
- Infurcitinea marcunella (Rebel, 1910)
- Infurcitinea parentii Petersen, 1964
- Infurcitinea roesslerella (Heyden, 1865)
- Infurcitinea rumelicella (Rebel, 1903)
- Infurcitinea sardica (Amsel, 1952)
- Infurcitinea sardiniella Vari, 1942
- Infurcitinea teriolella (Amsel, 1954)
- Infurcitinea vartianae Petersen, 1962
- Infurcitinea walsinghami Petersen, 1962
- Ischnoscia borreonella (Milliere, 1874)
- Ischnoscia pandorella (Milliere, 1880)
- Karsholtia marianii (Rebel, 1936)
- Lichenotinea maculata Petersen, 1957
- Lichenotinea pustulatella (Zeller, 1852)
- Metatinea immaculatella (Rebel, 1892)
- Monopis crocicapitella (Clemens, 1859)
- Monopis imella (Hubner, 1813)
- Monopis laevigella (Denis & Schiffermuller, 1775)
- Monopis monachella (Hubner, 1796)
- Monopis obviella (Denis & Schiffermuller, 1775)
- Monopis weaverella (Scott, 1858)
- Montetinea montana Petersen, 1957
- Morophaga choragella (Denis & Schiffermuller, 1775)
- Myrmecozela ataxella (Chretien, 1905)
- Myrmecozela ochraceella (Tengstrom, 1848)
- Nemapogon agenjoi Petersen, 1959
- Nemapogon clematella (Fabricius, 1781)
- Nemapogon falstriella (Bang-Haas, 1881)
- Nemapogon fuscalbella (Chretien, 1908)
- Nemapogon granella (Linnaeus, 1758)
- Nemapogon inconditella (Lucas, 1956)
- Nemapogon nigralbella (Zeller, 1839)
- Nemapogon picarella (Clerck, 1759)
- Nemapogon ruricolella (Stainton, 1849)
- Nemapogon variatella (Clemens, 1859)
- Nemapogon wolffiella Karsholt & Nielsen, 1976
- Neurothaumasia ankerella (Mann, 1867)
- Niditinea fuscella (Linnaeus, 1758)
- Niditinea striolella (Matsumura, 1931)
- Novotinea carbonifera (Walsingham, 1900)
- Novotinea liguriella Amsel, 1950
- Opogona sacchari (Bojer, 1856)
- Rhodobates unicolor (Staudinger, 1870)
- Stenoptinea cyaneimarmorella (Milliere, 1854)
- Tenaga nigripunctella (Haworth, 1828)
- Tenaga rhenania (Petersen, 1962)
- Tinea basifasciella Ragonot, 1895
- Tinea columbariella Wocke, 1877
- Tinea dubiella Stainton, 1859
- Tinea flavescentella Haworth, 1828
- Tinea murariella Staudinger, 1859
- Tinea nonimella (Zagulajev, 1955)
- Tinea pallescentella Stainton, 1851
- Tinea pellionella Linnaeus, 1758
- Tinea semifulvella Haworth, 1828
- Tinea translucens Meyrick, 1917
- Tinea trinotella Thunberg, 1794
- Triaxomasia caprimulgella (Stainton, 1851)
- Triaxomera fulvimitrella (Sodoffsky, 1830)
- Triaxomera parasitella (Hubner, 1796)
- Trichophaga bipartitella (Ragonot, 1892)
- Trichophaga tapetzella (Linnaeus, 1758)

### Tischeriidae
- Coptotriche angusticollella (Duponchel, 1843)
- Coptotriche gaunacella (Duponchel, 1843)
- Coptotriche heinemanni (Wocke, 1871)
- Coptotriche marginea (Haworth, 1828)
- Tischeria decidua Wocke, 1876
- Tischeria dodonaea Stainton, 1858
- Tischeria ekebladella (Bjerkander, 1795)

### Tortricidae
- Acleris abietana (Hubner, 1822)
- Acleris aspersana (Hubner, 1817)
- Acleris bergmanniana (Linnaeus, 1758)
- Acleris comariana (Lienig & Zeller, 1846)
- Acleris cristana (Denis & Schiffermuller, 1775)
- Acleris emargana (Fabricius, 1775)
- Acleris ferrugana (Denis & Schiffermuller, 1775)
- Acleris fimbriana (Thunberg, 1791)
- Acleris forsskaleana (Linnaeus, 1758)
- Acleris hastiana (Linnaeus, 1758)
- Acleris hippophaeana (Heyden, 1865)
- Acleris holmiana (Linnaeus, 1758)
- Acleris hyemana (Haworth, 1811)
- Acleris kochiella (Goeze, 1783)
- Acleris laterana (Fabricius, 1794)
- Acleris lipsiana (Denis & Schiffermuller, 1775)
- Acleris literana (Linnaeus, 1758)
- Acleris logiana (Clerck, 1759)
- Acleris lorquiniana (Duponchel, 1835)
- Acleris maccana (Treitschke, 1835)
- Acleris notana (Donovan, 1806)
- Acleris permutana (Duponchel, 1836)
- Acleris quercinana (Zeller, 1849)
- Acleris rhombana (Denis & Schiffermuller, 1775)
- Acleris roscidana (Hubner, 1799)
- Acleris rufana (Denis & Schiffermuller, 1775)
- Acleris scabrana (Denis & Schiffermuller, 1775)
- Acleris schalleriana (Linnaeus, 1761)
- Acleris shepherdana (Stephens, 1852)
- Acleris sparsana (Denis & Schiffermuller, 1775)
- Acleris umbrana (Hubner, 1799)
- Acleris variegana (Denis & Schiffermuller, 1775)
- Acroclita subsequana (Herrich-Schaffer, 1851)
- Adoxophyes orana (Fischer v. Roslerstamm, 1834)
- Aethes ardezana (Muller-Rutz, 1922)
- Aethes beatricella (Walsingham, 1898)
- Aethes bilbaensis (Rossler, 1877)
- Aethes cnicana (Westwood, 1854)
- Aethes deaurana (Peyerimhoff, 1877)
- Aethes decimana (Denis & Schiffermuller, 1775)
- Aethes deutschiana (Zetterstedt, 1839)
- Aethes dilucidana (Stephens, 1852)
- Aethes fennicana (M. Hering, 1924)
- Aethes flagellana (Duponchel, 1836)
- Aethes francillana (Fabricius, 1794)
- Aethes hartmanniana (Clerck, 1759)
- Aethes kindermanniana (Treitschke, 1830)
- Aethes languidana (Mann, 1855)
- Aethes margaritana (Haworth, 1811)
- Aethes margarotana (Duponchel, 1836)
- Aethes moribundana (Staudinger, 1859)
- Aethes pemeantensis Gibeaux, 1985
- Aethes piercei Obraztsov, 1952
- Aethes rubigana (Treitschke, 1830)
- Aethes rutilana (Hubner, 1817)
- Aethes sanguinana (Treitschke, 1830)
- Aethes smeathmanniana (Fabricius, 1781)
- Aethes tesserana (Denis & Schiffermuller, 1775)
- Aethes tornella (Walsingham, 1898)
- Aethes triangulana (Treitschke, 1835)
- Aethes williana (Brahm, 1791)
- Agapeta hamana (Linnaeus, 1758)
- Agapeta largana (Rebel, 1906)
- Agapeta zoegana (Linnaeus, 1767)
- Aleimma loeflingiana (Linnaeus, 1758)
- Ancylis achatana (Denis & Schiffermuller, 1775)
- Ancylis apicella (Denis & Schiffermuller, 1775)
- Ancylis badiana (Denis & Schiffermuller, 1775)
- Ancylis comptana (Frolich, 1828)
- Ancylis geminana (Donovan, 1806)
- Ancylis laetana (Fabricius, 1775)
- Ancylis mitterbacheriana (Denis & Schiffermuller, 1775)
- Ancylis myrtillana (Treitschke, 1830)
- Ancylis obtusana (Haworth, 1811)
- Ancylis selenana (Guenee, 1845)
- Ancylis sparulana (Staudinger, 1859)
- Ancylis uncella (Denis & Schiffermuller, 1775)
- Ancylis unculana (Haworth, 1811)
- Ancylis unguicella (Linnaeus, 1758)
- Ancylis upupana (Treitschke, 1835)
- Aneuxanthis locupletana (Hubner, 1819)
- Aphelia viburniana (Denis & Schiffermuller, 1775)
- Aphelia ferugana (Hubner, 1793)
- Aphelia paleana (Hubner, 1793)
- Aphelia unitana (Hubner, 1799)
- Apotomis capreana (Hubner, 1817)
- Apotomis infida (Heinrich, 1926)
- Apotomis lineana (Denis & Schiffermuller, 1775)
- Apotomis sauciana (Frolich, 1828)
- Apotomis semifasciana (Haworth, 1811)
- Apotomis sororculana (Zetterstedt, 1839)
- Apotomis turbidana Hubner, 1825
- Archips crataegana (Hubner, 1799)
- Archips oporana (Linnaeus, 1758)
- Archips podana (Scopoli, 1763)
- Archips rosana (Linnaeus, 1758)
- Archips xylosteana (Linnaeus, 1758)
- Argyroploce arbutella (Linnaeus, 1758)
- Argyroploce externa (Eversmann, 1844)
- Argyroploce noricana (Herrich-Schaffer, 1851)
- Argyrotaenia ljungiana (Thunberg, 1797)
- Aterpia anderreggana Guenee, 1845
- Aterpia corticana (Denis & Schiffermuller, 1775)
- Avaria hyerana (Milliere, 1858)
- Bactra bactrana (Kennel, 1901)
- Bactra furfurana (Haworth, 1811)
- Bactra lancealana (Hubner, 1799)
- Bactra robustana (Christoph, 1872)
- Bactra venosana (Zeller, 1847)
- Barbara herrichiana Obraztsov, 1960
- Cacoecimorpha pronubana (Hubner, 1799)
- Capricornia boisduvaliana (Duponchel, 1836)
- Capua vulgana (Frolich, 1828)
- Celypha aurofasciana (Haworth, 1811)
- Celypha capreolana (Herrich-Schaffer, 1851)
- Celypha cespitana (Hubner, 1817)
- Celypha doubledayana (Barrett, 1872)
- Celypha flavipalpana (Herrich-Schaffer, 1851)
- Celypha lacunana (Denis & Schiffermuller, 1775)
- Celypha rivulana (Scopoli, 1763)
- Celypha rosaceana Schlager, 1847
- Celypha rufana (Scopoli, 1763)
- Celypha rurestrana (Duponchel, 1843)
- Celypha siderana (Treitschke, 1835)
- Celypha striana (Denis & Schiffermuller, 1775)
- Celypha woodiana (Barrett, 1882)
- Choristoneura diversana (Hubner, 1817)
- Choristoneura hebenstreitella (Muller, 1764)
- Choristoneura lafauryana (Ragonot, 1875)
- Choristoneura murinana (Hubner, 1799)
- Clavigesta purdeyi (Durrant, 1911)
- Clavigesta sylvestrana (Curtis, 1850)
- Clepsis consimilana (Hubner, 1817)
- Clepsis dumicolana (Zeller, 1847)
- Clepsis neglectana (Herrich-Schaffer, 1851)
- Clepsis pallidana (Fabricius, 1776)
- Clepsis rogana (Guenee, 1845)
- Clepsis rurinana (Linnaeus, 1758)
- Clepsis senecionana (Hubner, 1819)
- Clepsis siciliana (Ragonot, 1894)
- Clepsis spectrana (Treitschke, 1830)
- Clepsis steineriana (Hubner, 1799)
- Clepsis unicolorana (Duponchel, 1835)
- Cnephasia alticolana (Herrich-Schaffer, 1851)
- Cnephasia asseclana (Denis & Schiffermuller, 1775)
- Cnephasia bizensis Real, 1953
- Cnephasia chrysantheana (Duponchel, 1843)
- Cnephasia communana (Herrich-Schaffer, 1851)
- Cnephasia conspersana Douglas, 1846
- Cnephasia cupressivorana (Staudinger, 1871)
- Cnephasia ecullyana Real, 1951
- Cnephasia fragosana (Zeller, 1847)
- Cnephasia fulturata Rebel, 1940
- Cnephasia genitalana Pierce & Metcalfe, 1922
- Cnephasia longana (Haworth, 1811)
- Cnephasia pasiuana (Hubner, 1799)
- Cnephasia sedana (Constant, 1884)
- Cnephasia stephensiana (Doubleday, 1849)
- Cnephasia abrasana (Duponchel, 1843)
- Cnephasia incertana (Treitschke, 1835)
- Cochylidia heydeniana (Herrich-Schaffer, 1851)
- Cochylidia implicitana (Wocke, 1856)
- Cochylidia rupicola (Curtis, 1834)
- Cochylidia subroseana (Haworth, 1811)
- Cochylimorpha alternana (Stephens, 1834)
- Cochylimorpha cultana (Lederer, 1855)
- Cochylimorpha decolorella (Zeller, 1839)
- Cochylimorpha elongana (Fischer v. Roslerstamm, 1839)
- Cochylimorpha erlebachi Huemer & Trematerra, 1997
- Cochylimorpha halophilana (Christoph, 1872)
- Cochylimorpha hilarana (Herrich-Schaffer, 1851)
- Cochylimorpha jucundana (Treitschke, 1835)
- Cochylimorpha meridiana (Staudinger, 1859)
- Cochylimorpha perfusana (Guenee, 1845)
- Cochylimorpha peucedana (Ragonot, 1889)
- Cochylimorpha straminea (Haworth, 1811)
- Cochylimorpha tiraculana (Bassi & Scaramozzino, 1989)
- Cochylimorpha woliniana (Schleich, 1868)
- Cochylis atricapitana (Stephens, 1852)
- Cochylis dubitana (Hubner, 1799)
- Cochylis epilinana Duponchel, 1842
- Cochylis flaviciliana (Westwood, 1854)
- Cochylis hoffmannana (Kearfott, 1907)
- Cochylis hybridella (Hubner, 1813)
- Cochylis molliculana Zeller, 1847
- Cochylis nana (Haworth, 1811)
- Cochylis pallidana Zeller, 1847
- Cochylis posterana Zeller, 1847
- Cochylis roseana (Haworth, 1811)
- Cochylis salebrana (Mann, 1862)
- Commophila aeneana (Hubner, 1800)
- Corticivora piniana (Herrich-Schaffer, 1851)
- Crocidosema plebejana Zeller, 1847
- Cydia adenocarpi (Ragonot, 1875)
- Cydia albipicta (Sauter, 1968)
- Cydia amplana (Hubner, 1800)
- Cydia conicolana (Heylaerts, 1874)
- Cydia coniferana (Saxesen, 1840)
- Cydia corollana (Hubner, 1823)
- Cydia cosmophorana (Treitschke, 1835)
- Cydia derrai Prose, 1988
- Cydia duplicana (Zetterstedt, 1839)
- Cydia exquisitana (Rebel, 1889)
- Cydia fagiglandana (Zeller, 1841)
- Cydia ilipulana (Walsingham, 1903)
- Cydia illutana (Herrich-Schaffer, 1851)
- Cydia indivisa (Danilevsky, 1963)
- Cydia inquinatana (Hubner, 1800)
- Cydia interscindana (Moschler, 1866)
- Cydia intexta (Kuznetsov, 1962)
- Cydia leguminana (Lienig & Zeller, 1846)
- Cydia medicaginis (Kuznetsov, 1962)
- Cydia microgrammana (Guenee, 1845)
- Cydia millenniana (Adamczewski, 1967)
- Cydia nigricana (Fabricius, 1794)
- Cydia pactolana (Zeller, 1840)
- Cydia pomonella (Linnaeus, 1758)
- Cydia semicinctana (Kennel, 1901)
- Cydia servillana (Duponchel, 1836)
- Cydia splendana (Hubner, 1799)
- Cydia strigulatana (Kennel, 1899)
- Cydia strobilella (Linnaeus, 1758)
- Cydia succedana (Denis & Schiffermuller, 1775)
- Cydia ulicetana (Haworth, 1811)
- Cydia vallesiaca (Sauter, 1968)
- Cymolomia hartigiana (Saxesen, 1840)
- Diceratura amaranthica Razowski, 1963
- Diceratura infantana (Kennel, 1899)
- Diceratura ostrinana (Guenee, 1845)
- Diceratura rhodograpta Djakonov, 1929
- Diceratura roseofasciana (Mann, 1855)
- Dichrorampha acuminatana (Lienig & Zeller, 1846)
- Dichrorampha aeratana (Pierce & Metcalfe, 1915)
- Dichrorampha agilana (Tengstrom, 1848)
- Dichrorampha alexandrae Passerin d'Entreves, 1972
- Dichrorampha alpigenana (Heinemann, 1863)
- Dichrorampha alpinana (Treitschke, 1830)
- Dichrorampha bugnionana (Duponchel, 1843)
- Dichrorampha cacaleana (Herrich-Schaffer, 1851)
- Dichrorampha chavanneana (de La Harpe, 1858)
- Dichrorampha consortana Stephens, 1852
- Dichrorampha distinctana (Heinemann, 1863)
- Dichrorampha eximia (Danilevsky, 1948)
- Dichrorampha flavidorsana Knaggs, 1867
- Dichrorampha forsteri Obraztsov, 1953
- Dichrorampha gemellana (Zeller, 1847)
- Dichrorampha gruneriana (Herrich-Schaffer, 1851)
- Dichrorampha harpeana Frey, 1870
- Dichrorampha heegerana (Duponchel, 1843)
- Dichrorampha incursana (Herrich-Schaffer, 1851)
- Dichrorampha ligulana (Herrich-Schaffer, 1851)
- Dichrorampha montanana (Duponchel, 1843)
- Dichrorampha petiverella (Linnaeus, 1758)
- Dichrorampha plumbagana (Treitschke, 1830)
- Dichrorampha plumbana (Scopoli, 1763)
- Dichrorampha sedatana Busck, 1906
- Dichrorampha senectana Guenee, 1845
- Dichrorampha sequana (Hubner, 1799)
- Dichrorampha simpliciana (Haworth, 1811)
- Dichrorampha sylvicolana Heinemann, 1863
- Dichrorampha thomanni Huemer, 1991
- Dichrorampha vancouverana McDunnough, 1935
- Ditula angustiorana (Haworth, 1811)
- Ditula joannisiana (Ragonot, 1888)
- Eana clercana (Joannis, 1908)
- Eana cottiana (Chretien, 1898)
- Eana cyanescana (Real, 1953)
- Eana derivana (de La Harpe, 1858)
- Eana incanana (Stephens, 1852)
- Eana jaechki Razowski, 1959
- Eana joannisi (Schawerda, 1929)
- Eana nevadensis (Schawerda, 1929)
- Eana penziana (Thunberg, 1791)
- Eana viardi (Real, 1953)
- Eana argentana (Clerck, 1759)
- Eana osseana (Scopoli, 1763)
- Eana canescana (Guenee, 1845)
- Eana filipjevi (Real, 1953)
- Enarmonia formosana (Scopoli, 1763)
- Endothenia ericetana (Humphreys & Westwood, 1845)
- Endothenia gentianaeana (Hubner, 1799)
- Endothenia lapideana (Herrich-Schaffer, 1851)
- Endothenia marginana (Haworth, 1811)
- Endothenia nigricostana (Haworth, 1811)
- Endothenia oblongana (Haworth, 1811)
- Endothenia pauperculana (Staudinger, 1859)
- Endothenia pullana (Haworth, 1811)
- Endothenia quadrimaculana (Haworth, 1811)
- Endothenia ustulana (Haworth, 1811)
- Epagoge grotiana (Fabricius, 1781)
- Epiblema chretieni Obraztsov, 1952
- Epiblema costipunctana (Haworth, 1811)
- Epiblema foenella (Linnaeus, 1758)
- Epiblema grandaevana (Lienig & Zeller, 1846)
- Epiblema graphana (Treitschke, 1835)
- Epiblema hepaticana (Treitschke, 1835)
- Epiblema inulivora (Meyrick, 1932)
- Epiblema sarmatana (Christoph, 1872)
- Epiblema scutulana (Denis & Schiffermuller, 1775)
- Epiblema similana (Denis & Schiffermuller, 1775)
- Epiblema simploniana (Duponchel, 1835)
- Epiblema sticticana (Fabricius, 1794)
- Epiblema turbidana (Treitschke, 1835)
- Epinotia abbreviana (Fabricius, 1794)
- Epinotia bilunana (Haworth, 1811)
- Epinotia brunnichana (Linnaeus, 1767)
- Epinotia caprana (Fabricius, 1798)
- Epinotia cedricida Diakonoff, 1969
- Epinotia crenana (Hubner, 1799)
- Epinotia cruciana (Linnaeus, 1761)
- Epinotia dalmatana (Rebel, 1891)
- Epinotia demarniana (Fischer v. Roslerstamm, 1840)
- Epinotia festivana (Hubner, 1799)
- Epinotia fraternana (Haworth, 1811)
- Epinotia granitana (Herrich-Schaffer, 1851)
- Epinotia immundana (Fischer v. Roslerstamm, 1839)
- Epinotia maculana (Fabricius, 1775)
- Epinotia mercuriana (Frolich, 1828)
- Epinotia nanana (Treitschke, 1835)
- Epinotia nemorivaga (Tengstrom, 1848)
- Epinotia nigricana (Herrich-Schaffer, 1851)
- Epinotia nisella (Clerck, 1759)
- Epinotia pusillana (Peyerimhoff, 1863)
- Epinotia pygmaeana (Hubner, 1799)
- Epinotia ramella (Linnaeus, 1758)
- Epinotia rubiginosana (Herrich-Schaffer, 1851)
- Epinotia signatana (Douglas, 1845)
- Epinotia solandriana (Linnaeus, 1758)
- Epinotia sordidana (Hubner, 1824)
- Epinotia subocellana (Donovan, 1806)
- Epinotia subsequana (Haworth, 1811)
- Epinotia tedella (Clerck, 1759)
- Epinotia tenerana (Denis & Schiffermuller, 1775)
- Epinotia tetraquetrana (Haworth, 1811)
- Epinotia thapsiana (Zeller, 1847)
- Epinotia trigonella (Linnaeus, 1758)
- Eriopsela quadrana (Hubner, 1813)
- Eucosma aemulana (Schlager, 1849)
- Eucosma albidulana (Herrich-Schaffer, 1851)
- Eucosma albuneana (Zeller, 1847)
- Eucosma aspidiscana (Hubner, 1817)
- Eucosma balatonana (Osthelder, 1937)
- Eucosma campoliliana (Denis & Schiffermuller, 1775)
- Eucosma cana (Haworth, 1811)
- Eucosma conterminana (Guenee, 1845)
- Eucosma cumulana (Guenee, 1845)
- Eucosma diakonoffi Gibeaux, 1984
- Eucosma fervidana (Zeller, 1847)
- Eucosma gradensis (Galvagni, 1909)
- Eucosma hohenwartiana (Denis & Schiffermuller, 1775)
- Eucosma incinerana (Constant, 1888)
- Eucosma lacteana (Treitschke, 1835)
- Eucosma luciana (Chretien, 1908)
- Eucosma lugubrana (Treitschke, 1830)
- Eucosma metzneriana (Treitschke, 1830)
- Eucosma mirificana (Peyerimhoff, 1876)
- Eucosma monstratana (Rebel, 1906)
- Eucosma obumbratana (Lienig & Zeller, 1846)
- Eucosma parvulana (Wilkinson, 1859)
- Eucosma pupillana (Clerck, 1759)
- Eucosma rubescana (Constant, 1895)
- Eucosma tripoliana (Barrett, 1880)
- Eucosma wimmerana (Treitschke, 1835)
- Eucosmomorpha albersana (Hubner, 1813)
- Eudemis porphyrana (Hubner, 1799)
- Eudemis profundana (Denis & Schiffermuller, 1775)
- Eugnosta lathoniana (Hubner, 1800)
- Eugnosta magnificana (Rebel, 1914)
- Eugnosta parreyssiana (Duponchel, 1843)
- Eulia ministrana (Linnaeus, 1758)
- Eupoecilia ambiguella (Hubner, 1796)
- Eupoecilia angustana (Hubner, 1799)
- Eupoecilia cebrana (Hubner, 1813)
- Eupoecilia sanguisorbana (Herrich-Schaffer, 1856)
- Exapate duratella Heyden, 1864
- Falseuncaria degreyana (McLachlan, 1869)
- Falseuncaria ruficiliana (Haworth, 1811)
- Fulvoclysia nerminae Kocak, 1982
- Gibberifera simplana (Fischer v. Roslerstamm, 1836)
- Grapholita andabatana (Wolff, 1957)
- Grapholita funebrana Treitschke, 1835
- Grapholita janthinana (Duponchel, 1843)
- Grapholita lobarzewskii (Nowicki, 1860)
- Grapholita molesta (Busck, 1916)
- Grapholita tenebrosana Duponchel, 1843
- Grapholita aureolana Tengstrom, 1848
- Grapholita caecana Schlager, 1847
- Grapholita compositella (Fabricius, 1775)
- Grapholita coronillana Lienig & Zeller, 1846
- Grapholita delineana Walker, 1863
- Grapholita difficilana (Walsingham, 1900)
- Grapholita discretana Wocke, 1861
- Grapholita fissana (Frolich, 1828)
- Grapholita gemmiferana Treitschke, 1835
- Grapholita internana (Guenee, 1845)
- Grapholita jungiella (Clerck, 1759)
- Grapholita lathyrana (Hubner, 1822)
- Grapholita lunulana (Denis & Schiffermuller, 1775)
- Grapholita nebritana Treitschke, 1830
- Grapholita orobana Treitschke, 1830
- Grapholita pallifrontana Lienig & Zeller, 1846
- Gravitarmata margarotana (Heinemann, 1863)
- Gynnidomorpha alismana (Ragonot, 1883)
- Gynnidomorpha luridana (Gregson, 1870)
- Gynnidomorpha minimana (Caradja, 1916)
- Gynnidomorpha permixtana (Denis & Schiffermuller, 1775)
- Gynnidomorpha rubricana (Peyerimhoff, 1877)
- Gypsonoma aceriana (Duponchel, 1843)
- Gypsonoma dealbana (Frolich, 1828)
- Gypsonoma imparana (Muller-Rutz, 1914)
- Gypsonoma minutana (Hubner, 1799)
- Gypsonoma nitidulana (Lienig & Zeller, 1846)
- Gypsonoma oppressana (Treitschke, 1835)
- Gypsonoma sociana (Haworth, 1811)
- Hedya dimidiana (Clerck, 1759)
- Hedya nubiferana (Haworth, 1811)
- Hedya ochroleucana (Frolich, 1828)
- Hedya pruniana (Hubner, 1799)
- Hedya salicella (Linnaeus, 1758)
- Hysterophora maculosana (Haworth, 1811)
- Isotrias hybridana (Hubner, 1817)
- Isotrias rectifasciana (Haworth, 1811)
- Isotrias stramentana (Guenee, 1845)
- Lathronympha strigana (Fabricius, 1775)
- Lepteucosma huebneriana Kocak, 1980
- Lobesia abscisana (Doubleday, 1849)
- Lobesia artemisiana (Zeller, 1847)
- Lobesia bicinctana (Duponchel, 1844)
- Lobesia botrana (Denis & Schiffermuller, 1775)
- Lobesia helichrysana (Ragonot, 1879)
- Lobesia indusiana (Zeller, 1847)
- Lobesia limoniana (Milliere, 1860)
- Lobesia littoralis (Westwood & Humphreys, 1845)
- Lobesia porrectana (Zeller, 1847)
- Lobesia quaggana Mann, 1855
- Lobesia reliquana (Hubner, 1825)
- Lobesia euphorbiana (Freyer, 1842)
- Lobesia occidentis Falkovitsh, 1970
- Lozotaenia forsterana (Fabricius, 1781)
- Lozotaenia mabilliana (Ragonot, 1875)
- Lozotaenia straminea (Schawerda, 1936)
- Lozotaeniodes brusseauxi Gibeaux, 1999
- Lozotaeniodes cupressana (Duponchel, 1836)
- Lozotaeniodes formosana (Frolich, 1830)
- Metendothenia atropunctana (Zetterstedt, 1839)
- Neosphaleroptera nubilana (Hubner, 1799)
- Notocelia cynosbatella (Linnaeus, 1758)
- Notocelia incarnatana (Hubner, 1800)
- Notocelia roborana (Denis & Schiffermuller, 1775)
- Notocelia rosaecolana (Doubleday, 1850)
- Notocelia tetragonana (Stephens, 1834)
- Notocelia trimaculana (Haworth, 1811)
- Notocelia uddmanniana (Linnaeus, 1758)
- Olethreutes arcuella (Clerck, 1759)
- Olindia schumacherana (Fabricius, 1787)
- Orthotaenia undulana (Denis & Schiffermuller, 1775)
- Oxypteron exiguana (de La Harpe, 1860)
- Oxypteron schawerdai (Rebel, 1936)
- Pammene albuginana (Guenee, 1845)
- Pammene amygdalana (Duponchel, 1842)
- Pammene argyrana (Hubner, 1799)
- Pammene aurana (Fabricius, 1775)
- Pammene aurita Razowski, 1991
- Pammene blockiana (Herrich-Schaffer, 1851)
- Pammene cocciferana Walsingham, 1903
- Pammene cytisana (Zeller, 1847)
- Pammene epanthista (Meyrick, 1922)
- Pammene fasciana (Linnaeus, 1761)
- Pammene gallicana (Guenee, 1845)
- Pammene germmana (Hubner, 1799)
- Pammene giganteana (Peyerimhoff, 1863)
- Pammene insulana (Guenee, 1845)
- Pammene juniperana (Milliere, 1858)
- Pammene luedersiana (Sorhagen, 1885)
- Pammene obscurana (Stephens, 1834)
- Pammene ochsenheimeriana (Lienig & Zeller, 1846)
- Pammene oxycedrana (Milliere, 1876)
- Pammene populana (Fabricius, 1787)
- Pammene purpureana Constant, 1888
- Pammene querceti (Gozmany, 1957)
- Pammene regiana (Zeller, 1849)
- Pammene rhediella (Clerck, 1759)
- Pammene salvana (Staudinger, 1859)
- Pammene spiniana (Duponchel, 1843)
- Pammene splendidulana (Guenee, 1845)
- Pammene suspectana (Lienig & Zeller, 1846)
- Pammene trauniana (Denis & Schiffermuller, 1775)
- Pandemis cerasana (Hubner, 1786)
- Pandemis chondrillana (Herrich-Schaffer, 1860)
- Pandemis cinnamomeana (Treitschke, 1830)
- Pandemis corylana (Fabricius, 1794)
- Pandemis dumetana (Treitschke, 1835)
- Pandemis heparana (Denis & Schiffermuller, 1775)
- Paramesia gnomana (Clerck, 1759)
- Pelatea klugiana (Freyer, 1836)
- Pelochrista agrestana (Treitschke, 1830)
- Pelochrista caecimaculana (Hubner, 1799)
- Pelochrista decolorana (Freyer, 1842)
- Pelochrista fulvostrigana (Constant, 1888)
- Pelochrista fusculana (Zeller, 1847)
- Pelochrista hepatariana (Herrich-Schaffer, 1851)
- Pelochrista infidana (Hubner, 1824)
- Pelochrista mancipiana (Mann, 1855)
- Pelochrista modicana (Zeller, 1847)
- Pelochrista mollitana (Zeller, 1847)
- Pelochrista sordicomana (Staudinger, 1859)
- Phalonidia affinitana (Douglas, 1846)
- Phalonidia albipalpana (Zeller, 1847)
- Phalonidia contractana (Zeller, 1847)
- Phalonidia curvistrigana (Stainton, 1859)
- Phalonidia gilvicomana (Zeller, 1847)
- Phalonidia manniana (Fischer v. Roslerstamm, 1839)
- Phaneta pauperana (Duponchel, 1843)
- Phiaris astrana (Guenee, 1845)
- Phiaris bipunctana (Fabricius, 1794)
- Phiaris helveticana Duponchel, 1844
- Phiaris metallicana (Hubner, 1799)
- Phiaris micana (Denis & Schiffermuller, 1775)
- Phiaris obsoletana (Zetterstedt, 1839)
- Phiaris palustrana (Lienig & Zeller, 1846)
- Phiaris schulziana (Fabricius, 1776)
- Phiaris scoriana (Guenee, 1845)
- Phiaris stibiana (Guenee, 1845)
- Phiaris turfosana (Herrich-Schaffer, 1851)
- Phiaris umbrosana (Freyer, 1842)
- Phiaris valesiana (Rebel, 1907)
- Phtheochroa cymatodana (Rebel, 1927)
- Phtheochroa duponchelana (Duponchel, 1843)
- Phtheochroa durbonana (Lhomme, 1937)
- Phtheochroa frigidana (Guenee, 1845)
- Phtheochroa fulvicinctana (Constant, 1893)
- Phtheochroa inopiana (Haworth, 1811)
- Phtheochroa purana (Guenee, 1845)
- Phtheochroa rugosana (Hubner, 1799)
- Phtheochroa schreibersiana (Frolich, 1828)
- Phtheochroa sodaliana (Haworth, 1811)
- Piniphila bifasciana (Haworth, 1811)
- Pristerognatha fuligana (Denis & Schiffermuller, 1775)
- Pristerognatha penthinana (Guenee, 1845)
- Prochlidonia amiantana (Hubner, 1799)
- Propiromorpha rhodophana (Herrich-Schaffer, 1851)
- Pseudargyrotoza conwagana (Fabricius, 1775)
- Pseudococcyx posticana (Zetterstedt, 1839)
- Pseudococcyx tessulatana (Staudinger, 1871)
- Pseudococcyx turionella (Linnaeus, 1758)
- Pseudohermenias abietana (Fabricius, 1787)
- Pseudosciaphila branderiana (Linnaeus, 1758)
- Ptycholoma lecheana (Linnaeus, 1758)
- Retinia perangustana (Snellen, 1883)
- Retinia resinella (Linnaeus, 1758)
- Rhopobota myrtillana (Humphreys & Westwood, 1845)
- Rhopobota naevana (Hubner, 1817)
- Rhopobota stagnana (Denis & Schiffermuller, 1775)
- Rhopobota ustomaculana (Curtis, 1831)
- Rhyacionia buoliana (Denis & Schiffermuller, 1775)
- Rhyacionia duplana (Hubner, 1813)
- Rhyacionia maritimana Prose, 1981
- Rhyacionia miniatana (Staudinger, 1871)
- Rhyacionia pinicolana (Doubleday, 1849)
- Rhyacionia pinivorana (Lienig & Zeller, 1846)
- Rolandylis maiana (Kearfott, 1907)
- Selania leplastriana (Curtis, 1831)
- Selania resedana (Obraztsov, 1959)
- Selenodes karelica (Tengstrom, 1875)
- Sparganothis pilleriana (Denis & Schiffermuller, 1775)
- Spatalistis bifasciana (Hubner, 1787)
- Spilonota laricana (Heinemann, 1863)
- Spilonota ocellana (Denis & Schiffermuller, 1775)
- Stictea mygindiana (Denis & Schiffermuller, 1775)
- Strophedra nitidana (Fabricius, 1794)
- Strophedra weirana (Douglas, 1850)
- Syndemis musculana (Hubner, 1799)
- Thiodia citrana (Hubner, 1799)
- Thiodia couleruana (Duponchel, 1834)
- Thiodia lerneana (Treitschke, 1835)
- Thiodia major (Rebel, 1903)
- Thiodia torridana (Lederer, 1859)
- Thiodia trochilana (Frolich, 1828)
- Thiodiodes seeboldi (Rossler, 1877)
- Tortricodes alternella (Denis & Schiffermuller, 1775)
- Tortrix viridana Linnaeus, 1758
- Tosirips magyarus Razowski, 1987
- Xerocnephasia rigana (Sodoffsky, 1829)
- Zeiraphera griseana (Hubner, 1799)
- Zeiraphera isertana (Fabricius, 1794)
- Zeiraphera ratzeburgiana (Saxesen, 1840)
- Zeiraphera rufimitrana (Herrich-Schaffer, 1851)

### Urodidae
- Wockia asperipunctella (Bruand, 1851)

### Yponomeutidae
- Cedestis gysseleniella Zeller, 1839
- Cedestis subfasciella (Stephens, 1834)
- Euhyponomeuta stannella (Thunberg, 1788)
- Euhyponomeutoides albithoracellus Gaj, 1954
- Euhyponomeutoides ribesiella (Joannis, 1900)
- Kessleria saxifragae (Stainton, 1868)
- Kessleria albescens (Rebel, 1899)
- Kessleria albomaculata Huemer & Tarmann, 1992
- Kessleria alternans (Staudinger, 1871)
- Kessleria brachypterella Huemer & Tarmann, 1992
- Kessleria inexpectata Huemer & Tarmann, 1992
- Kessleria pyrenaea Friese, 1960
- Kessleria wehrlii Huemer & Tarmann, 1992
- Niphonympha dealbatella (Zeller, 1847)
- Ocnerostoma friesei Svensson, 1966
- Ocnerostoma piniariella Zeller, 1847
- Paradoxus osyridellus Stainton, 1869
- Parahyponomeuta egregiella (Duponchel, 1839)
- Paraswammerdamia albicapitella (Scharfenberg, 1805)
- Paraswammerdamia conspersella (Tengstrom, 1848)
- Paraswammerdamia nebulella (Goeze, 1783)
- Pseudoswammerdamia combinella (Hubner, 1786)
- Scythropia crataegella (Linnaeus, 1767)
- Swammerdamia caesiella (Hubner, 1796)
- Swammerdamia compunctella Herrich-Schaffer, 1855
- Swammerdamia pyrella (Villers, 1789)
- Yponomeuta cagnagella (Hubner, 1813)
- Yponomeuta evonymella (Linnaeus, 1758)
- Yponomeuta irrorella (Hubner, 1796)
- Yponomeuta mahalebella Guenee, 1845
- Yponomeuta malinellus Zeller, 1838
- Yponomeuta padella (Linnaeus, 1758)
- Yponomeuta plumbella (Denis & Schiffermuller, 1775)
- Yponomeuta rorrella (Hubner, 1796)
- Yponomeuta sedella Treitschke, 1832
- Zelleria abisella (Chretien, 1910)
- Zelleria hepariella Stainton, 1849
- Zelleria oleastrella (Milliere, 1864)

### Ypsolophidae
- Ochsenheimeria bubalella (Hubner, 1813)
- Ochsenheimeria glabratella Muller-Rutz, 1914
- Ochsenheimeria taurella (Denis & Schiffermuller, 1775)
- Ochsenheimeria urella Fischer von Roslerstamm, 1842
- Ochsenheimeria vacculella Fischer von Roslerstamm, 1842
- Phrealcia eximiella (Rebel, 1899)
- Ypsolopha alpella (Denis & Schiffermuller, 1775)
- Ypsolopha asperella (Linnaeus, 1761)
- Ypsolopha chazariella (Mann, 1866)
- Ypsolopha dentella (Fabricius, 1775)
- Ypsolopha divisella (Chretien, 1915)
- Ypsolopha falcella (Denis & Schiffermuller, 1775)
- Ypsolopha horridella (Treitschke, 1835)
- Ypsolopha indecorella (Rebel, 1903)
- Ypsolopha instabilella (Mann, 1866)
- Ypsolopha lucella (Fabricius, 1775)
- Ypsolopha mucronella (Scopoli, 1763)
- Ypsolopha nemorella (Linnaeus, 1758)
- Ypsolopha parenthesella (Linnaeus, 1761)
- Ypsolopha persicella (Fabricius, 1787)
- Ypsolopha scabrella (Linnaeus, 1761)
- Ypsolopha sequella (Clerck, 1759)
- Ypsolopha sylvella (Linnaeus, 1767)
- Ypsolopha ustella (Clerck, 1759)
- Ypsolopha vittella (Linnaeus, 1758)

### Zygaenidae
- Adscita albanica (Naufock, 1926)
- Adscita alpina (Alberti, 1937)
- Adscita geryon (Hubner, 1813)
- Adscita statices (Linnaeus, 1758)
- Adscita mannii (Lederer, 1853)
- Aglaope infausta (Linnaeus, 1767)
- Jordanita hispanica (Alberti, 1937)
- Jordanita chloros (Hubner, 1813)
- Jordanita globulariae (Hubner, 1793)
- Jordanita subsolana (Staudinger, 1862)
- Jordanita budensis (Ad. & Au. Speyer, 1858)
- Jordanita notata (Zeller, 1847)
- Rhagades pruni (Denis & Schiffermuller, 1775)
- Theresimima ampellophaga (Bayle-Barelle, 1808)
- Zygaena carniolica (Scopoli, 1763)
- Zygaena fausta (Linnaeus, 1767)
- Zygaena hilaris Ochsenheimer, 1808
- Zygaena occitanica (Villers, 1789)
- Zygaena brizae (Esper, 1800)
- Zygaena contaminei Boisduval, 1834
- Zygaena corsica Boisduval, 1828
- Zygaena cynarae (Esper, 1789)
- Zygaena erythrus (Hubner, 1806)
- Zygaena minos (Denis & Schiffermuller, 1775)
- Zygaena purpuralis (Brunnich, 1763)
- Zygaena sarpedon (Hubner, 1790)
- Zygaena anthyllidis Boisduval, 1828
- Zygaena ephialtes (Linnaeus, 1767)
- Zygaena exulans (Hohenwarth, 1792)
- Zygaena filipendulae (Linnaeus, 1758)
- Zygaena lavandulae (Esper, 1783)
- Zygaena lonicerae (Scheven, 1777)
- Zygaena loti (Denis & Schiffermuller, 1775)
- Zygaena nevadensis Rambur, 1858
- Zygaena osterodensis Reiss, 1921
- Zygaena rhadamanthus (Esper, 1789)
- Zygaena romeo Duponchel, 1835
- Zygaena transalpina (Esper, 1780)
- Zygaena trifolii (Esper, 1783)
- Zygaena viciae (Denis & Schiffermuller, 1775)